# Iași
Iași (art. Iașiul; livresc Iașii, respectiv Târgu' Ieșilor) este municipiul de reședință al județului cu același nume, Moldova, România. A fost capitala Moldovei în perioada 1564–1859, una dintre cele două capitale ale Principatelor Unite între 1859 și 1862 și capitala Regatului României între 1916 și 1918 (în perioada Primului Război Mondial, atunci când Bucureștiul s-a aflat sub ocupație germană). Potrivit recensământului din 2021, municipiul Iași are 271.692 locuitori, fiind al treilea oraș ca populație din România (după București și Cluj-Napoca). Conform Eurostat, cu o populație de 507.100 locuitori (în 2019), zona metropolitană Iași este a doua ca mărime din România (după București).

## Alte nume
Fiind fostă capitală europeană, Iașul are adaptări ale numelui în diferite limbi: în franceză Jassy sau Iassy, în germană Jassy, în maghiară Jászvásár, în italiană Iasi sau Jassi, în belarusă Горад Ясы, în bulgară Яш, în sârbă Stara Ias, în greacă Jási, în turcă Yaş, în poloneză Narodowie Jassy, în ucraineană Ясси, în croată Jaši, în rusă Яссы, în lituaniană Jasai.

## Etimologie
Cea mai bogat documentată explicație este că numele orașului își are originea în Evul mediu timpuriu, de la poporul alanic al iașilor, dar istoricii protocroniști au altă teorie referitoare la originea numelui „Iași”. Ei afirmă că numele provine de la un trib sarmat mult mai vechi: iazigii din Antichitate, menționați de Ovidiu ca „Ipse vides onerata ferox ut ducata „Iasyx”/ Per media Istri plaustra bubulcus aquas” și „„Jazyges” et Colchi Metereaque turba Getaque/ Danubii mediis vix prohibentur aquis”.
Atât iazigii, cât și alanii (dintre care făceau parte iașii) erau două ramuri din cele trei ale sarmaților, a treia fiind roxolanii. Alanii (care erau creștinați) au dat în trecut Prutului denumirea de Alanus fluvius iar orașului Iași, Forum Philistinorum (posibil Târgul amatorilor de vin). De la această populație derivă forma la plural Iașii sau Târgu' Ieșilor. De asemenea, Moldova a fost numită și Alania la 1320 în harta lui Giovanni di Carignano. Gh. Ghibănescu a arătat în cartea sa că în 1238, Berke, fratele lui Batu han (conducătorul Hoardei de aur), zdrobește armata alanilor conduși de Caciar Ogala (lângă Marea de Azov) și determină exodul a aproape 10.000 de alani în Moldova. Alanii (iașii) se stabilesc în zona în care va fi menționat orașul Iași. După aproape 60 de ani, în 1299-1302, majoritatea alanilor părăsesc Moldova și trec în Imperiul Bizantin, conform unor date furnizate de bizantinul Nichifor Gregoras. Au mai trecut și alte triburi de alani prin Moldova dar s-au stabilit în final în Ungaria, împreună cu cumanii. Urmașii alanilor din Caucaz sunt osetinii.
Un alt istoric a arătat că Iașii au format un popor care a trăit printre Cumani și care a părăsit Caucazul după invazia mongolă terminată cu bătălia de la Kalka; de asemenea a arătat că numele este derivat din "Äs", un nume etnic din zona Osetiei. În limbile sanskrită și hindi, care au origine comună cu limba sarmaților, "yash" înseamnă "faimă".
O inscripție astăzi pierdută pe o bornă miliară romană descoperită în apropiere de Osijek în Croația în secolul al XVIII-lea menționează existența unui Jassiorum municipium. Numele maghiar al orașului (Jászvásár) înseamnă mot-a-mot "Piața (Târgul) Iașilor"; numele vechi românesc, Târgu' Ieșilor (și forma alternativă Iașii), ar putea avea aceeași semnificație[.
În Ungaria, iașii au lăsat denumirea de Jász unui comitat și mai multor localități; pe de altă parte, sarmații erau arcași reputați, ori în limba maghiară íjász înseamnă tocmai arcaș, de unde presupunerea că acest cuvânt s-ar trage tot de la iași. Etimologie eronată totuși, íjász fiind derivat din íj (respectiv ív, ambele cu sens de arc) și sufixul de profesie -ász/-ész care dă spre ex. și cuvintele kertész ('grădinar'), halász ('pescar') etc.
În Cronica lui Nestor orașul apare menționat cu numele Askîi Torg, și este înscris în „Lista orașelor rusești îndepărtate și apropiate” din Letopisețul Novgorodului.

## Istorie

Veche vedere aeriană a centrului orașului (zona Piața Unirii)

Imagine veche a Străzii Ștefan cel Mare (cu biserica Trei Ierarhi în partea stângă)

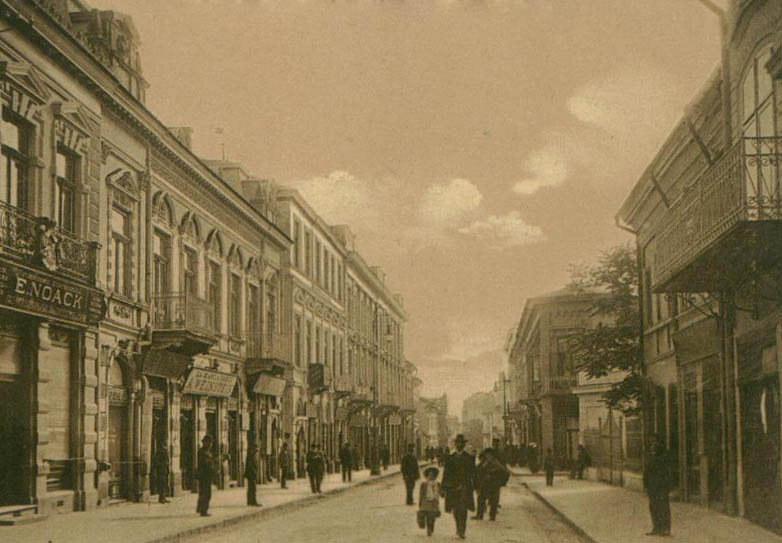
Imagine veche a Străzii Lăpușneanu

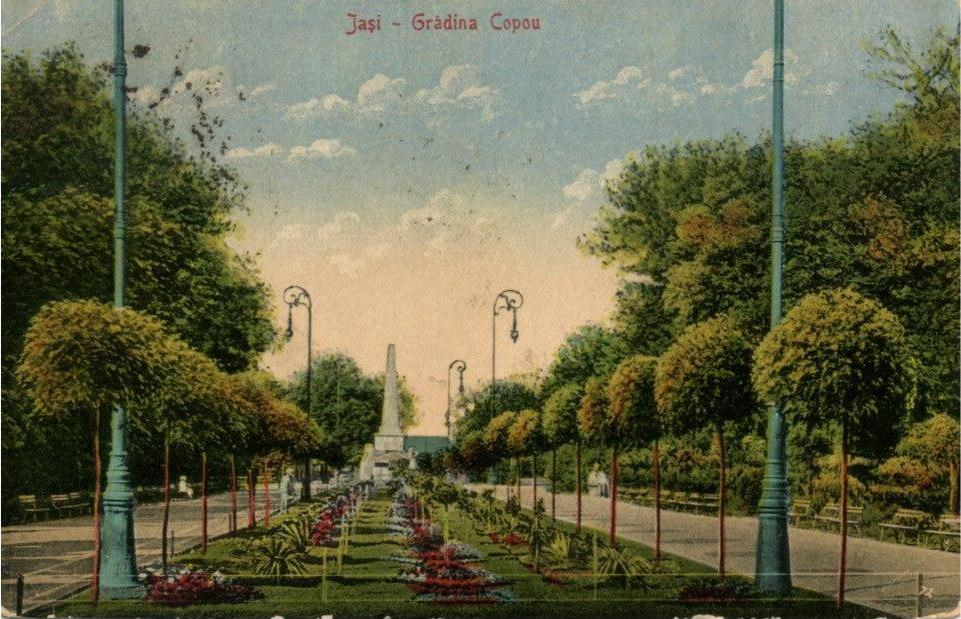
Parcul Copou, perioada antebelică

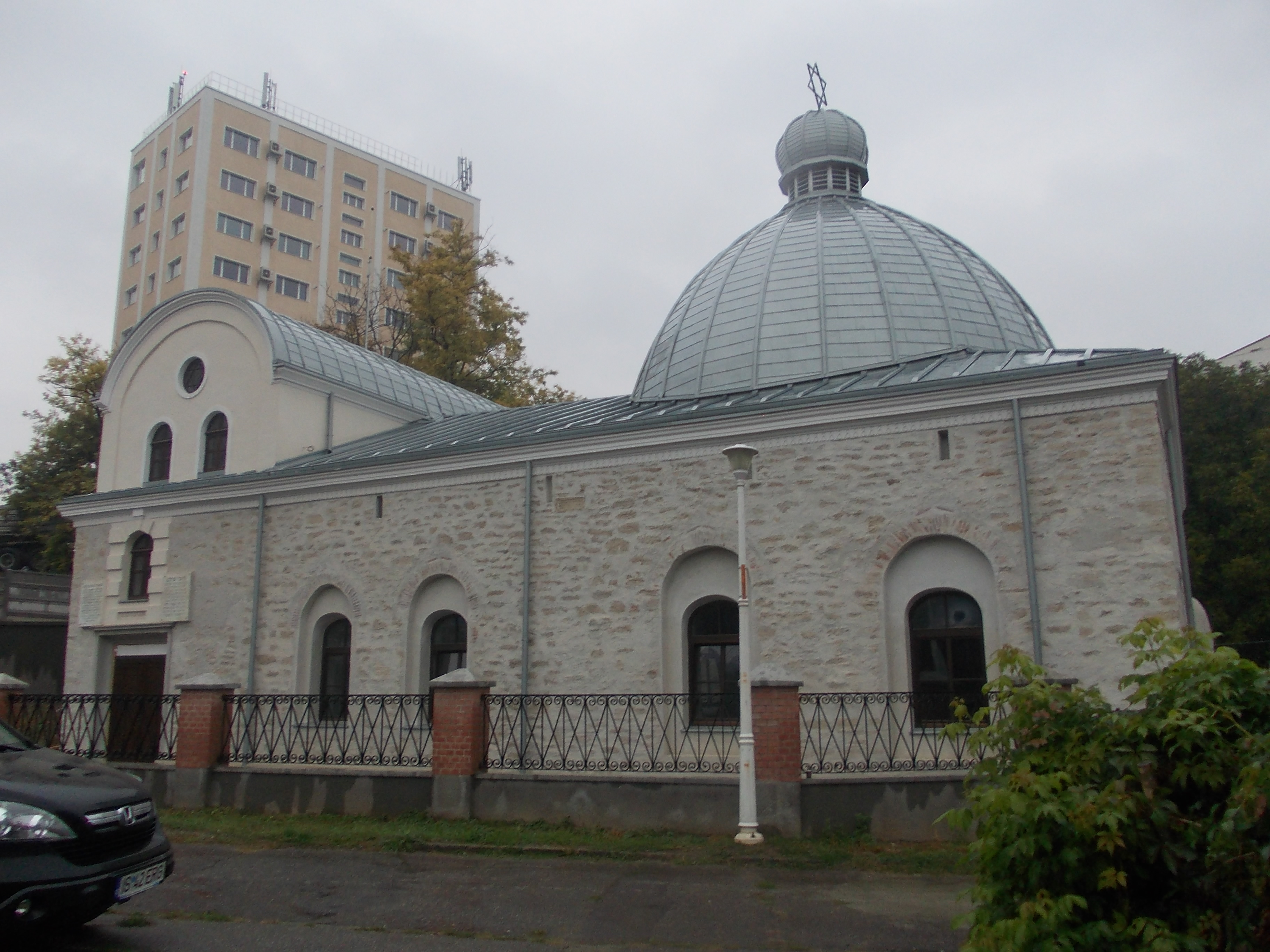
Sinagoga Mare din Iași

Cercetările arheologice au dus descoperirea unor amfore romane în strada Ciurchi, în zona viilor din Copou și la câțiva km de Iași, la Holboca. De asemenea, s-au descoperit monede imperiale romane lângă Dealul Cetățuia. La Valea Lupului (lângă Antibiotice SA) s-au descoperit morminte sarmatice, vase dacice și obiecte de podoabă. Din perioada de trecere spre feudalism s-au identificat pe teritoriul Iașului, 19 așezări cu resturi de locuire din sec. IV, neîntărite. Locuințele erau colibe de suprafață și bordeie.
Din secolele VII-X s-au descoperit locuințe rectangulare prevăzute cu cuptoare în formă de potcoavă precum și numeroase unelte, piese de veșminte și podoabe, încadrate în cultura de tip Dridu. Din secolele X-XI s-a descoperit o ceramică cu elemente de tehnică și forme specifice Moldovei de nord.
Gheorghe Ghibănescu a arătat că în 1238, tătarii determină exodul a aproape 10.000 de alani în Moldova. Alanii (iașii) se stabilesc în zona în care va fi menționat orașul Iași. Între 1299-1302, majoritatea alanilor părăsesc Moldova și trec în Imperiul Bizantin.
Din aceste date rezultă că Iașul a fost în antichitate un sat care s-a dezvoltat ajungând prin secolele VII-X un mic târg cu locuințe dreptunghiulare care a crescut o dată cu venirea triburilor iașilor (alani) în secolul al XIII-lea. Târgul Iașilor a fost ocupat în timp de pecenegi, cumani, alani și tătari.
Orașul Iași a fost menționat pentru prima oară într-un privilegiu comercial (acordat negustorilor din Liov), emis în 1408 de domnul Moldovei Alexandru cel Bun:
„Din mila lui Dumnezeu, noi Alexandru voievod, domn al Țării Moldovei. Facem cunoscut cu această carte a noastră tuturor celor care o vor vedea sau o vor auzi că am încheiat cu sfetnicii și cu orășenii din târgul Liov și cu tot poporul lor și am făcut
așezământ despre vămi, în țara noastră, și am încheiat cu dânșii ca să umble în țara noastră cu mărfurile lor. Și le-am rânduit vămi și le-am ușurat să dea vamă, în țara noastră, astfel. Mai întâi vama principală de la Suceava, la descărcare, pentru postav, de hrivnă trei groși....
...
Iar cine merge spre părțile tătărești va plăti pentru 12 cântare, în Suceava, o rublă de argint, în Iași treizeci de groși și în Cetatea Albă o jumătate de rublă de argint, iar cine nu merge la Cetatea Albă va da la Tighina ca și la Cetatea Albă, afară de plata trecătorii, iar la strajă de fiecare car câte doisprezece groși.

Iar cine va duce vite la tătari va plăti la vama principală, în Suceava, de vită patru groși, iar în Iași doi groși, iar la Tighina doi groși, iar pentru o sută de oi, în Suceava șaizeci de groși, iar în Iași treizeci de groși, iar la Tighina treizeci de groși. Aceasta este vama acestora ce se duc la tătari.
...

Și spre întăritură tuturor acestora, am poruncit credinciosului nostru, Brateiu logofătul, să scrie și să atârne pecetea noastră cea mare către această carte a noastră.

La Suceava, în anul 6619 <1408> octombrie 6.”
Copia slavonă după pergamentul original, fost în Arhiva orașului Liov, a fost realizată de Ioan Bogdan și se păstrează la Biblioteca Academiei Române (nr. 5231). Documentul era întărit cu pecetea domnească, „+ Pecetea lui Io Alexandru voievod <domn> al Țării Moldovei“ .
Deoarece existau clădiri mai vechi de această dată (spre exemplu presupusa Biserică armeană construită în 1395), se crede că orașul este mult mai vechi, cel puțin cu câteva decenii înainte de această dată, fapt dovedit și de zidurile Curții Domnești.
Domnitorii Moldovei, prevăzători în fața atacurilor ce puteau interveni asupra capitalei (Suceava în acele timpuri), din partea polonezilor sau ungurilor, și-au ridicat în timp și alte curți domnești la Hârlău, Cotnari, Vaslui și Iași. Astfel tot în timpul domniei lui Alexandru cel Bun (1400-1432), Iașul este pomenit ca fiind una din curțile domnești, în hrisovul ce i-l da unui anume Iurja Atoc, unde aceasta este numită „Curtea noastră dela Iași” .
În 1564, domnitorul Alexandru Lăpușneanu a mutat aici capitala Moldovei de la Suceava. Schimbarea statutului dintr-un simplu târg , în cel de curte domnească în sec. XV și apoi in capitală în sec. XVI, duce la dezvoltarea accelerată a orașului, prin atragerea de meșteșugari, negustori, cei mai mulți dintre ei străini. Astfel un misionar catolic, Remond, găsește în 1636 la Iași armeni, unguri, polonezi, dar și francezi și venețieni . O perioadă de intensă înflorire a vieții economice, comerciale și culturale se înregistrează în sec. XVII, în timpul domniei lui Vasile Lupu. În 1640, Vasile Lupu a înființat aici prima școală în limba română și o tipografie în biserica Trei Ierarhi. În 1643, prima carte tipărită în Moldova a apărut la Iași.

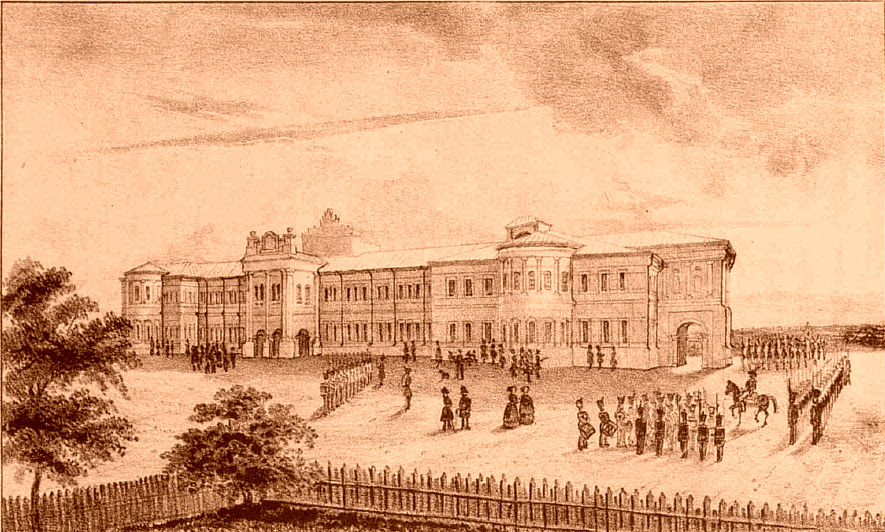
Palatul Ocârmuirii din Iași în timpul unei procesiuni militare. Litografie de epocă

Orașul a fost incendiat de mai multe ori, de tătari în 1513, de otomani în 1538, de cazaci în 1650 și de polonezi în 1686. Unul din cele mai dramatice momente pentru oraș a fost distrugerea din 1650, când cazacii și tătarii au atacat Moldova, răspunzând refuzului lui Vasile Lupu de a-și căsători fiica cu Timuș Hmelnițki. Miron Costin ne spune că „au ars atunce tot orașu", curtea fiind abandonată de dărăbanii (ostași pedeștri) lăsați de domn pentru pază. Singura salvare a locuitorilor erau Codrii Iașilor, din apropiere.
După jaful și incendiul din 1650, orașul trece printr-un alt mare incendiu, provocat de polonezi în 1686. Oamenii se ascundeau prin mănăstiri, singurele locuri fortificate din oraș, alături de curte, însă chiar și așa nu scăpau de foc sau de pericolul robiei.
În 1734, orașul a fost afectat de o epidemie de ciumă.
Prin Pacea de la Iași, cel de-al șaselea război ruso-turc a luat sfârșit în 1792. În 1822, turcii au luat cu asalt orașul, pentru a potoli revoluționarii greci ai Eteriei, conduși de Alexandru Ipsilanti.
Între 1565 și 1859, orașul a fost capitala Moldovei, apoi, între 1859 și 1862, atât Iași cât și București au fost capitalele de facto ale Principatelor Unite ale Moldovei și Valahiei. În 1862, când uniunea celor două principate a devenit deplină sub numele de România, capitala țării a fost stabilită la București.
La sfârșitul secolului al XIX-lea, orașul era reședința județului Iași și avea o populație de 59.427 de locuitori. În timpul primului război mondial, pentru doi ani, autoritățile române și familia regală s-au refugiat la Iași, timp în care orașul a fost capitala României neocupate, după ce Bucureștiul a căzut în mâinile Puterilor Centrale la 6 decembrie 1916. Administrația și familia regală au revenit la București în noiembrie 1918.
Al Doilea Război Mondial a reprezentat o perioadă neagră în istoria ieșeană. La cinci zile de la intrarea României în război, Antonescu a declanșat, cu concursul autorităților publice locale, Pogromul de la Iași din 27-29 iunie 1941 împotriva cetățenilor români de etnie evreiască. În conformitate cu datele prezentate de autoritățile române, în cele trei zile de pogrom, continuat cu victimele „trenurilor morții” au fost uciși 13.266 de evrei. Acest pogrom a fost unul dintre cele mai grave evenimente de acest fel din lume. Cele două morminte comune ale victimelor pogromului, aflate în cimitirul evreiesc din oraș, sunt o mărturie veșnică a acestui masacru.
În mai 1944, orașul a fost scena unor lupte grele între armatele româno-germane și Armata roșie și o mare parte din zona istorică a orașului a fost distrusă. La 21 august 1944, Iașul a fost ocupat de forțele sovietice.
În perioada postbelică orașul a continuat să se dezvolte, construindu-se noi cartiere și întreprinderi industriale, continuând să fie un important centru universitar.

### Evenimente istorice

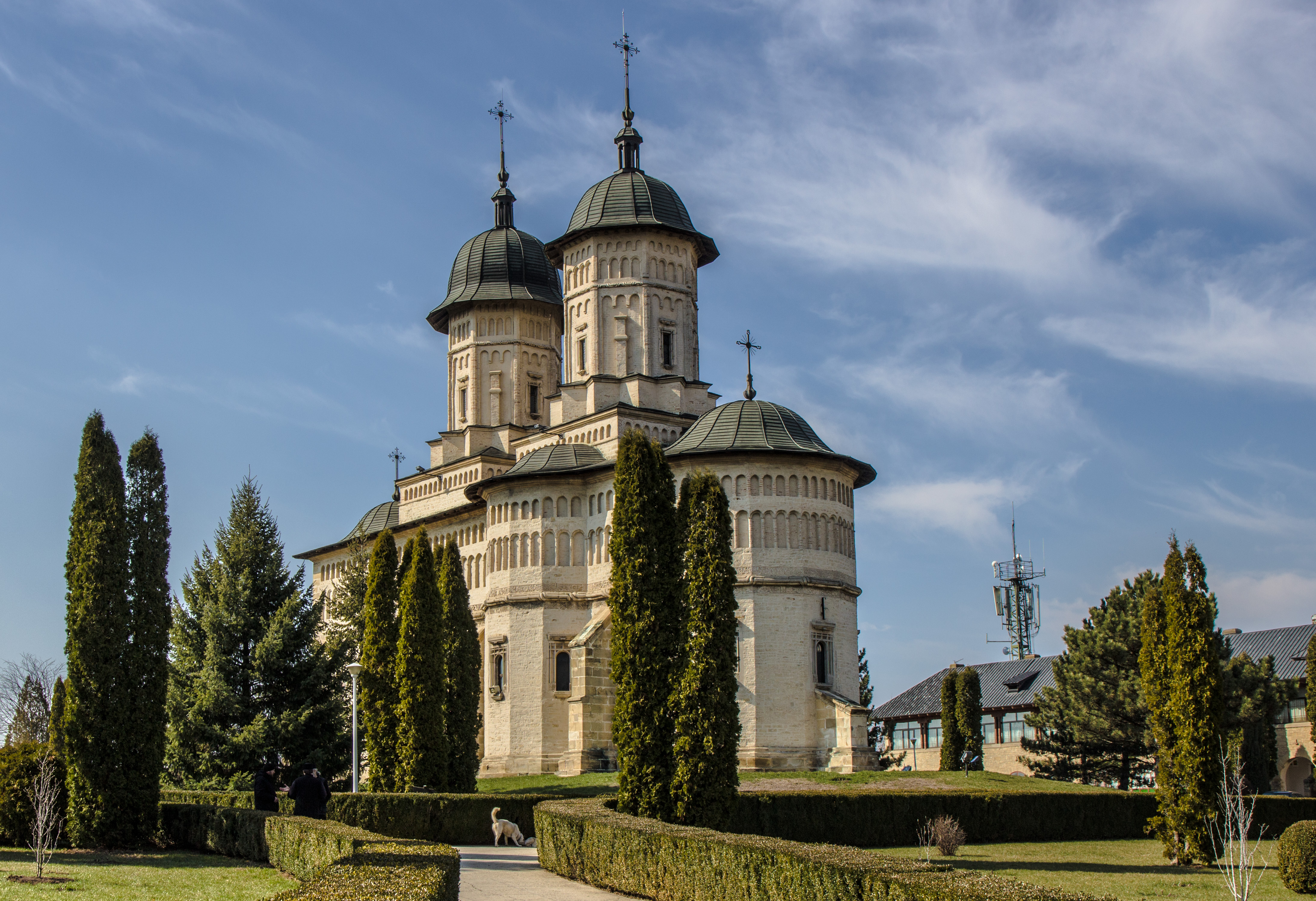
Mănăstirea Cetățuia

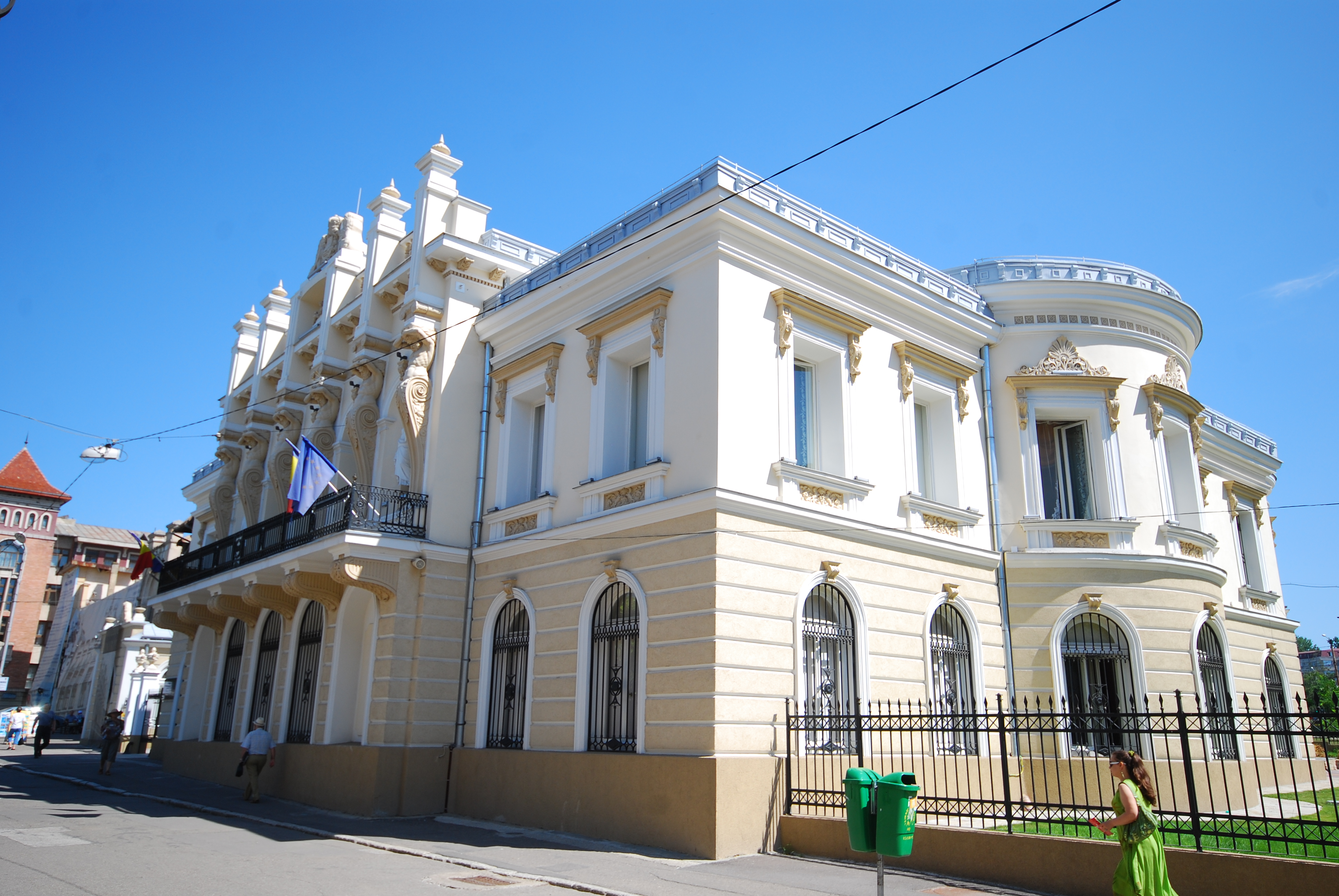
Palatul Cuza (azi Muzeul Unirii)

- 1408 – prima mențiune într-un document scris
- 1564 – Alexandru Lăpușneanu a mutat capitala Moldovei la Iași
- 1600 – Mihai Viteazul a consfințit la Iași unirea Moldovei, Țării Românești și a Transilvaniei
- 1638 – primul orologiu din țările române a fost cel instalat pe la 1638 de Vasile Lupu în turnul de la Trei Ierarhi
- 1640 – este fondată Academia Vasiliană
- 1642 – are loc Sinodul de la Iași
- 1646 – este publicată în tipografia de la Mănăstirea Sfinții Trei Ierarhi prima carte de legi în limba română, intitulată Carte românească de învățătură de la pravilele împărătești și de la alte giudețe
- 1659 - 1670 – înființarea Sinagogii Mari, cea mai veche din țară la acest moment (cele mai multe informații referitoare la acest edificiu se găsesc în Descrierea Moldovei a lui Dimitrie Cantemir)
- 1698 – prima lucrare filozofică românească scrisă de Dimitrie Cantemir, Divanul sau Gâlceava înțeleptului cu lumea sau Giudețul sufletului cu trupul
- 1707 – este fondată Academia Domnească
- 1714 – Dimitrie Cantemir este primul român ales membru al unei academii, Academia din Berlin
- 1755 – a fost tipărit la Mitropolia Moldovei primul abecedar în limba română din Moldova, la porunca Mitropolitului Iacob Stamati
- 1790 – a apărut la Iași, Courier de Moldavie, gazetă săptămânală, în limba franceză. Este primul periodic tipărit pe teritoriul Principatelor Române (18 februarie 1790 - 1 aprilie 1790).
- 1792 – Tratatul de la Iași
- 1813 – au loc primele cursuri de inginerie la Școala de Ingineri Hotarnici și Civili (din cadrul Academiei Domnești)
- 1816 – prima reprezentație de teatru în limba română, Mirtil și Hloe, jucată în casa hatmanului Costache Ghica (27 decembrie)
- 1821 – izbucnește la Iași mișcarea de eliberare a Greciei de sub dominația otomană
- 1830 – este înființată prima bibliotecă publică din Moldova, Biblioteca Societății de Medici și Naturaliști din Iași
- 1833 – a luat ființă cea mai veche societate științifică românească: Societatea de Medici și Naturaliști din Iași (18 martie)
- 1834 – se pune în scenă primul spectacol muzical în limba română: Cantata pastorală sau Serbarea păstorilor moldoveni, de Gheorghe Asachi. În acest spectacol își are debutul actoricesc Matei Millo (11 aprilie).
- 1834 – Gheorghe Asachi scrie prima lucrare dramatică românească inspirată din istoria națională, cu ocazia încoronării lui Mihail Sturdza: Dragoș, întâiul domn suveran al Moldovei.(26 august)
- 1834 – primul monument din țările române: Obeliscul cu lei din parcul Copou, monumentul Regulamentului Organic (prima constituție a Moldovei) (8 noiembrie)
- 1834 – primul muzeu de acest gen din România: Muzeul de Istorie Naturală din Iași în fosta Casă Ruset (4 februarie)
- 1835 – Academia Mihăileană, prima instituție modernă de învățământ superior din Moldova, precursoare a Universității din Iași
- 1839 – prima expoziție românească: "Expoziția plantelor și florilor exotice"
- 1840 – primul Teatru Național din România, sub direcțiunea lui Costache Negruzzi, Vasile Alecsandri și Mihail Kogălniceanu (conducerea trupei românești: Costache Caragiali)
- 1840 – apare prima revistă istorică română, Arhiva românească, editată de Mihail Kogălniceanu (martie 1840 până în 1862)
- 1840 – apare revista Dacia literară, considerată prima tribună literară românească de prestigiu, sub conducerea lui Mihail Kogălniceanu (19 martie)
- 1848 – reprezentația primei operete românești, Baba Hârca de Alexandru Flechtenmacher(26 decembrie)
- 1848 – Iașul este inițiatorul Revoluției de la 1848, care s-a extins ulterior pe întreg teritoriul românesc.
- 1855 – apare Korot Haitim (Vocile timpurilor), primul ziar în limba idiș din Principate
- 1856 – prima Grădina Botanică din România
- 1857 – înființarea Băncii Nulandt, prima bancă de credit ipotecar din România.
- 1858 – la 8 iulie se introduc in circulație primele timbre poștale, celebrele „Cap de bour”, iar pe 15 iulie, s-au pus în circulație primele mărci poștale cu stema Moldovei
- 1860 – inaugurarea Universității din Iași, prima universitate română, în clădirea actualei Universități de Medicină și Farmacie Gr. T. Popa (26 octombrie)
- 1862 – prima lucrare românească de geologie: „Calcarul de la Repedea” de Grigore Cobălcescu
- 1863 – se înființează asociația culturală Junimea
- 1868 – se naște la Iași Emil Racoviță, primul savant român participant la o expediție științifică internațională
- 1876 – primul Teatru Evreiesc din lume, înființat de Avram Goldfaden
- 1877 – Naftali Herz Imber scrie la Iași poezia Tikvatenu (Speranța noastră), prima versiune a imnului Israelului (Hatikva/ Speranța). Poezia a fost publicată în 1886, la Ierusalim, într-un volum intitulat Barkayi (Luceafărul de Dimineață).
- 1879 – prima Universitate de Medicină din România
- 1883 – (21 decembrie) - apare primul volum de versuri al lui Mihai Eminescu, Poesii
- 1887 – prima publicație medicală din România: Revista Medico-Chirurgicală
- 1912 – (19 noiembrie) – se naște la Iași George Emil Palade, singurul român laureat al premiului Nobel (Fiziologie și Medicină, 1974).
- 1918 – inaugurarea primei case memoriale din România: Bojdeuca lui Ion Creangă
- 1918 – Conferința antibolșevică de la Iași
- 1941 – între 27 și 29 iunie, Pogromul de la Iași a fost unul din cele mai violente pogromuri contra evreilor din istoria României, inițiat de generalul Ion Antonescu și secondat de autoritățile publice locale. Au fost uciși 13.266 de evrei.[29][30].
- 1976 – inaugurarea Muzeului Teatrului (26 decembrie 1976), singurul de acest gen din țară, în casa vornicului Alecsandri. După retrocedarea sediului Muzeului din str. V. Alecsandri (imobil de secol al XVIII-lea), muzeul a fost reorganizat sub forma Colecției „Istoria teatrului românesc”, la etajul Muzeului „Mihai Eminescu” din Parcul Copou, expoziție inaugurată la 22 februarie 2009 .

## Geografie

### Așezare geografică

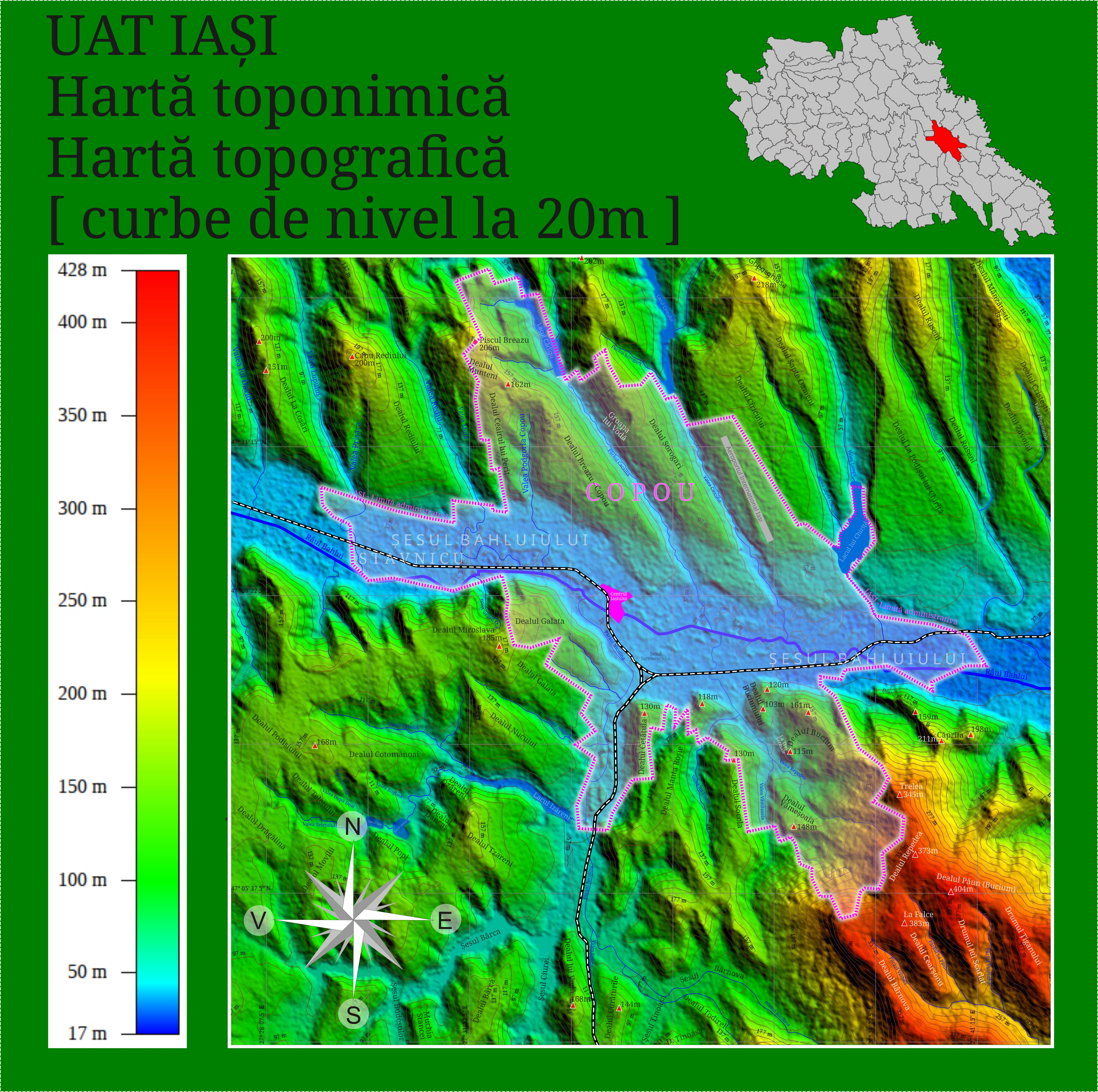
Hartă toponimică, topografică și arheologică pentru UAT Iași

#### Repere fizico-geografice
Orașul este situat în bazinul râului Bahlui pe zona de contact geomorfologic dintre două mari subunități ale Podișului Moldovei: Podișul Central Moldovenesc și Câmpia colinară a Moldovei (aflată în sectorul depresiunii Jijia-Bahlui). Acest contact este pus în evidență de zona de tranziție a Coastei Iașilor. În ansamblu, relieful său oferă imaginea unui amfiteatru natural larg, în care cea mai mare parte a localității s-a dezvoltat pe cele șapte terase de versant ale râului Bahlui, în timp ce în partea partea sudică a localității se găsesc șesuri, de o parte și de alta a Bahluiului și Nicolinei.

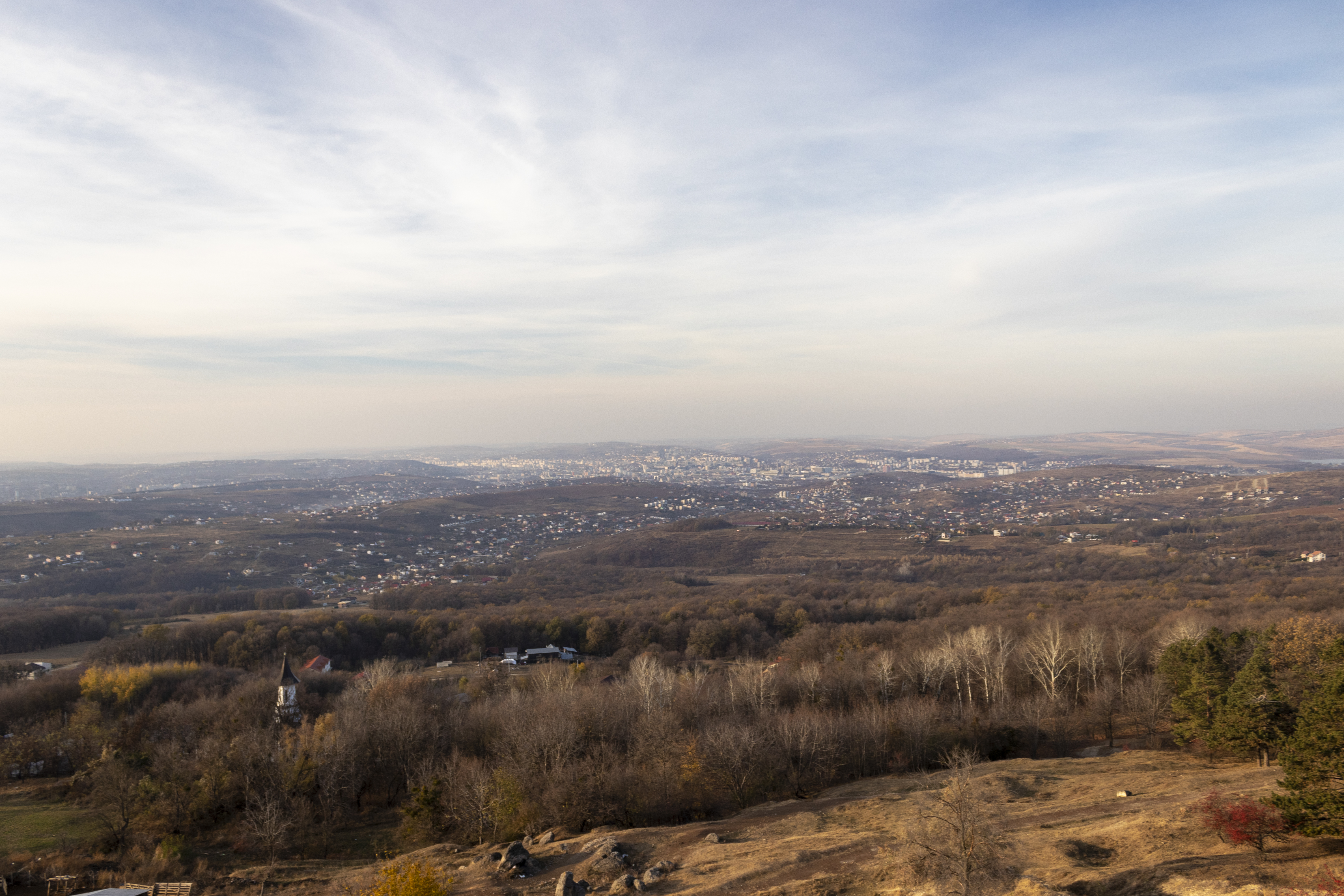
În ansamblu, relieful Iașului oferă imaginea unui amfiteatru natural: imagine a arealului urban, dinspre dealul Repedea.

Pe partea stângă a văii Bahluiului se găsesc o serie de coline domoale, în timp ce în partea dreaptă a acestuia se află  dealuri sau platouri mai impunătoare incluse Coastei Iașilor. Cele mai mari înălțimi se găsesc către limitele administrativ-teritoriale municipale nordică (dealurile La Coșări – 200 m, Rediului  – 200 m, Șorogari  – 202 m, Aroneanu  – 218 m și sudică, Miroslava — 183 m, Galata 185 m, Cetățuia — 130 m, Socola 130 m, Căprița — 210 m, Vlădiceni — 200 m, Trelea — 344 m, Păun — 404 m). Atât descreșterea altitudinală cât și aplatizarea colinelor spre Bahlui se fac mai lent pe stânga decât spre dreapta, unde versantul văii Bahluiului, scurt și puternic înclinat, domină valea retezând capetele de strat sub forma de cuestă ale Coastei Iașilor.
De ambele părți se orientează spre Bahlui pâraie cu șesuri inundabile frecvent: Valea Lupului, Rediu, Podgoria Copou, Cârlig, Ciric pe stânga (cu văi transversale mai lungi, de 3–16 km, energie medie de relief de 50–70 m și șesuri mai largi ce ating 500 m) și Ștefan Vodă, Galata, Nicolina, Manta Roșie, Vămeșoaia pe dreapta (cu văi în general scurte, de 1–5 km, cu energie de relief de până la 100 m, fără șesuri sau cu șesuri foarte înguste de 50–150 m, mai puțin Nicolina). Valea Nicolinei are și aceasta tot șapte terase, situate pe stânga acesteia, terasele respective având aceleași vârstă cu cele ale Bahluiului și racordându-se, cu o singură excepție, la cele ale acestuia.
În timp ce valea Bahluiului se orientează în arealul orașului pe direcția vest-nord-vest spre est-sud-est, interfluviile colinelor și majoritatea văilor secundare se orientează pe direcția nord-nord-vest spre sud-sud-est.

#### Repere simbolice
| “                   | [...] și-i zice cetății Iașilor, [...], tot „oraș de pe șapte coline”, expresie de blazon, rostită cotidian și înscrisă în pagini, respectabile | ” |
| — Iurie Cujbă, 2023 | |   |

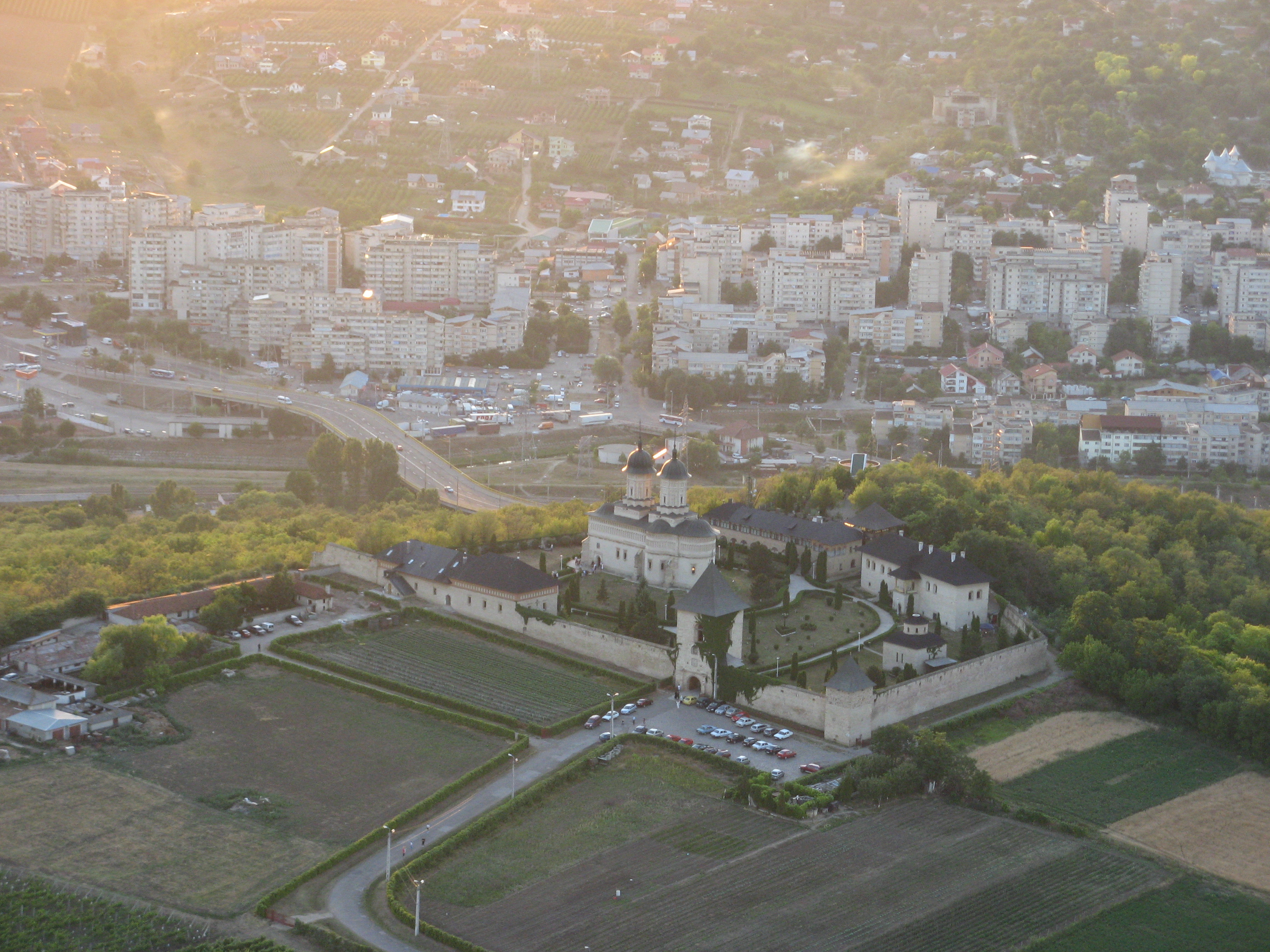
Unele dintre colinele Iașului sunt considerate reprezentative pentru tipologia arealului său urban. În imagine: colina Cetățuia.

Conform lucrării Iași – șapte trasee turistice tematice. Manual de explorare urbană, înălțimile Galata, Cetățuia, Repedea, Bucium, Șorogari, Breazu și Copou au un rol distinctiv în arealul ieșean, constituind în acest moment un complex cu rol de spațiu de recreere și de cultură cu rol consistent în conturarea identitatății turistice a orașului și a temei culturale a colinelor Iașului. Aprecierea privind compoziția acestui complex de coline din spațiul municipiului nu este una unitară, existând opinia că și alte înălțimi precum Ciric sau Tătărași ar trebuit incluse în arealul colinar reprezentativ urban.
| “                           | [...] aici este [...] irelevant câte dealuri are orașul cu adevărat, similar cu cazul Romei însăși, care poate avea mai multe sau mai puține din aceste dealuri; dar punctul important este atingerea heptadei sau a completitudinii. | ” |
| — Gosciwit Malinowski, 2017 | |   |

Cele șapte forme de relief numite Breazu, Bucium, Cetățuia, Copou, Galata, Repedea și Șorogari (menționate și în lucrarea Iași – șapte trasee turistice tematice. Manual de explorare urbană) sunt nominalizate ca fiind „Cele șapte coline ale Iașului”. Rolul lor este însă unul simbolic, acesta fiind legat de aspirația de mai târziu a Iașului de a imita Roma (în limba latină retro imitatio et aemulatio Romae), dat find rolul acestuia de fostă capitală, cu rol de microcosm ce a avut influență asupra întregii regiuni. Cu toate acestea, conform lui Gościwit Malinowski⁠(pl)[traduceți], asocierea simbolică poate fi în mod complet îndreptățită pentru un oraș doar dacă dacă acesta ar fi în același timp și foarte vechi.
Politicianul fascist Corneliu Zelea Codreanu a asociat în lucrarea sa Pentru Legionari tema cu ideea că „Iașiul zidit pe șapte dealuri, ca Roma, este și rămâne cetatea eternă a românismului”.
Este de menționat însă că numărul simbolic de 7 coline (nici mai mult, nici mai puțin) nu corespunde numărului de coline sau dealuri real existente în arealul administrativ al municipiului.

### Topografie
Situat la nord de Codrii Iașilor, orașul vechi se află într-un patrulater delimitat de actualele străzi Ștefan cel Mare (Ulița Mare), Alexandru Lăpușneanu, Independenței (Podul Hagioaiei), Elena Doamna și Grigore Ghica (Ulița Rusească), nucleul orașului aflându-se în zona Palatului Culturii (fostul Palat Domnesc) și Costache Negri (Ulița Veche).
Orașul nou s-a extins în toate direcțiile, cuprinzând în prima fază (secolele XVIII-XIX) cartierele Copou, Sărărie, Țicău, Tătărași, Ciurchi,  și parțial Nicolina și Păcurari. În a doua fază (secolul XX), au fost incluse cartierele Păcurari (partea nouă, de vest), Nicolina (partea nouă, de sud, azi numită C.U.G.), Frumoasa-Poitiers, Socola, Bucium, Canta, Galata, Mircea cel Bătrân, Alexandru cel Bun, Dacia și Grădinari, la acestea adăugându-se Zona Industrială. Orașul are ca suburbii câteva localități care, din punct de vedere administrativ, sunt considerate încă așezări rurale, dar, din punct de vedere edilitar, se prezintă ca așezări urbane: Dancu, Tomești, Ciurea și Lunca Cetățuii. Tendința urbană este de extindere a Iașilor, aceste localități fiind incluse în zona metropolitană, alături de alte localități: Păun, Bârnova, Horpaz, Miroslava (cu Valea Adâncă și Balciu), Valea Lupului și Breazu. În urma exploziei fenomenului construcțiilor din ultimul deceniu, unele dintre aceste localități sunt astăzi practic unite cu orașul.

### Clima
Clima prezintă un caracter continental pronunțat, fiind influențată de masele de aer cu proveniență răsăriteană. Vara predomină timpul secetos cu temperaturi ridicate, iar iarna se simte din plin efectul maselor de aer venite dinspre nord și nord-est, regiunea fiind frecvent bântuită de viscole. Secetele, brumele târzii de primăvară și timpurii de toamnă, aversele de ploaie însoțite de căderi de grindină, completează trăsăturile regimului climatic continental specific.
| Luna                                                                    | Ian           | Feb           | Mar          | Apr         | Mai         | Iun         | Iul         | Aug         | Sep         | Oct         | Nov          | Dec           | Anual         |
| ----------------------------------------------------------------------- | ------------- | ------------- | ------------ | ----------- | ----------- | ----------- | ----------- | ----------- | ----------- | ----------- | ------------ | ------------- | ------------- |
| Maxima medie °C (°F)                                                    | −0.1 (31,8)   | 2.1 (35,8)    | 8.1 (46,6)   | 16.5 (61,7) | 22.4 (72,3) | 25.3 (77,5) | 26.8 (80,2) | 26.6 (79,9) | 22.7 (72,9) | 16.1 (61)   | 8.4 (47,1)   | 2.7 (36,9)    | 14,8 (58,6)   |
| Media zilnică °C (°F)                                                   | −3.7 (25,3)   | −1.8 (28,8)   | 3.0 (37,4)   | 10.3 (50,5) | 16.1 (61)   | 19.2 (66,6) | 20.5 (68,9) | 19.9 (67,8) | 15.9 (60,6) | 10.0 (50)   | 4.3 (39,7)   | −0.6 (30,9)   | 9,4 (48,9)    |
| Minima medie °C (°F)                                                    | −6.9 (19,6)   | −4.8 (23,4)   | −0.8 (30,6)  | 5.2 (41,4)  | 10.4 (50,7) | 13.7 (56,7) | 15.0 (59)   | 14.3 (57,7) | 10.7 (51,3) | 5.5 (41,9)  | 1.1 (34)     | −3.4 (25,9)   | 5,0 (41)      |
| Minima istorică °C (°F)                                                 | −30.6 (−23.1) | −36.3 (−33.3) | −22.7 (−8.9) | −9.4 (15,1) | −3 (26,6)   | 3.5 (38,3)  | 6.3 (43,3)  | 4.6 (40,3)  | −3.5 (25,7) | −9.6 (14,7) | −21.1 (−6.0) | −29.5 (−21.1) | −36,3 (−33,3) |
| Precipitații mm (inches)                                                | 32 (1.26)     | 31 (1.22)     | 31 (1.22)    | 53 (2.09)   | 63 (2.48)   | 101 (3.98)  | 83 (3.27)   | 56 (2.2)    | 48 (1.89)   | 25 (0.98)   | 35 (1.38)    | 31 (1.22)     | 589 (23,19)   |
| Zăpadă cm (inches)                                                      | 11.3 (4.45)   | 14.3 (5.63)   | 11.9 (4.69)  | 6.9 (2.72)  | 0.0 (0)     | 0.0 (0)     | 0.0 (0)     | 0.0 (0)     | 0.0 (0)     | 0.7 (0.28)  | 10.4 (4.09)  | 6.3 (2.48)    | 61,8 (24,33)  |
| Nr. de zile cu precipitații (≥ 1.0 mm)                                  | 6             | 6             | 6            | 8           | 8           | 9           | 9           | 5           | 5           | 5           | 6            | 7             | 80            |
| Ore însorite                                                            | 69.1          | 77.6          | 127.6        | 170.1       | 234.9       | 254.7       | 272.8       | 270.1       | 208.0       | 155.8       | 73.0         | 57.3          | 1.971,0       |
| Sursa nr. 1: NOAA                                                       |               |               |              |             |             |             |             |             |             |             |              |               |               |
| Sursa nr. 2: Romanian National Statistic Institute (extremes 1901-2000) |               |               |              |             |             |             |             |             |             |             |              |               |               |

### Orașe apropiate

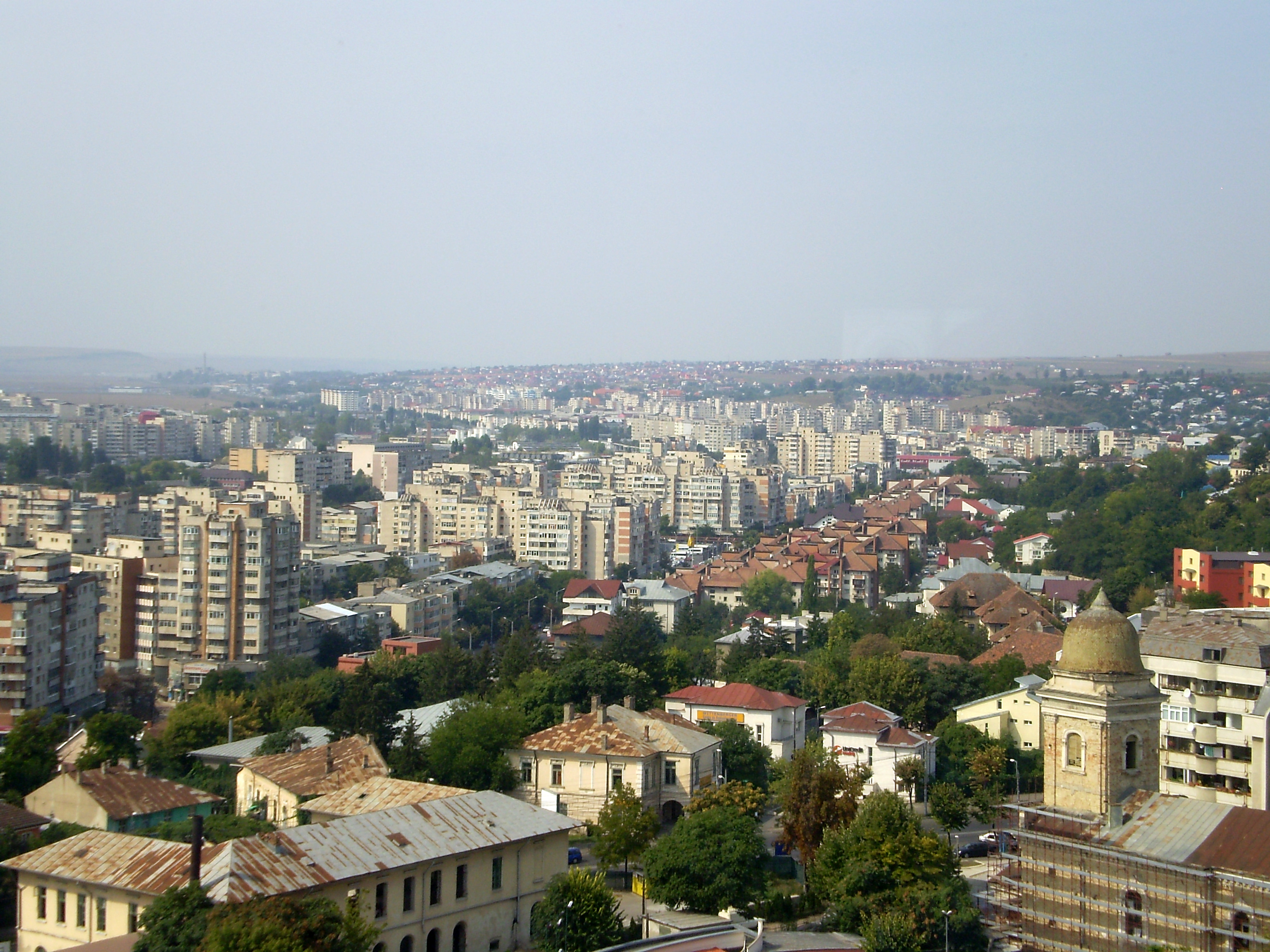
Iași, vedere spre cartierele Autogară, Canta, Păcurari

- Ungheni (15 km E)
- Podu Iloaiei (23 km V)
- Târgu Frumos (45 km V)
- Vaslui (72 km S)
- Pașcani (73 km V)
- Roman (83 km SV)
- Bălți (104 km NE)
- Chișinău (110 km E)
- Bacău (120 km SV)
- Bârlad (120 km S)
- Botoșani (130 km NV)
- Suceava (143 km NV)
- Piatra Neamț (133 km V)

## Demografie
Componența etnică a municipiului Iași
     Români (73,75%)
     Alte etnii (0,73%)
     Necunoscută (25,52%)
Componența confesională a municipiului Iași
     Ortodocși (67,1%)
     Romano-catolici (2,49%)
     Alte religii (3,48%)
     Necunoscută (26,93%)
Conform recensământului efectuat în 2021, populația municipiului Iași se ridică la 271.692 de locuitori, în scădere față de recensământul anterior din 2011, când fuseseră înregistrați 290.422 de locuitori. Majoritatea locuitorilor sunt români (73,75%), iar pentru 25,52% nu se cunoaște apartenența etnică. Din punct de vedere confesional, majoritatea locuitorilor sunt ortodocși (67,1%), cu o minoritate de romano-catolici (2,49%), iar pentru 26,93% nu se cunoaște apartenența confesională.

### Evoluție istorică
- sec. XVIII: 30.000-50.000[58]
- 1831: 59.880[58]
- 1859: 65.745[58]
- 1912: 75.229[59]

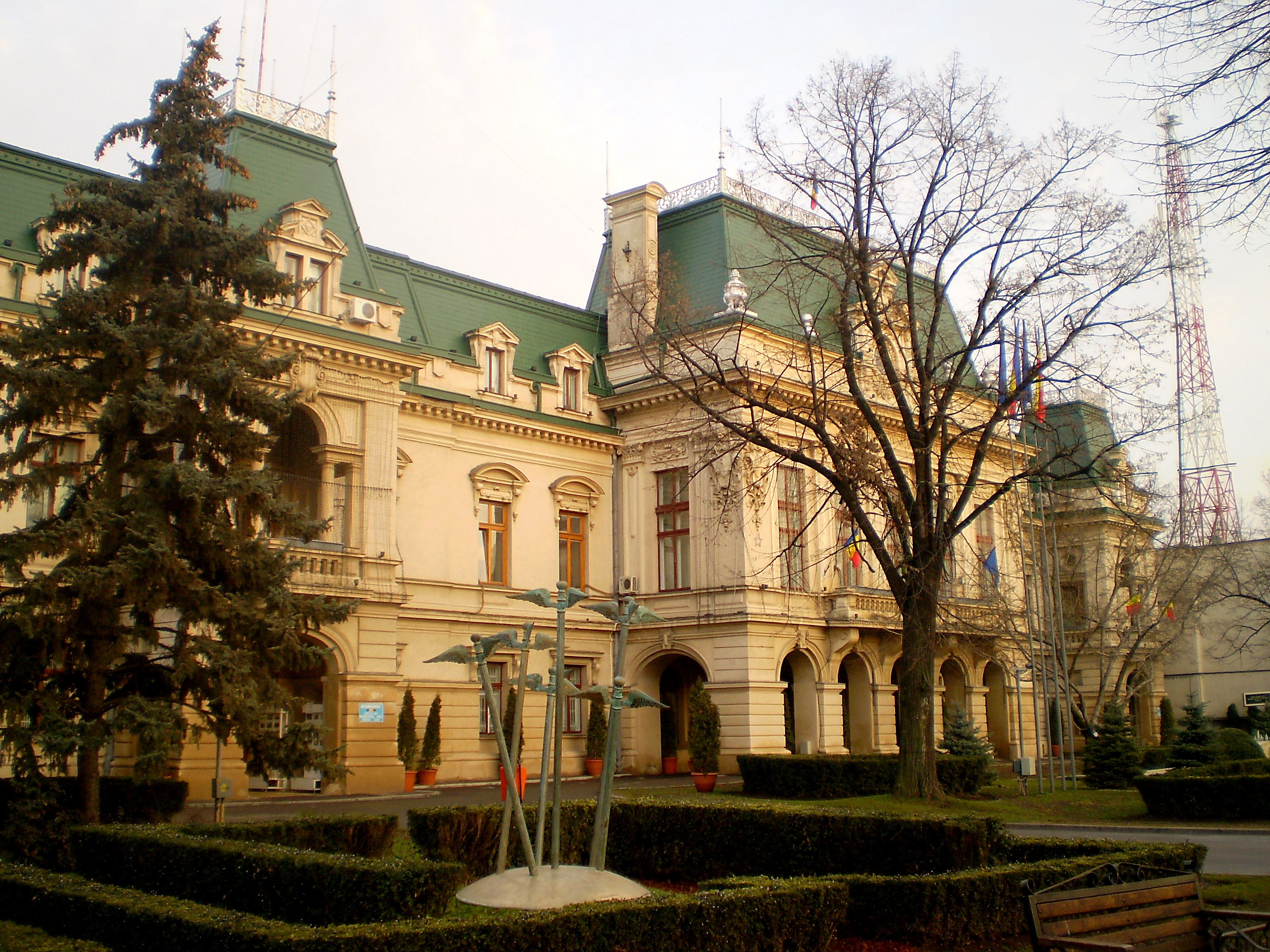
Palatul Roznovanu, sediul Primăriei Municipiului Iași

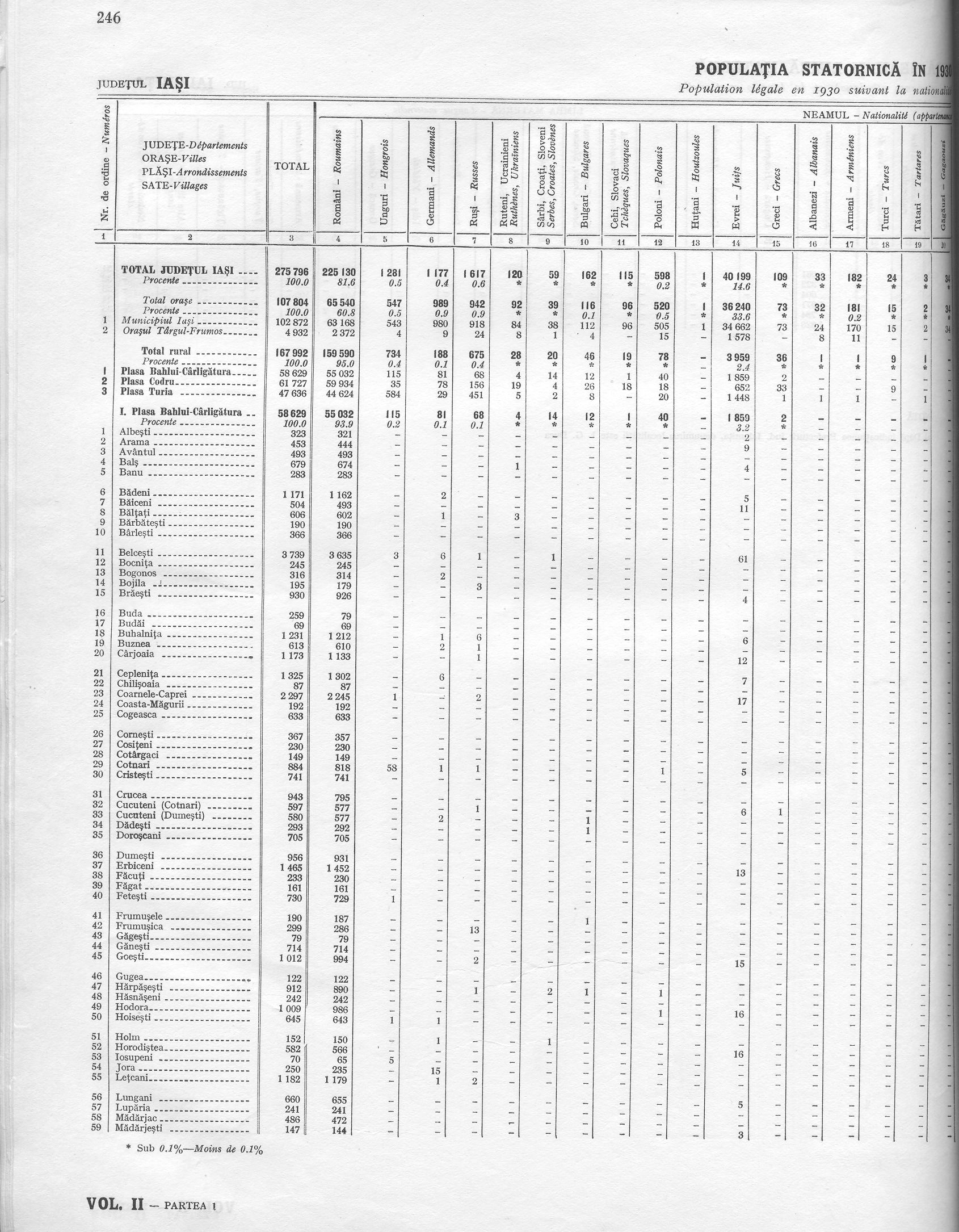
Rezultatul recensământului din 1930 pentru municipiul și județul Iași

- 1930: 102.872 locuitori, dintre care 63.168 români, 34.662 evrei, 980 germani, 918 ruși, 543 maghiari, 505 polonezi, 340 țigani, 170 armeni ș.a.

050.000100.000150.000200.000250.000300.000350.000183119121948196619922011populațiePopulația istorică din Iași
Date: Recensăminte sau birourile de statistică - grafică realizată de Wikipedia

## Educație

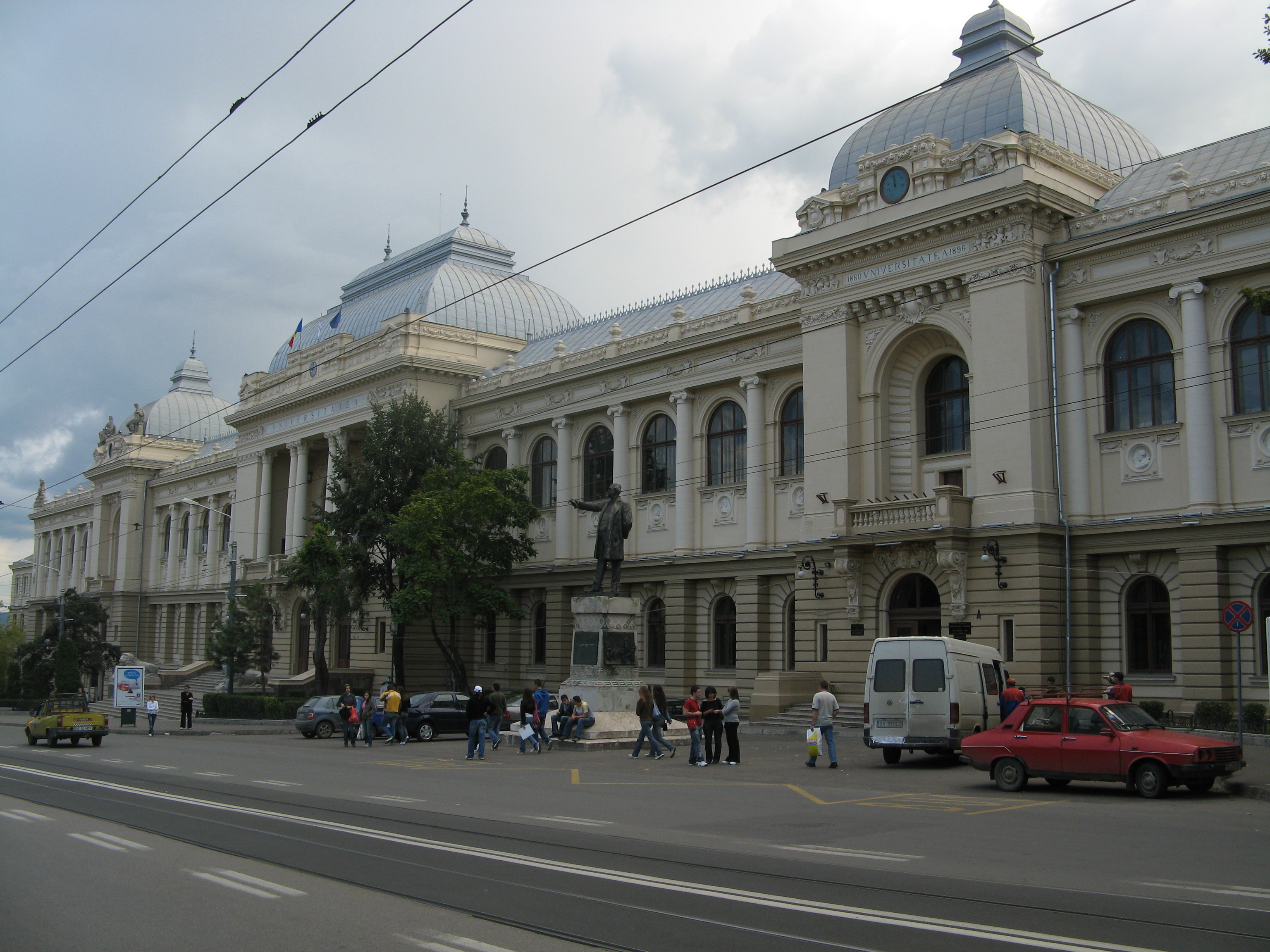
Universitatea „Al. I. Cuza”

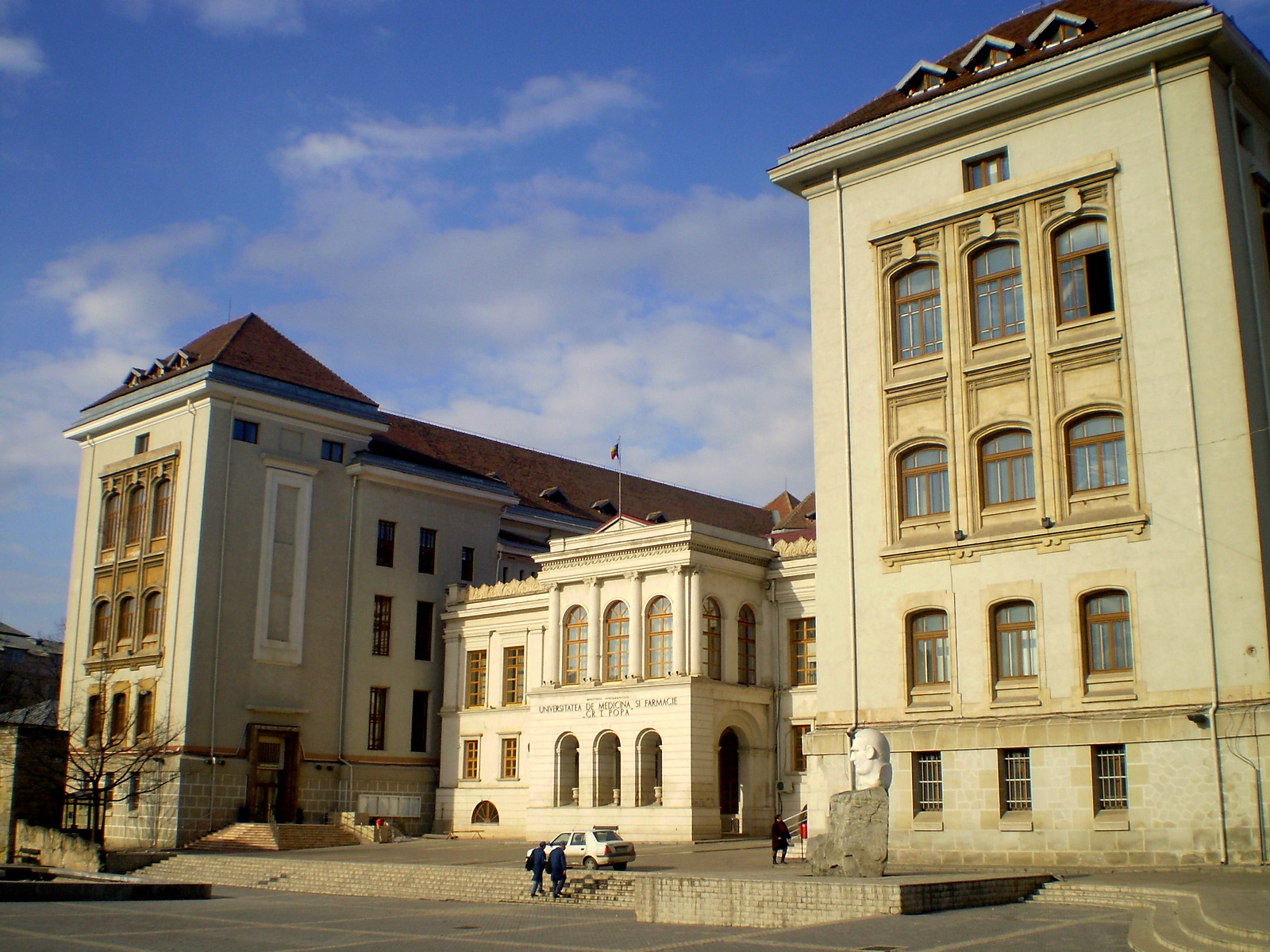
Universitatea de Medicină și Farmacie Grigore T. Popa

Iași este orașul primului spectacol de teatru în limba română, al primului muzeu literar memorial (Bojdeuca din Țicău) și al primului Muzeu de Istorie Naturală.
În oraș, pe dealul Copoului, se află cea mai veche universitate din România, Universitatea din Iași, numită în prezent Universitatea „Alexandru Ioan Cuza”. Întemeiată în 1860 prin decret de către principele Alexandru Ioan Cuza, continuatoare a vechii Academii Mihăilene, universitatea are astăzi 15 facultăți, cu peste 40.000 de studenți. Clădirea principală, monument de arhitectură, a fost ridicată în 1896.
Tot în Iași se află continuatoarea primei școli superioare de inginerie din România, Universitatea Tehnică „Gh. Asachi”, cu peste 15.000 de studenți, prima școală superioară de muzică din România, Universitatea de Arte „George Enescu”, Universitatea de Medicină și Farmacie „Grigore T. Popa", Universitatea de Științe Agricole și Medicină Veterinară „Ion Ionescu de la Brad”, Universitatea Petre Andrei.
În Piața Eminescu, în perioada interbelică, s-a ridicat clădirea Fundației Culturale Regale, ce astăzi găzduiește cea mai veche bibliotecă universitară din țară, Biblioteca Centrală Universitară „Mihai Eminescu”, cu un fond de carte ce se apropie de 3 milioane de exemplare, unele foarte rare.
Principalele campusuri studențești se află în Tudor Vladimirescu (22 cămine) – unde se află cel mai mare cămin din partea de sud-est a Europei – Codrescu (5 cămine și complexul internațional Gaudeamus), Titu Maiorescu (4 cămine), Târgușor-Copou (4 cămine) și Agronomie (5 cămine).

## Economie

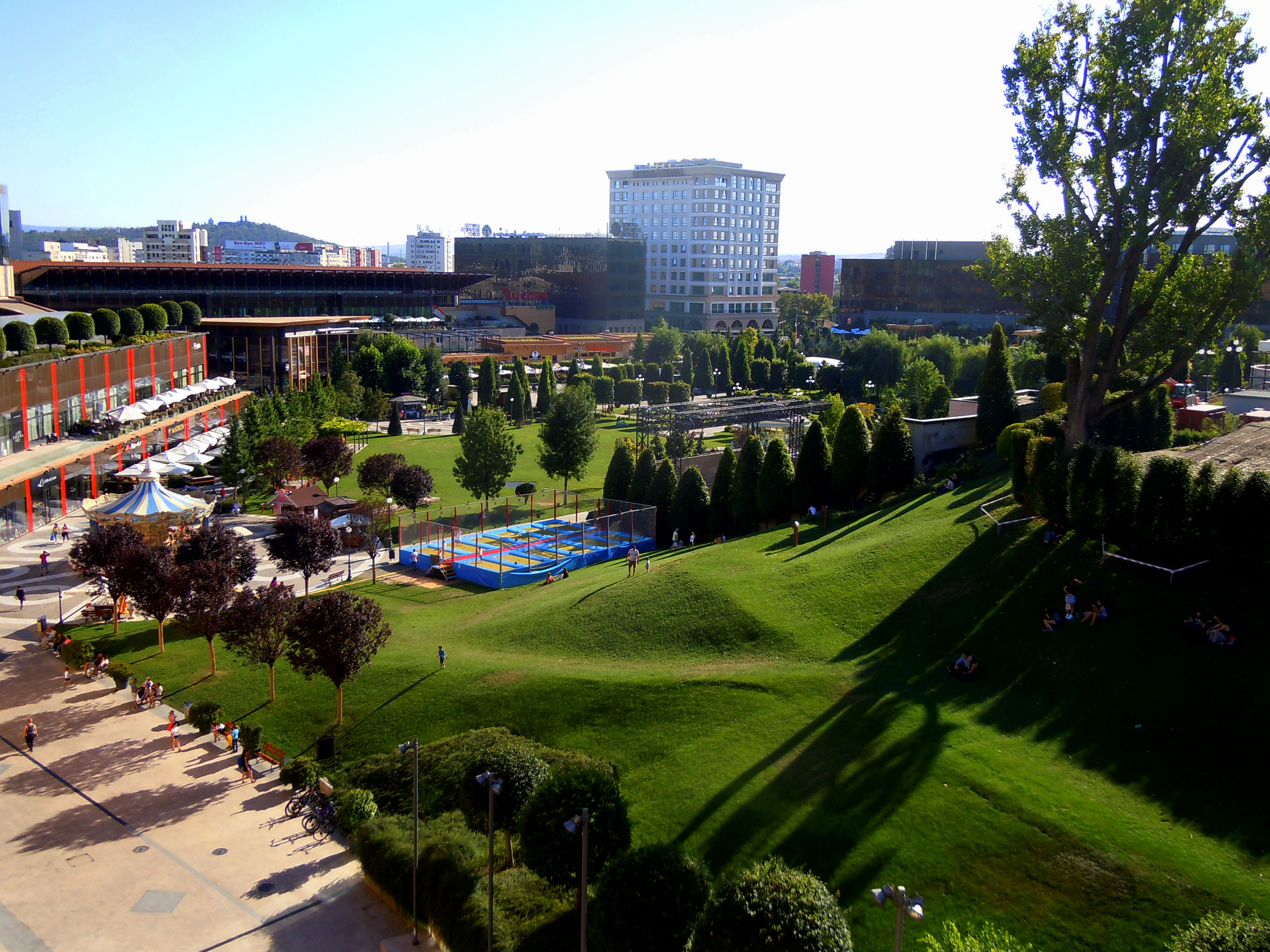
Centrul comercial și de afaceri Palas

Iași este cel mai important centru economic al Moldovei și unul dintre cele mai importante ale României.. Industriile principale sunt metalurgia (SC Arcelor Mittal Tubular Products, SC Tehno Steel), medicamentele (SC Antibiotice SA, Fiterman Pharma), componentele auto (BorgWarner, Lear Corporation, Conex Distribution), echipamentele industriale (BMT Aerospace, Agmus, ASAM), textilele (SC IasiConf SA, Benetton), materialele de construcții (Brikston, Build Corp) și industria alimentară.
Sectoarele bancar și cel al tehnologiei informației au luat avânt după aderarea României la U.E., numeroase bănci și companii de software (Amazon, Avast, AMD, Continental, Oracle, Conduent, Xerox, Accenture, Technologies, Bentley Systems, Capgemini, SCC, Endava, ESET, BitDefender, etc.) fiind prezente în oraș.
Iași este de asemenea un centru comercial regional important, aici existând numeroase centre comerciale (Mall Moldova, Palas Mall, Iulius Mall, Felicia Shopping Center, MCM Center, etc.), mai multe magazine cu articole pentru casă și materiale de construcții, îmbrăcăminte și îngrijire personală, hyper și supermarket-uri (Carrefour, Kaufland, Auchan, Metro, Selgros, Mega Image, Lidl, Penny, Profi, Dedeman, MatHaus, Brico Dépôt, Leroy Merlin, Mobexpert, Pepco, Kik, JYSK, JUMBO, DM). Alte proiecte sunt în curs de realizare (IKEA, Silk District, etc.).

## Instituții și puncte de interes

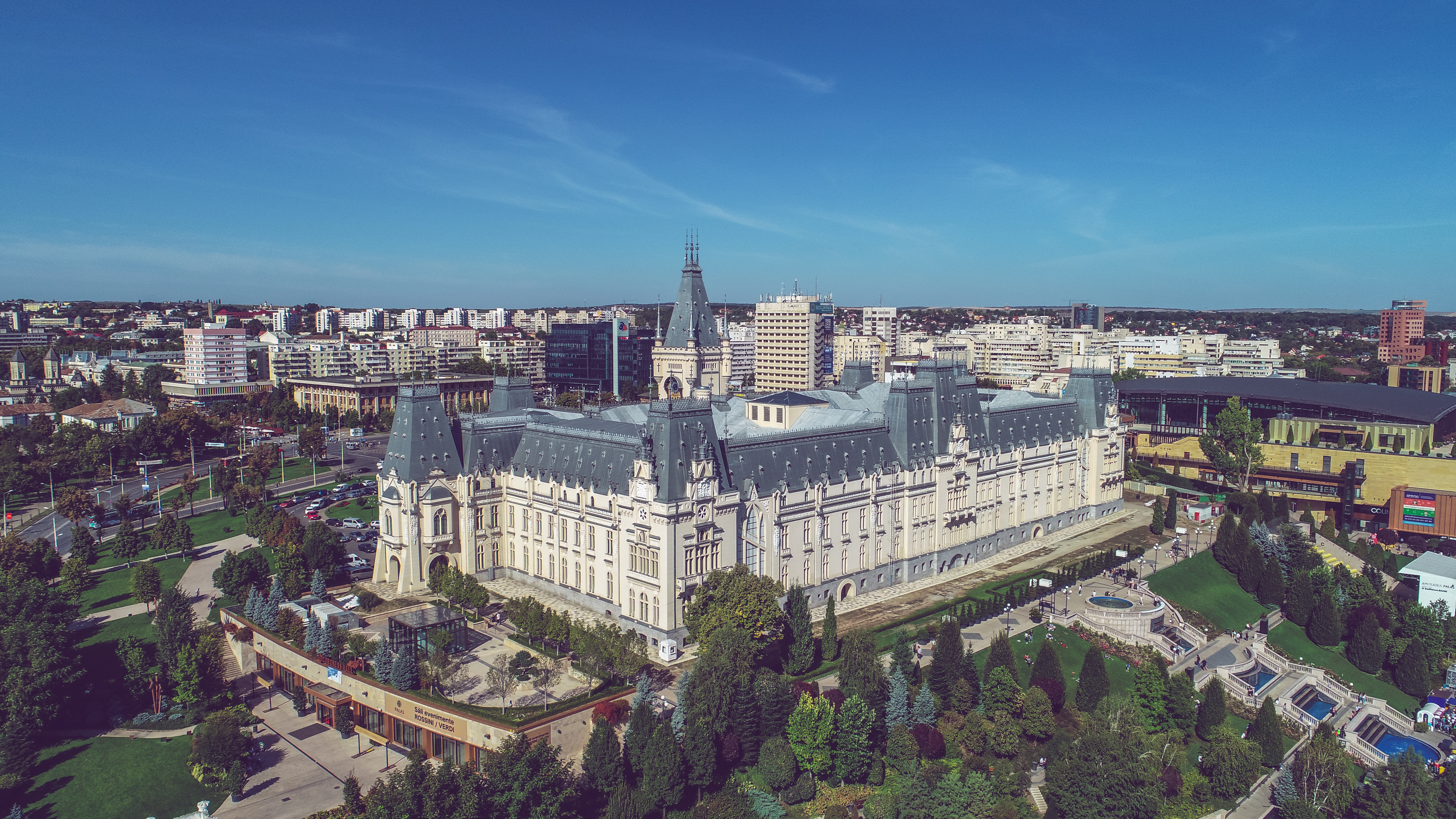
Palatul Culturii, vedere aeriană

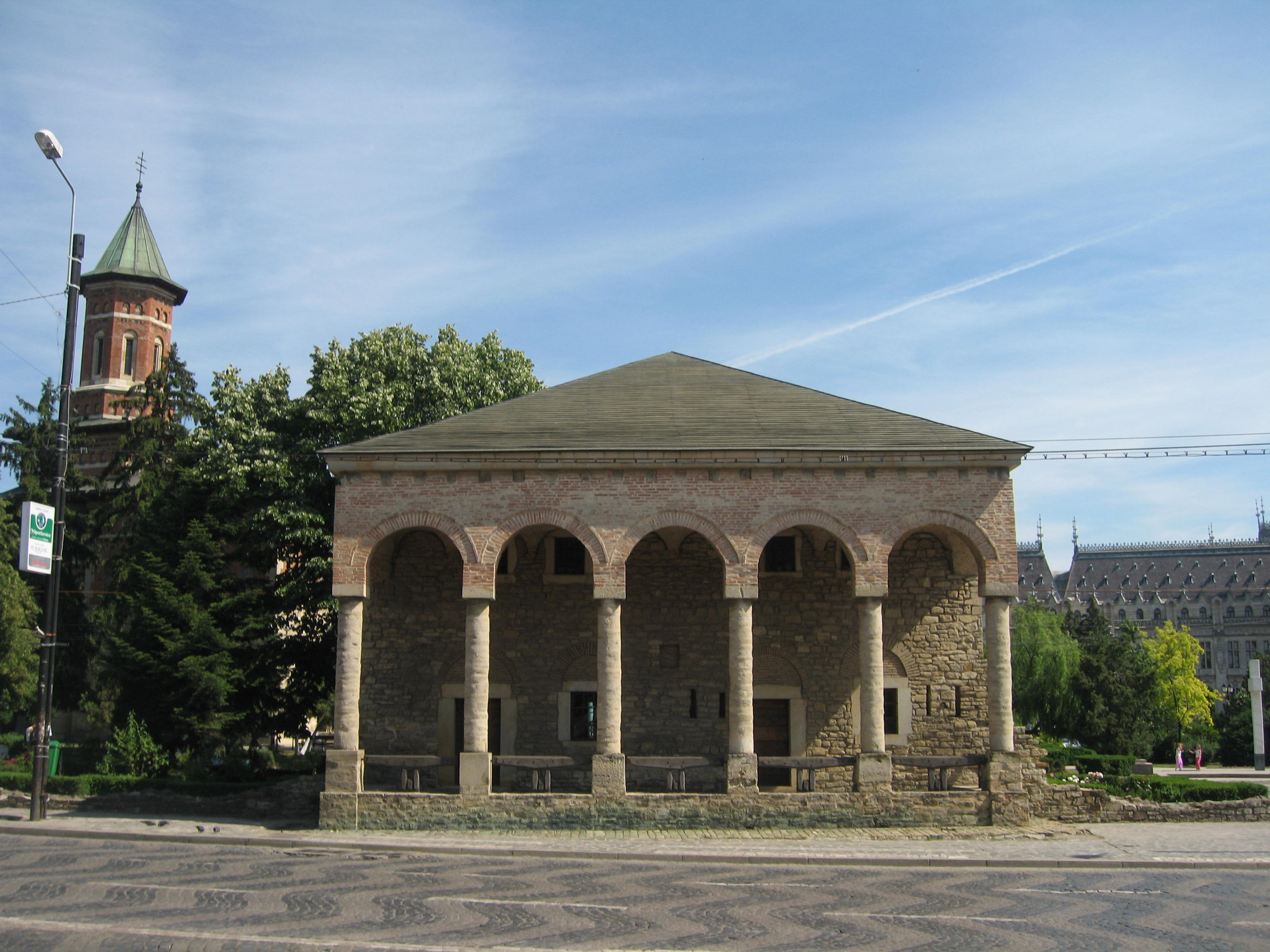
Casa Dosoftei

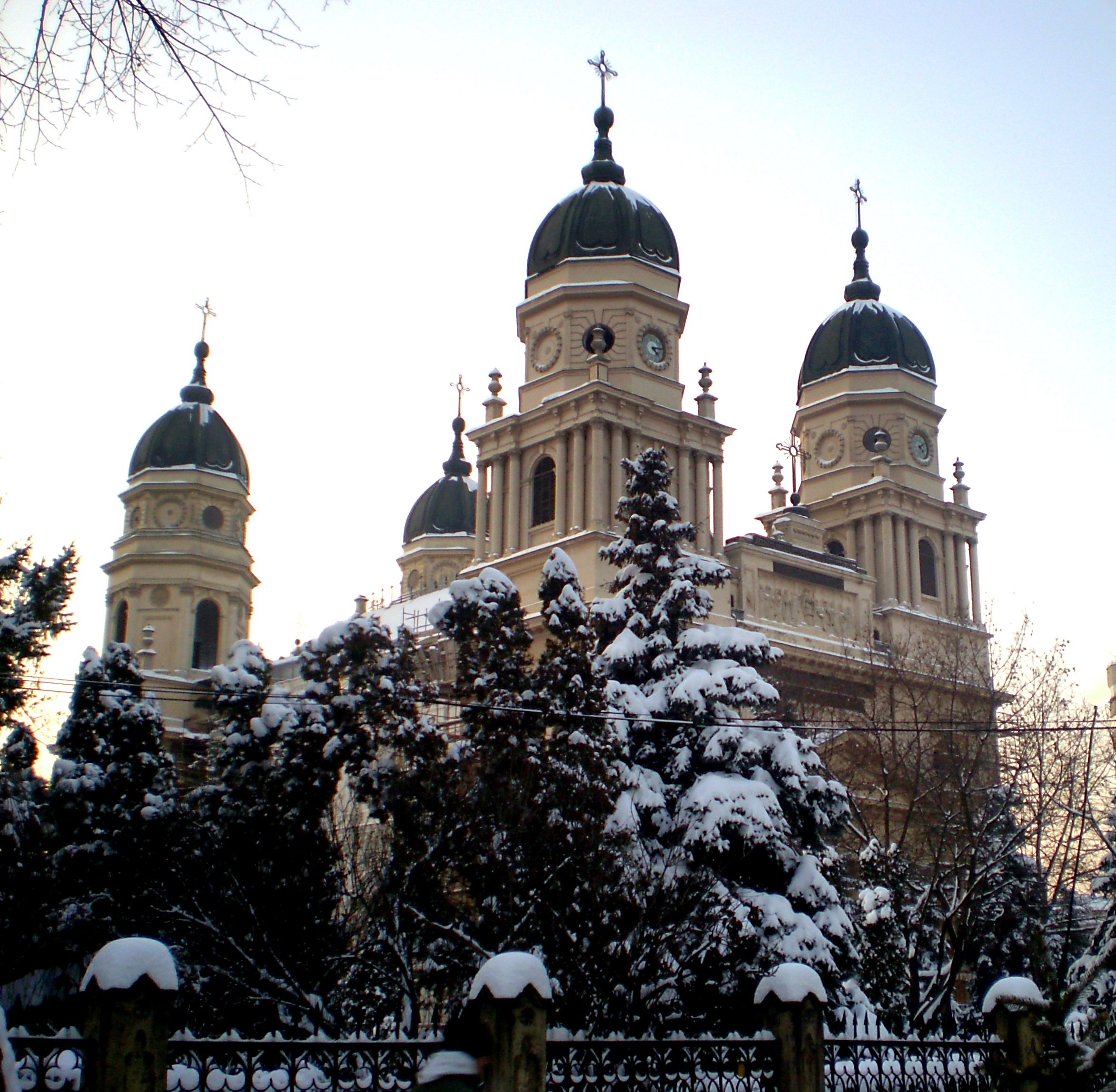
Catedrala Mitropolitană

Cine vrea să descopere Iașul  va intra aici ca pe o imensă poartă a istoriei neamului românesc. La Iași „fiecare piatră vorbește de trecut", prin numărul mare de mănăstiri, muzee, case memoriale. De aceea, se poate spune că orașul Iași este un veritabil muzeu național, prin comorile de istorie și de artă pe care le are.
„Sunt români care n-au fost niciodată la Iași, deși n-ar trebui să fie nici unul, căci cine n-a fost aici nu poate să străbată cu înțelegere foile celor mai frumoase cronici, nu se poate pătrunde după cuviință de spiritul trecutului nostru care trăiește în acest loc mai viu și mai bogat decât oriunde aiurea [...]. În conștiința lui naționala ar fi o lipsa dacă el n-ar fi vazut orașul care a fost și-și zice încă astăzi, cu mândrie, capitala Moldovei...”—Nicolae Iorga
În Iași, se află Biserica „Sf. Nicolae Domnesc”, cea mai veche din oraș, ctitorie a lui Ștefan cel Mare, restaurată integral la sfârșitul secolului XIX. De asemenea, mai pot fi vizitate biserica Trei Ierarhi și Mănăstirea Golia, mărturii ale gusturilor estetice ale unui mare domnitor Vasile Lupu, Catedrala Mitropolitană, Casa Dosoftei, Palatul Culturii, Casa Pogor cu „Masa Umbrelor”, aleile Copoului cu mireasma de tei și cu ecouri de vers eminescian (Teiul lui Eminescu și Muzeul "Mihai Eminescu"), Casele memoriale „Mihail Sadoveanu”, „George Topârceanu”, „Mihai Codreanu”, „Otilia Cazimir”, Biblioteca Universitară „Mihai Eminescu”, fondată ca bibliotecă a Academiei Mihăilene. Alte monumente importante din perioada medievală sunt: Mănăstirea Galata, din timpul lui Petru Șchiopul, Biserica Sfântul Sava, (înc. sec. XVII), bisericile Bărboi, Barnovschi, Ioan Zlataust, Sf. Dimitrie, Tălpălari, Sf. Teodor, Sf. Andrei, Sf. Constantin, Sf. Pantelimon, Mănăstirea Cetățuia - ctitorie a lui Gheorghe Duca - sau Mănăstirea Frumoasa, din sec. XVIII. Primul spital din oraș a fost întemeiat la jumătatea sec. XVIII în jurul Mănăstirii Sfântul Spiridon, al cărui nume îl poartă și astăzi. Spitalul Sfântul Spiridon este cel mai mare din zona Moldovei.
În zona de sud a orașului, în cartierul C.U.G.2 se află Parcul Tehnologic Iași și Centrul Expozițional Moldova. Din punct de vedere arhitectonic, Iașii de azi se prezintă ca un adevărat amestec de nou și vechi, de istorie și modernitate, de iarbă, beton și sticlă. Clădiri cu mare valoare istorică se află printre blocuri noi de locuințe (mai mult sau mai puțin moderne). În perioada anterioară regimului comunist s-au pierdut în elanul modernizator clădiri importante precum turnul mânăstirii Trei Ierarhi sau bisericile Dancu si Sf. Vineri. Însă adevăratele ravagii orașul le-a suferit în perioada comunistă, când s-a distrus o bună parte a centrului vechi, fără a se ține cont de faptul că multe din clădirile demolate dădeau o personalitate urbei. Au avut de suferit zonele Piața Unirii (grav afectată de bombardamentele din 1943-1944), Târgu Cucu, fost cartier evreiesc, Bulevardul Ștefan cel Mare și altele. Unele demolări aveau ca scop curățirea orașului de clădirile insalubre și mizere sau rămase în ruină de pe urma războiului, altele aveau alte scopuri. Chiar și în aceste condiții, au rămas în picioare multe clădiri importante și, pe bună dreptate, Iașii este considerat un adevărat muzeu; în fiecare colț al său se simt urmele trecerii unei personalități de seamă a literaturii, științei, filozofiei, istoriei sau politicii românești.

## Cartiere
- Nord: Copou, Țicău, Sărărie, Podu de Fier, Independenței, Agronomie, Târgu Cucu.
- Est: Tudor Vladimirescu, Bucșinescu, Tătărași Nord și Sud, Oancea, Dispecer, Flora, Grădinari, Moara de Vânt, Ciurchi, Metalurgie, Aviației, Ciric, Țuțora, Zona Industrială.
- Sud: Palat, Centru, Baza 3, Bularga, Frigorifer, Bucium, Socola, Frumoasa, Clopotari, Poitiers-Siraj, Manta Roșie, Podu Roș, Dimitrie Cantemir, Țesătura, Nicolina 1 și 2, C.U.G. 1 și 2, Galata 1 și 2, Podu de Piatră, Zona Industrială Sud.
- Vest: Mircea cel Bătrân, Alexandru cel Bun, Țigarete, Gară, Dacia, Cicoare, Păcurari, Canta, Rediu, Păcureț, Moara de Foc, Arcu.

## Obiective istorice și turistice

Monumentul Unirii din 1918,
grup statuar dăruit Iașului de prințesa Olga Sturza în 1927

### Clădiri și monumente istorice
- Obeliscul cu lei
- Bojdeuca lui Ion Creangă
- Palatul Roznovanu
- Palatul Braunstein (în Piața Unirii)
- Casa Pogor
- Crucea lui Ferentz
- Palatul Calimachi - azi sediul UMF
- Institutul de Anatomie
- Grand Hotel Traian
- Biserici din Iași
- Baia Turcească[63]

### Lăcașe de cult

#### Catedrale
- Catedrala romano-catolică veche (1782-1789)
- Catedrala mitropolitană din Iași (1833-1887)
- Catedrala romano-catolică "Sfânta Fecioară Maria, Regină" (1992-2005)

#### Mănăstiri
- Mănăstirea Galata (1582-1584)
- Mănăstirea Frumoasa (1586)

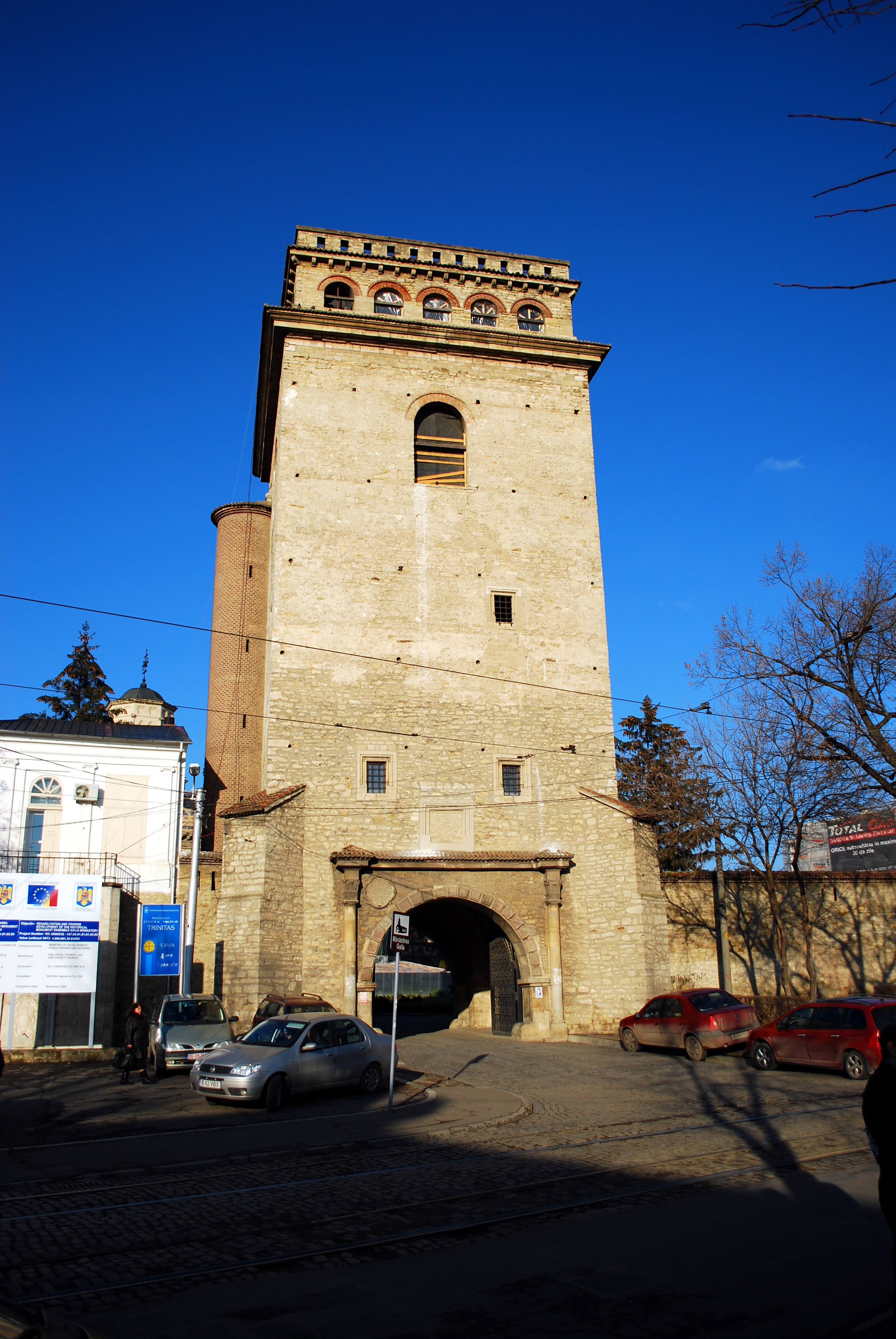
Turnul mănăstirii Golia

- Mănăstirea "Sf. Trei Ierarhi" (1635)
- Mănăstirea Podgoria Copou (1638)
- Mănăstirea Golia (1650-1660)
- Mănăstirea Cetățuia (1668-1672)
- Mănăstirea Bucium (1853)

#### Biserici
- Biserica Armenească (1395?-)
- Biserica "Sf. Nicolae Domnesc" (1491-1492)
- Biserica Sfântul Sava (secolul al XVI-lea)
- Biserica Bărboi (1613-1615); (1841-1844)
- Biserica Barnovschi (1627-)
- Biserica Talpalari (secolul al XVII-lea)
- Biserica Curelari (1663?)
- Biserica Sfinții Teodori 1665; (1750-1761)
- Biserica Banu (1705); (1802)
- Biserica Sfântul Spiridon (1747-1752)
- Biserica Lipovenească (secolul al XIX-lea) (1780 ?)
- Biserica Sfinții Apostoli Petru și Pavel din Iași - Moara de Vânt - cu cimitir atestat la 1803 (mai vechi decât Eternitatea) (1803-1830)

- Biserica Toma Cozma (1807)
- Biserica Buna Vestire (1816)
- Biserica Mitocul Maicilor (1819)

Strada Lăpușneanu

- Biserica Sfântul Nicolae-Copou (1937-1943)

#### Sinagogi
- Sinagoga Mare (1671)
- Sinagoga Cismarilor (1915)
- Sinagoga Merarilor (1865)
- Sinagoga Schor (1890)

### Parcuri, grădini
Orașul este renumit pentru numeroasele plantații de tei, arbore considerat un simbol local.  Numeroase exemplare de Tilia tomentosa se regăsesc în aliniamente stradale, dar și în următoarele parcuri:
- Parcul Copou
- Grădina Botanică din Iași[65]
- Parcul Expoziției

### Obiective istorice și turistice din împrejurimi
- Mănăstirea Bârnova
- Mănăstirea Dobrovăț
- Mănăstirea Hadâmbu
- Mănăstirea Hlincea

- Mănăstirea Piatra Sfântă
- Mănăstirea Vlădiceni

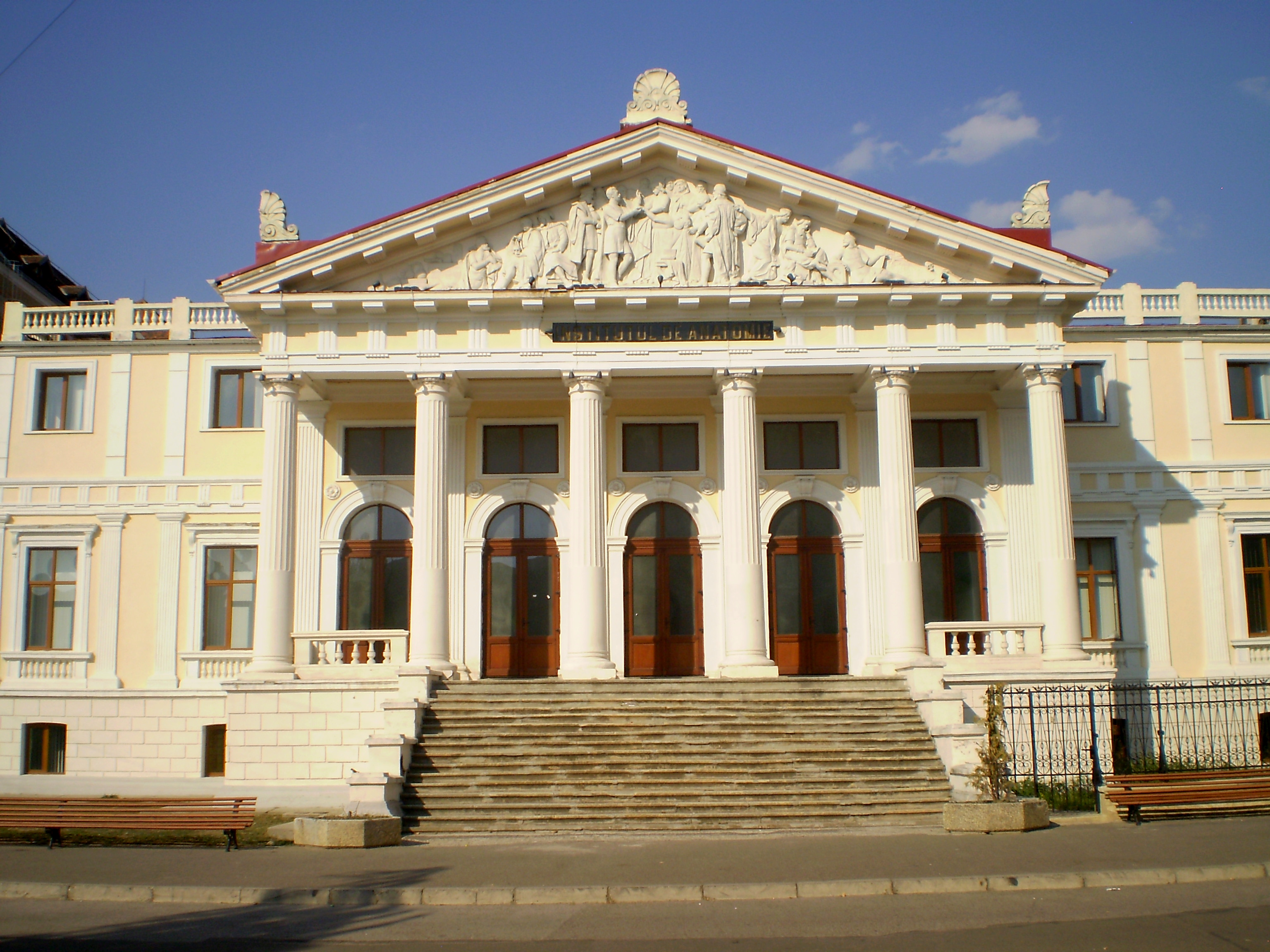
Institutul de Anatomie

- Biserica Aroneanu, fostă mănăstire
- Regiunea viticolă Bucium
- Zona de agrement Ciric

În județul Iași se mai află:
- Palatul Domnesc de la Ruginoasa al lui Alexandru Ioan Cuza
- Castelul Sturdza de la Miclăușeni
- Palatul Sturdza de la Miroslava
- Conacul Cantacuzino-Pașcanu de la Ceplenița
- Muzeul Vasile Alecsandri, la Mircești
- Muzeul Costache Negruzzi, la Hermeziu
- Ruinele de la Cucuteni
- Regiunea viticolă Cotnari
- Muzeul Viei si Vinului din Moldova, la Hârlău

### Hoteluri

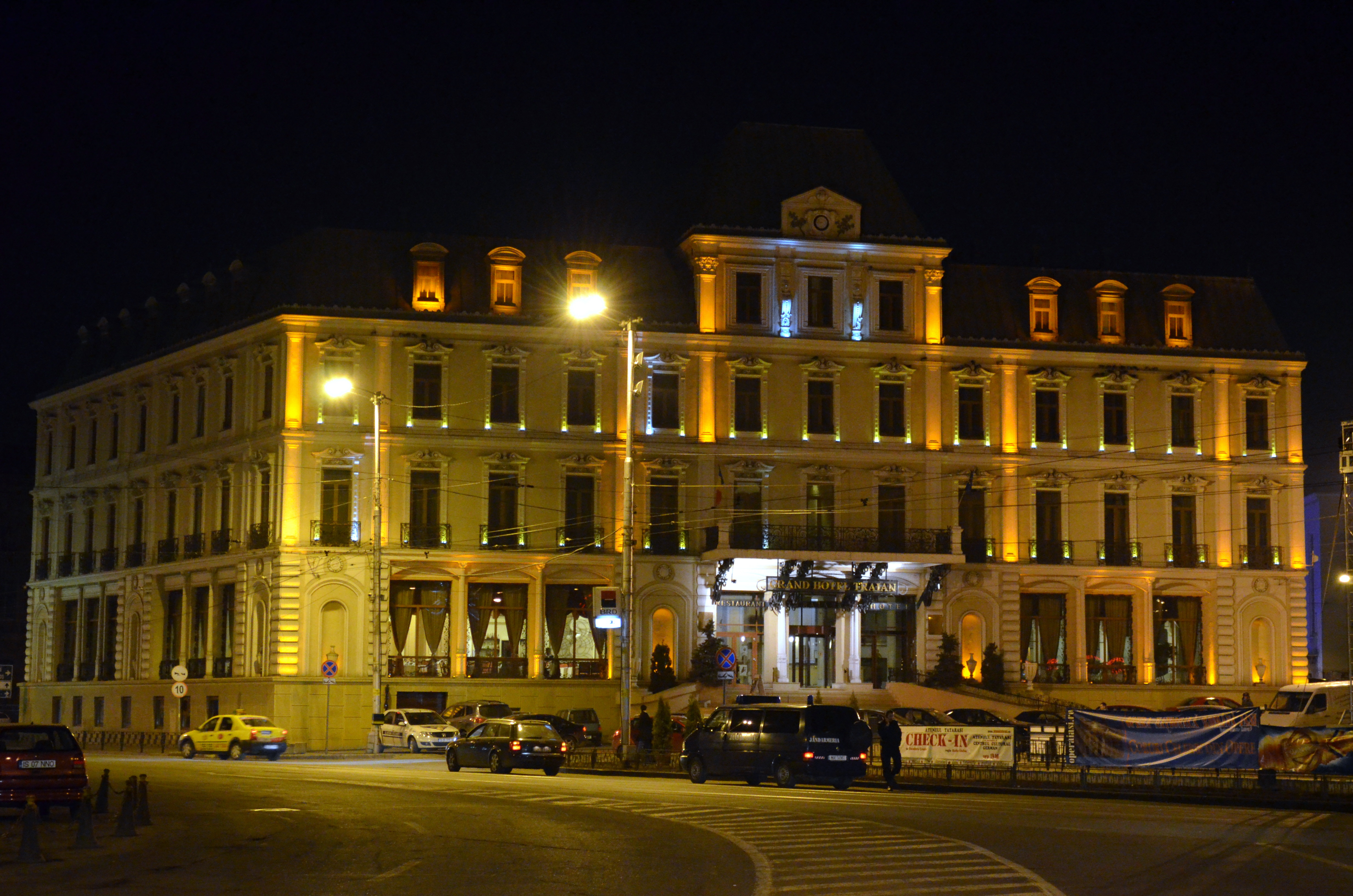
Grand Hotel Traian

Sunt peste 40 de hoteluri și pensiuni în Iași:
- Pleiada Boutique Hotel*****
- Hotel Bellaria****
- Hotel Diplomat****
- Hotel Grand Hotel Traian****
- Hotel Hampton by Hilton****
- Hotel International****
- Hotel Little Texas****
- Hotel Ramada****
- Hotel Select****
- Hotel Unirea****
- Hotel Belleville***
- Hotel Best Western Astoria***
- Hotel Ciric***
- Hotel Dorobanți***
- Hotel Eden***
- Hotel Indiana***
- Hotel Moldova***
- Hotel Zimbru***
- Hotel Continental**

## Viața culturală
„…Călător și trecător, cum eram întotdeauna, Iașii sunt pentru mine un popas tihnit (…). Veselia lui îmi apare în fel cu totul intelectual, sub icoana amicilor mei literați, adunați în discuțiuni și lectură (…). O zi petrecută în Iași era pentru mine o sărbătoare discretă și ales nuanțată. Mă simțeam în Iași mai aproape de locul ideal unde fiecare ar vrea să-și petreacă viața ca nicăieri aiurea. Era, în acest oraș domnesc, cuprins de melancolia amintirilor prea mari, mai multă inteligență și mai mult cult pentru cele intelectuale, decât în oricare centru românesc…”—Gala Galaction – „Iașii – precum erau”
Odată cu stabilirea capitalei Moldovei la Iași, acesta cunoaște o dezvoltare accelerată pe toate planurile, urban, comercial și cultural. Astfel în secolul al XVI-lea, Despot Vodă inaugurează în Iași "Școala latină de la Cotnari", instituție care a promovat studiile de latină nu numai în Iași și în întreaga Moldovă, ci în întreg spațiul românesc.
În anul 1641 la Iași se înființează "Academia Vasiliană" și prima tipografie din Moldova, în timpul domniei lui Vasile Lupu (1634 - 1653). ]n anul 1646 Mitropolitul Varlaam publică la Iași "Cazania" sau "Carte românească de învățătură". Tot în acest an apare primul cod de legi în limba română.
La 18 martie 1833, la Iași s-a înființat prima societate științifică românească și anume Societatea de Medici și Naturaliști. Sediul acesteia este în casa Roset, clădirea în care se găsește și Muzeul de Istorie Naturală din Iași, muzeu înființat în 1834.
În anul 1835 la Iași este înființată „Academia Mihăileană",  în anul 1836 se înființează Conservatorul Filarmonic Dramatic din Iași, iar în anul 1860 este înființată Universitatea „Al. I. Cuza".  Celebra tragediană Agatha Bârsescu a fost una din profesoarele de la Conservatorul din Iași.
În anul 1863 este constituită Societatea cultural-literară „Junimea", în cadrul căreia s-au afirmat cele mai mari personalități ale culturii românești: Mihai Eminescu, Titu Maiorescu, Costache Negruzzi, Ion Creangă, AD Xenopol, Vasile Alecsandri, Ioan Slavici, Ion Luca Caragiale și alții.
În continuare Iașul cunoaște o viață literară efervescentă, prin scriitorii care au trăit și au creat aici. Străzile orașului au fost străbătute de nume strălucite ale culturii românești cum sunt Mihai Eminescu, Ion Creangă, Titu Maiorescu, Costache Negruzzi, Ionel Teodoreanu, Otilia Cazimir, George Topârceanu, Nicolae Gane, Mihai Codreanu și alții. Aici a trăit o mare parte a vieții  Mihai Sadoveanu și a compus o parte din opera sa, în „castelul din Copou”.
Viața teatrală cunoaște și ea o dezvoltare puternică. După primul spectacol în limba română dat de Gheorghe Asachi în casele boierului Ghica, spectacolele trupelor străine (italiene, franceze, rusești) se dădeau în săli special amenajate. În 1832, o altă trupă franțuzească de comedii și vodeviluri sosește în Iași sub direcția a doi frați Fouraux și preface în teatru casa doctorului Peretz din strada Goliei. Sala de teatru activa sub firma „Théâtre de varieté”. Pe scena acestui teatru, în 10 aprilie 1834, Gheorghe Asachi a organizat spectacolul în limba română intitulat „Serbarea păstorilor moldoveni”, în care „actorii” erau Gheorghe Asachi, Vasile Alecsandri, Matei Millo, Mihail Kogălniceanu, Al. Mavrocordat, N. Docan, Scarlat Vărnav și alți fii de boieri. În anul 1840 se înființează Teatrul Național, sub direcțiunea lui Costache Negruzzi, Vasile Alecsandri și Mihail Kogălniceanu, conducerea trupei românești fiind asigurată de Costache Caragiali. Teatrul Național a funcționat din 22 decembrie 1846 în noua sală a Teatrului cel Mare de la Copou. Aici se joacă „Baba Hârca", prima opereta românească, muzica semnată de A. Flechtenmacher, Matei Millo interpretând rolul principal, fiind și primul actor român care încearcă travestiul. Obține un triumf cum nu se mai pomenise pe scena ieșeană până atunci. Costumul este păstrat și astăzi la Muzeul Mihai Eminescu din Iași. Din numele mari care au jucat în trecut pe scenele teatrelor din Iași, se remarcă Matei Millo, Maria Filotti, Miluță Gheorghiu (inegalabil în rolul Chiriței), iar în zilele noastre Tamara Buciuceanu Botez, Draga Olteanu Matei, au urcat pe scena ieșeană pentru a da viață rolului Chiriței.
În noaptea de 17 spre 18 februarie 1888, în urma unui incendiu devastator, clădirea Teatrului de la Copou este distrusă. Demersurile pentru construirea unui nou local de teatru au durat până în 1894 când este aprobat contractul cu arhitecții vienezi Fellner și Helmer și a fost construită actuala clădire a teatrului, considerată a doua cea mai frumoasă clădire din lume a unui teatru, conform unui top întocmit de televiziunea BBC, realizat cu ocazia „Zilei mondiale a teatrului".
În anul 2012, orașul și-a depus candidatura pentru a deveni Capitală Culturală Europeană în 2021, competiție câștigată de Timișoara ,  iar pentru a-și susține candidatura, a fost ales sloganul Iași 2021-Interfața răsăriteană a culturii europene, bazându-se în acest sens, pe relațiile culturale transfrontaliere cu Cernăuțiul și Chișinăul. Din anul 2013, pentru a putea intra în competiție, a fost organizat Festivalul Internațional al Educației (din luna mai) sau FILIT (în luna octombrie) care reunește scriitori renumiți din întreaga lume.

### Muzee, galerii de artă, instituții culturale
- Teatrul Național „Vasile Alecsandri”
- Opera Națională Română
- Filarmonica de Stat Moldova
- Teatrul Luceafărul
- Ateneul din Iași (cunoscut și sub numele de Ateneul Tătărași)
- Teatrul Ludic
- Complexul Muzeal Național „Moldova” cu sediu în Palatul Culturii[68], având în componență:
  - Muzeul Etnografic al Moldovei
  - Muzeul de Istorie a Moldovei
  - Muzeul de Artă
  - Muzeul Științei și Tehnicii „Ștefan Procopiu”
- Muzeul Literaturii Române, având în componență:
  - Muzeul Ion Creangă - Bojdeuca
  - Casa Dosoftei
  - Casa Memorială „Otilia Cazimir”
  - Casa Memorială „Mihai Codreanu”
  - Casa Memorială „Nicolae Gane”
  - Casa Memorială „Vasile Pogor”
  - Casa Memorială „Mihail Sadoveanu”
  - Casa Memorială „George Topîrceanu”
  - Muzeul „Mihai Eminescu”
  - Muzeul Memorial „Mihail Kogălniceanu”
  - Muzeul Memorial „Poni - Cernătescu”
- Muzeul Teatrului
- Muzeul de Istorie Naturală
- Muzeul Unirii
- Muzeul Municipal
- Muzeul Universității „Al. I. Cuza”
- Muzeul Mitropolitan
- Biblioteca Centrală Universitară
- Biblioteca Județeană Gheorghe Asachi
- Universitatea Națională de Arte „George Enescu”
- Borderline Art Space - galerie de artă contemporană
- Galeria Dana
- UAP Iași

### Reprezentanțe culturale
După reinstaurarea regimului democratic în România în anul 1990 au fost deschise la Iași mai multe centre culturale străine. În prezent funcționează în municipiul Iași:
- Institutul Francez Iași
- Centrul Cultural German Iași
- Centrul Cultural Britanic (British Council)
- Centrul Cultural al Americii Latine și Caraibelor
- Centrul Cultural Elen „Panellinion”
- Centrul Cultural Italian

## Sănătate
- Spitalul Universitar „Sf. Spiridon”
- Spitalul clinic de Urgențe
- Spitalul clinic de Urgență pentru Copii „Sf. Maria”
- Spitalul clinic de Obstetrică și Ginecologie „Elena Doamna”
- Spitalul clinic de Obstetrică și Ginecologie „Cuza-Vodă”
- Spitalul clinic „Dr. C.I. Parhon”
- Spitalul pentru elevi și studenți
- Spitalul clinic de Recuperare
- Spitalul clinic de Pneumoftiziologie
- Institutul regional de Oncologie
- Institutul de Boli Cardiovasculare „Prof. Dr. George I. M. Georgescu”
- Spitalul clinic de Boli Infecțioase „Sf. Parascheva”
- Institutul de Psihiatrie „Socola”
- Spitalul clinic de Neurologie „prof. dr. N.Oblu”
- Spitalul Militar
- Spitalul Universitar CFR
- Spitalul de Balneofizioterapie și îngrijiri Paleative „Sf. Sava” - Recumedis
- Spitalul particular „Arcadia Hospital"
- Spitalul Providența - Mitropolia Moldovei și Bucovinei

Primul centru din zona Moldova pentru bolnavii de Alzheimer s-a deschis la Iași, în condițiile în care peste 6.000 de ieșeni sunt diagnosticați cu această boală.

### Calitatea aerului
Orașul Iași este al doilea cel mai poluat oraș din România. În 2015, poluarea cu particule fine (PM10) a depășit în mod repetat pragurile legale.. Traficul rutier, șantierele nesupravegheate și lipsa acută a spațiilor verzi (orașul deține în jur de 11 metri pătrați de spațiu verde pe cap de locuitor ) sunt câteva din motivele din spatele acestor probleme. În 2014, Comisia Europeană a lansat acțiuni legale împotriva României, citând situația din Iași, Brașov și București ca example de neconformitate cu legislația de mediu comunitară.

## Transporturi și comunicații

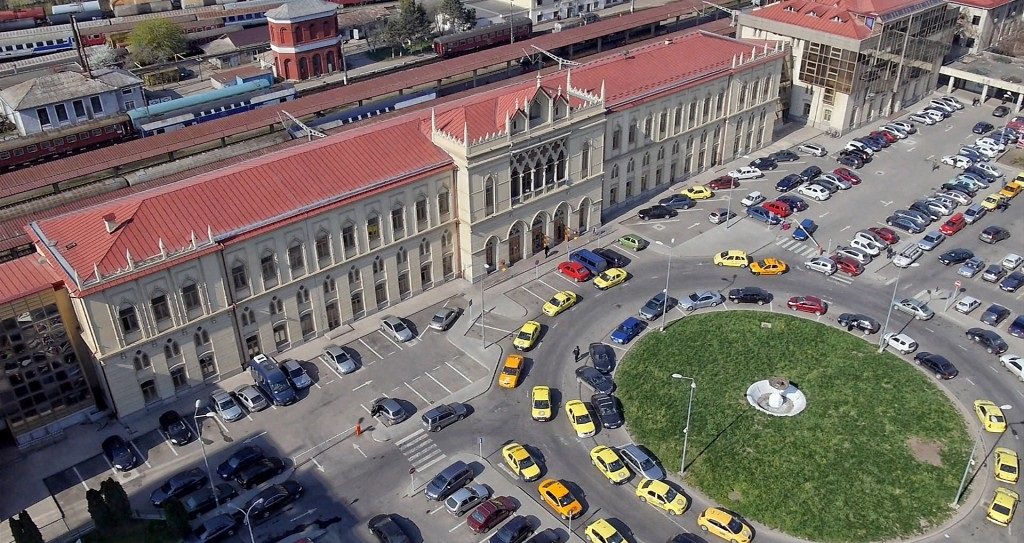
Gara Iași (2014)

### Transportul feroviar
Iași este un nod feroviar aflat la intersecția dintre Magistrala Făurei - Tecuci - Iași - Ungheni, linia principală Iași - Pașcani și ramificațiile Iași - Dorohoi, Iași - Hârlău.
În oraș sunt patru gări: Gara Iași, Gara Internațională Nicolina, Gara Nicolina, Gara Socola și o stație de triaj la Socola. Municipiul Iași este conectat prin legături directe cu principalele orașe ale țării și cu Republica Moldova.
În prezent, Gara Iași se află într-un proces de renovare, început în anul 1989, cu termen de finalizare neasumat.

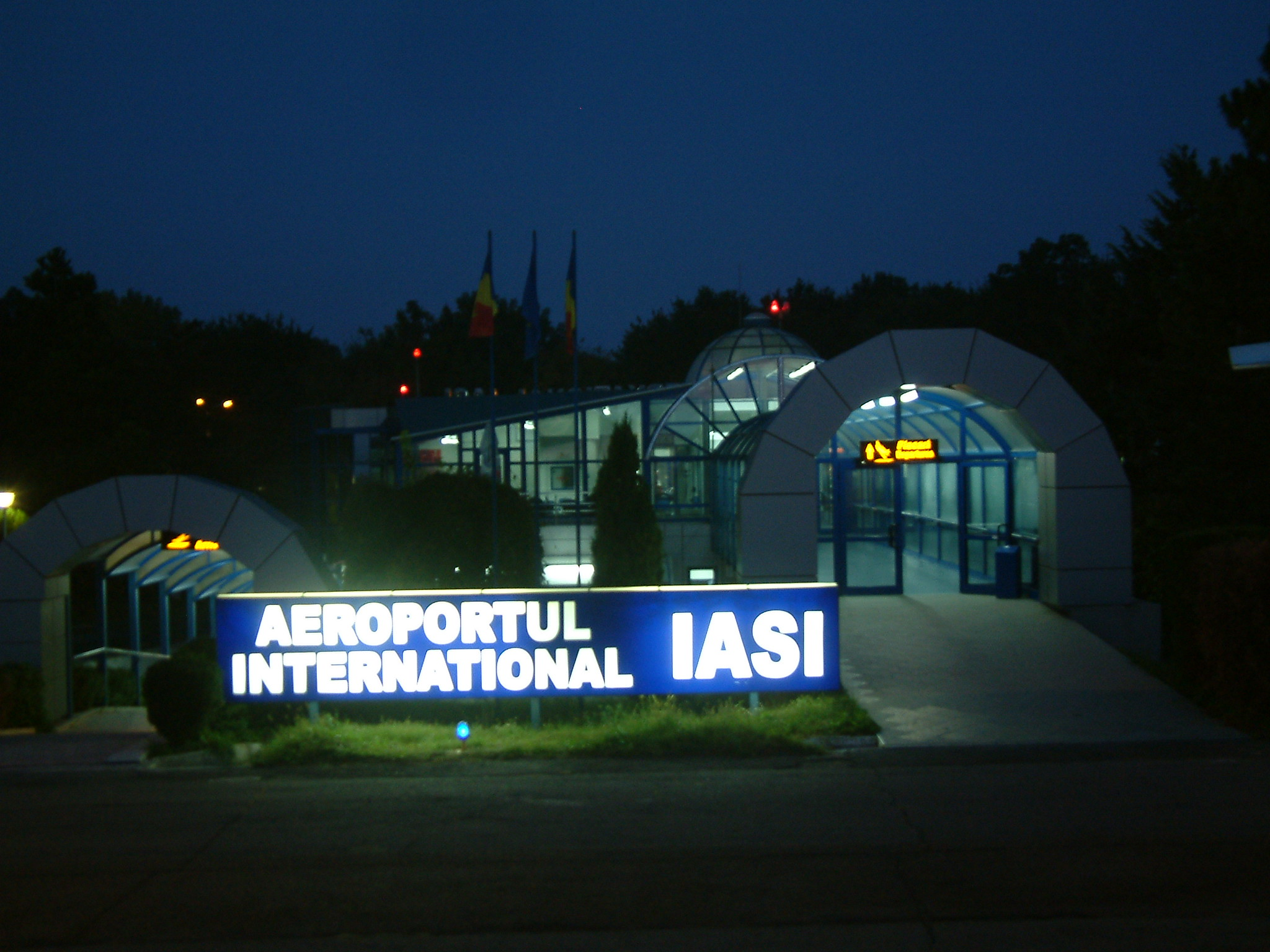
Aeroportul Internațional Iași

### Transportul aerian
În Iași, primele zboruri au avut loc în anul 1905. În anul 1926, odată cu inaugurarea cursei București-Galați-Iași și Chișinău, Aerodromul Iași capătă statut de aeroport comercial.
În anul 1969 aeroportul este modernizat, se construiesc o pistă de beton în lungime totală de 1.800 m și un terminal pentru pasageri. O nouă modernizare a aeroportului are loc în anul 2001, când terminalul de pasageri este adus la o capacitate de procesare simultană de 150 pasageri/oră pentru traficul intern, respectiv 100 pasageri/oră pentru traficul extern. De asemenea, în 2005, pe aeroport a fost implementat un sistem instrumental de aterizare CAT II.
În 2012, în scopul creșterii capacității de procesare pasageri, a fost inaugurat un nou terminal. Cu o suprafață de 1.210 mp, terminalul T2 este destinat, în principal, curselor interne. Aeroportul Iași are o pistă de decolare-aterizare din asfalt, de 2.400 metri lungime și 45 metri lățime, prevăzută cu două acostamente a 7,5 metri fiecare, două căi de rulare (prima are o lungime de 280 metri și 23 metri lățime, iar a doua, parte din fosta pistă 15/33, este în lungime de aproximativ 1.000 metri), precum și o platformă cu șapte locuri de parcare. Din Iași există curse directe către: București, Londra, Viena, Milano, Roma, Paris, Tel Aviv, Cluj-Napoca, Timișoara, Antalia, Oradea, Bologna, Cuneo, Dortmund, Malmö, München, Torino, Salonic, Verona, Barcelona, Bruxelles, Billund, Catania, Eindhoven, Köln, Larnaca, Veneția, Chania, Constanța, Heraklion, Rodos.

### Transportul rutier
Rețeaua de străzi a orașului, dezvoltată în ultimii 50 ani, o continuă pe cea din evul mediu, asigurând un trafic fluent, cu excepția orelor de vârf, când numărul tot mai mare al mașinilor duce la producerea unor mari ambuteiaje (mai ales în intersecțiile din Piața Unirii, Mircea cel Bătrân, Gară, Podu Roș, Podu de Piatră, Piața M. Eminescu, Elena Doamna, Baza 3, Țesătura).
Există planuri pentru realizarea unei autostrăzi Est-Vest Autostrada Târgu Mureș-Ungheni (Autostrada A8, Montana), ce va face legătura cu „Autostrada Transilvania" (Autostrada A3), la Târgu Mureș, a unei șosele de centură, care să preia traficul greu din oraș , inaugurată parțial în 2012 și pentru realizarea pasarelei Octav Băncilă, care să facă legătura între cartierele Alexandru cel Bun și Păcurari, cu începerea lucrărilor planificată pentru începutul anului 2008, finalizată în 2015. Legătura cu București este asigurată pe drumul european modernizat E583, care are ieșire la E85, tot pe aici fiind și principala cale de comunicație cu Transilvania și mai apoi cu Occidentul, de unde, în ultimul timp, vin foarte multe investiții.

### Transportul în comun
Informații suplimentare: Transportul public din Iași
În anul 1898 Primăria încheie primul contract cu firma germană AEG Berlin, pentru realizarea transportului cu tramvaie electrice la Iași.
Astăzi, transportul în comun este asigurat prin tramvaie, autobuze și microbuze, de către SCTP Iași (fostă Regia Autonomă de Transport Public Iași).

#### Tramvaie
Liniile de tramvai fac legătura între majoritatea cartierelor orașului. În 1989, rețeaua electrică de tramvai din Iași a atins maxima dezvoltare, cumulând 35 km de cale dublă activă pe trasee. De asemenea, există o linie de tramvai spre localitatea Dancu.
Rețeaua de tramvaie din Iași are ecartament 1000 mm.
Trasee de tramvaie din Iași:
| Linie | Traseu                                                                | Lungime (dus-întors) | Operator |
| ----- | --------------------------------------------------------------------- | -------------------- | -------- |
| 1     | Rond Copou - T. Cucu - Podu Roș (1) - Tătărași - T. Cucu - Rond Copou | 17,50 km             | CTP Iași |
| 3     | Dancu - Tătărași - T. Cucu - Gară                                     | 15,6 km              | CTP Iași |
| 6     | R. Dacia - Gară - T. Cucu                                             | 13 km                | CTP Iași |
| 7     | Canta - Gară - T. Cucu - T. Vladimirescu - Baza 3 - Țuțora            | 14,7 km              | CTP Iași |
| 8     | R. Copou - T. Cucu - T. Vladimirescu - Baza 3                         | 14 km                | CTP Iași |
| 9     | R. Copou - T. Cucu - Podu Roș (3) - Tehnopolis                        | 20,2 km              | CTP Iași |
| 11    | R. Dacia - Bd. N. Iorga - Baza 3 - Tătărași N                         | 21,3 km              | CTP Iași |
| 13    | R. Copou - T. Cucu - Tătărași - Podu Roș (1) - T. Cucu - R. Copou     | 17,5 km              | CTP Iași |

Parcul actual de tramvaie preluat de către CTP Iași cuprinde 153 tramvaie:
| Model     | Nr. total | Nr. în uz | Nr. în conservare | Nr. casate | Proveniență                            | Observații |
| --------- | --------- | --------- | ----------------- | ---------- | -------------------------------------- | --- |
| M8C       | 7         | 4         |                   |            | Essen                                  | rulate, 2018 |
| M6C       | 4         | 2         |                   |            | Mühlheim                               | rulate, 2018 |
| Be 8/8    | 12        | 5         | 0                 | 1          | Berna                                  | SH, aduse prin programul „Donație de tramvaie”, 2008; vagonul 711 este folosit pentru piese                       |
| ST11      | 10        | 0         | 0                 | 0          | Darmstadt                              | SH, 2008 |
| ST10      | 7         | 3         | 0                 | 0          | Darmstadt                              | SH, 2007 |
| Be 4/4    | 9         | 0         | 0                 | 0          | Berna                                  | SH, aduse prin programul „Donație de tramvaie”, 2003                                                              |
| GT5       | 12        | 0         | 0                 | 1          | Augsburg                               | SH, 2001, vagonul 366 pentru piese                                                                                |
| ST8       | 6         | 0         | 0                 | 1          | Darmstadt                              | SH, 1998 |
| ST7       | 10        | 0         | 0                 | 0          | Darmstadt                              | SH, 1998 |
| GT4       | 95        | 94        | 0                 | 0          | Stuttgart, Augsburg, Halle, Nordhausen | SH, 1997 |
| Tatra T4D | 25        | 0         | 18                | 0          | Halle                                  | SH, 1997 |
| Tatra T4R | 26        | 0         | 9                 | 15         | Cehoslovacia                           | cumpărate noi (70 buc.), 1978                                                                                     |
| Timiș 2   | 6         | 0         | 2                 | 4          | Timișoara                              | cumpărate noi, 1981 (94 buc.); au mai rămas doar 6 în depou, restul fiind casate și descompletate                 |
| V2A       | 1         | 0         | 1                 | 0          | Cluj-Napoca, Oradea                    | modernizate la Nicolina S.A. Iași, 1992 (25 buc.); un singur vagon în depou, restul fiind casate și descompletate |
| ITB       | 1         | 1         | 0                 | 0          |                                        | 1959 (122 buc.) restaurat la RATP Iași, ultimul vagon ITB rămas, restul fiind casate și descompletate             |
| AEG       | 2         | 1         | 0                 | 0          |                                        | 1900 (54 buc.), 1 restaurat la RATP Iași, unul în curs de reabilitare                                             |
| Total     | 217       | 153       | 31                | 33         | -                                      | - |

#### Troleibuze
În 2006, circulația troleibuzelor a fost sistată, deși exista aici o rețea foarte extinsă, de 31,3 km. Rețeaua a intrat în conservare, dar pe unele trasee s-a început dezafectarea acesteia.

#### Autobuze
Articol principal:Autobuzele din Iași
Parcul de autobuze CTP Iași este format din aproximativ 150 de autobuze, dintre care 92 de autobuze Isuzu Citiport, 8 autobuze Eurobus Diamond, 10 autobuze MAN NL 313,  40 de autobuze Den Oudsten Alliance City B96.
| Anul introducerii pe trasee | Producător/Model               | An producție | Motor/transmisie                                   | Număr total/unități active    | Observații |
| --------------------------- | ------------------------------ | ------------ | -------------------------------------------------- | ----------------------------- | --- |
| 2005                        | MAZ-103                        | 2005-2006    | Mercedes-Benz OM906LA Euro III Manual transmission | 50 (0 active,retrase in 2017) | |
| 2009                        | Mercedes O405 N2 Burillo Venus | 1995         | ? Automatic transmission                           | 9 (0 active, retrase în 2013) | Ex-dBus San Sebastian. |
| 2013                        | Den Oudsten Alliance City B96  | 1998-2001    | DAF GS200 M Euro II ZF Ecomat                      | 40 (40 active)                | Ex-HTM Personenvervoer. |
| 2016                        | MAN Lion's City NL 313         | 2005-2006    | MAN Engines D2866 LUH 26 Euro III ZF Ecomat        | 10 (10 active)                | Ex-Postbus Austria (Vorarlberg), PostBus Switzerland (Chur), RLG Lippe (Omnibusbetriebe Mesenhohl GmbH & Co. KG Essen), și VKU Unna. |
| 2016                        | Euro Bus Diamond               | 2016         | Mercedes-Benz OM936 Euro VI ZF EcoLife             | 8 (8 active)                  | |
| 2016-2018                   | Isuzu Citiport                 | 2016-2018    | Cummins ISB6.7E6 280B Euro VI ZF EcoLife           | 92 (92 active)                | 4 (prin fonduri locale) în 2016 și încă 88 prin intermediul unui credit BERD (livrate în 2017 - 2018).                               |
| 2017                        | Scania OmniCity CN230UB        | 2006         | Scania DC9 16 230 Euro IV ZF Ecomat                | 16 (0 active)                 | Închiriate, cu posibilitatea de cumpărare în 2018. Ex-Norgesbuss (Oslo).                                                             |

Trasee de autobuz din Iași:
| Linie | Traseu                                                                              | Lungime (dus-întors) | Operator |
| ----- | ----------------------------------------------------------------------------------- | -------------------- | -------- |
| 5     | Rond Țuțora - Baza 3 - Podu Roș (1) - Rond Dacia                                    | 19,60 km             | CTP Iași |
| 19    | Canta - Gara - Podu Roș (2)- C.U.G.I                                                | 20 km                | CTP Iași |
| 20    | Tătărași Sud - T. Cucu - Păcurari - ERA - Metro                                     | 18 km                | CTP Iași |
| 27    | (Blocuri Ciurea) - Tehnopolis - Bd. Poitiers - Baza 3 - Tătărași Nord               | 25,7 km              | CTP Iași |
| 28    | Rond Dacia - Piața ACB - Podu Roș (3) - T. Cucu - Triumf                            | 22,70 km             | CTP Iași |
| 29    | Tomești - Țuțora - Baza 3 - Podu Roș (2)                                            | 19,7 km              | CTP Iași |
| 30    | Canta - Gara - Bd.Nicolae Iorga - Bucium                                            | 21,90 km             | CTP Iași |
| 30b   | ERA - Canta - Gara - Bd.Nicolae Iorga - Bucium                                      | 28 km                | CTP Iași |
| 36    | Rond Dacia - Gara - Piața Unirii - Copou - Breazu                                   | 23 km                | CTP Iași |
| 41    | Ciurea - Podu Roș (3) - T. Cucu - Piața Independenței                               | 21,40 km             | CTP Iași |
| 42    | C.U.G.I - T.Vladimirescu - T. Cucu - Rond Copou                                     | 22,30 km             | CTP Iași |
| 43    | C.U.G.I - T.Vladimirescu - T. Cucu - Păcurari                                       | 23,90 km             | CTP Iași |
| 43c   | C.U.G.I - T.Vladimirescu - T. Cucu - Păcurari - ERA                                 | 29,20 km             | CTP Iași |
| 44    | (Ciurea) - Tehnopolis - Str.Libertății - Frumoasa - Mircea - Piața ACB - Rond Dacia | 17,30 km             | CTP Iași |
| 46    | Păcurari - T. Cucu - T.Vladimirescu - Bucium                                        | 25,10 km             | CTP Iași |
| 47    | Rond Dacia - Piața ACB - Mircea - Podu Roș (3) - T.Vladimirescu - Tătărași Sud      | 21,50 km             | CTP Iași |
| 50    | Gara - Piața Unirii - T. Cucu - Aeroport                                            | 14,50 km             | CTP Iași |
| 51    | Gara Socola - T.Vladimirescu - Sala Polivalentă - Podu Roș - Gara Socola            | 11,30 km             | CTP Iași |
| 52    | Piața ACB - Pasaj O.Băncilă - Rond Copou                                            | 13 km                | CTP Iași |

#### Microbuze
Parcul de microbuze CTP Iași este format din 35 de microbuze care acoperă 3 trasee:
18 (3,5 km): Tătărași Sud - str. Ignat - str. Aurel Vlaicu - str. Șapte Oameni - str. Locotenent Popovici - str. Aviației - str. Moților - str. Mistrețului - str. Marginea - str. Aeroportului - str. Aurel Vlaicu - str. Ignat - Tătărași Sud
48 (8,5 km): Tg. Cucu - Cim. Sf. Petru și Pavel - Complex ”Roua” - Ciric (- Tătărași Sud)
49 (5,9 km): Tg. Cucu - Cim. Sf. Petru și Pavel - Complex ”Roua”

## Politică
Municipiul Iași este administrat de un primar și un consiliu local compus din 27 consilieri. Primarul, Mihai Chirica, de la Partidul Național Liberal, este în funcție din 5 iunie 2016. Începând cu alegerile locale din 2024, consiliul local are următoarea componență pe partide politice:
|  | Partid                                              | Consilieri | Componența Consiliului | Componența Consiliului | Componența Consiliului | Componența Consiliului | Componența Consiliului | Componența Consiliului | Componența Consiliului |
|  | --------------------------------------------------- | ---------- | ---------------------- | ---------------------- | ---------------------- | ---------------------- | ---------------------- | ---------------------- | ---------------------- |
|  | Partidul Național Liberal                           | 7          |                        |                        |                        |                        |                        |                        |                        |
|  | Alianța Dreapta Unită                               | 7          |                        |                        |                        |                        |                        |                        |                        |
|  | Partidul Social Democrat                            | 6          |                        |                        |                        |                        |                        |                        |                        |
|  | Alianța pentru Unirea Românilor                     | 4          |                        |                        |                        |                        |                        |                        |                        |
|  | Partidul România - Echitate, Comunitate, Onestitate | 3          |                        |                        |                        |                        |                        |                        |                        |

## Sport
- Fotbal:
- CSM Politehnica Iași, echipă de fotbal în Liga 2[79].
- Alte sporturi:
- Echipa de baschet masculin CS Politehnica Iași
- Echipa de rugby CS Politehnica Unirea Iași
- Echipa de handbal masculin Politehnica Unistil Iași
- Secția de judo masculin CS Politehnica Iași
- Secția de tenis de masă CS Politehnica Iași
- Secția de tir sportiv CS Politehnica Iași
- Clubul sportiv „Luceafărul 2011" - club de fotbal pentru juniori (4-16 ani), prof. Cristian Danielevici, prof.Flueraru Marcel și Mihăilescu Paul.
- Asociația universitară „Shotokan Karate Iași" publică revista de arte marțiale „Samurai magazine”.
- Echipa de volei feminin Penicilina Iași.

## Personalități

### Personalități născute în Iași
- Vasile baron de Balș (n. 1756 - d. 1832, Viena, Austria), cărturar, om politic, căpitan districtual (guvernator) al Bucovinei
- Constantin Stamati (n. 1786, Huși sau Iași - d. 1869, Ocnița, jud. Hotin, R. Moldova) scriitor
- Mihail Sturdza (n.1794 - d. 1884, Paris, Franța) domnitor al Moldovei
- Gheorghe Săulescu (n. 1799 - d. 1875) filolog și poet
- Mihail Kogălniceanu (n. 1817 - d. 1891, Paris, Franța) om politic, prim-ministru al României
- Nicolae Vogoride (n. 1820, Iași, Principatul Moldovei - d. 1863, București, Principatele Unite ale Moldovei și Țării Românești), caimacam la conducerea Moldovei
- Grigore M. Sturdza (n.1821 - d. 1901), prinț român, fiu al domnitorului Mihail Sturdza
- Alexandru Flechtenmacher (n. 1823 - d. 1898, București), compozitor, autorul muzicii pentru Hora Unirii
- Lascăr Catargiu (n. 1823 - d. 1899, București) om politic, prim ministru al României
- Alexandru Cihac (n. 1825 - d. 1887, Mainz, Germania), filolog, membru al Societății Junimea
- Anton Naum (n. 1829 - d. 1906, Bucium, jud. Iași), om politic, publicist și poet, titular al Academiei Române
- Ioan Grigore Ghica (n. 1830 - d. 1881, Sankt Petersburg, Rusia), politician și diplomat, ministru de externe al României
- Grigore Cobălcescu (n.1831 - d. 1892), geolog și paleontolog, primul profesor de geologie și mineralogie la Universitatea din Iași.
- Vasile Pogor (n. 1833 - d. 1906, Bucium, județul Iași), om politic, publicist și poet, membru al Societății Junimea, primar al municipiului Iași
- Dimitrie Sturdza (n. 1833, Miclăușeni, jud. Iași – d. 1914, București), academician, om politic, prim-ministru al României
- Gheorghe Scheletti (n. 1836 - d. 1887), pianist și compozitor
- Theodor Buiucliu (n. 1837 - d. 1897), pictor peisagist, membru al Societății Junimea, profesor la Școala de Belle-Arte din Iași
- Petre P. Carp (n. 1837 - d. 1919, Țibănești, jud.Iași), politician, membru al Societății Junimea, prim-ministru al României
- Ioan Ianov (n. 1836 - d. 1903), scriitor, avocat și om politic
- Teodor Burada (n. 1839 - d. 1923), folclorist, etnograf și muzicolog
- Ioan Ciurea (n. 1840 - d. 1891), medic, unul din întemeietorii învățământului medical ieșean, om politic, senator de Iași
- Grigore Mithridate Buiucliu (n. 1840 - d. 1912, București), jurist și om politic român de origine armeană
- Eduard Caudella (n. 1841 - d. 1924), compozitor de muzică de operă, violonist, dirijor, profesor și critic de muzică
- Eugeniu Voinescu (n. 1842 - d. 1909, București), om politic și pictor
- Iacob Negruzzi (n. 1842 - d. 1932, București), scriitor, dramaturg, critic literar, membru al Societății Junimea, jurist, profesor, politician
- A. D. Xenopol (n. 1847 - d. 1920, București), academician, istoric, filosof, economist, pedagog, sociolog, membru al Societății Junimea
- Ludovic Russ junior (n. 1849 – d. 1911), medic primar la Spitalul „Sf. Spiridon” din Iași, epitrop al Spitalului de copii „Caritatea”, medic diriginte al Stațiunii balneare Slănic Moldova și profesor de clinică medicală la Facultatea de Medicină din Iași
- Spiru Haret (n. 1851 - d. 1912, București), matematician, astronom și pedagog origine armenească
- Radu Rosetti (n. 1853 - d. 1926) scriitor, politician, istoric și genealogist
- Constantin Meissner (n. 1854 - d. 1942), pedagog, om politic, membru al Societății Junimea
- A. C. Cuza (n. 1857 - d. 1947, Sibiu), om politic
- Nicolae Dimitrie Xenopol (n. 1858 - d. 1917, Tokyo), critic literar, eseist, ministru, ambasador al României în Japonia
- George Bogdan (n. 1859 - d. 1930),  medic legist, profesor universitar, creatorul școlii de medicină legală ieșene
- Gheorghe Popovici (n. 1859 - d. 1933), pictor și desenator
- Alexandru Obregia (n. 1860 - d. 1937, București), medic psihiatru și profesor universitar
- Constantin Mille (n. 1861 - d. 1927) ziarist, nuvelist, poet, avocat
- Adela Xenopol (n. 1861 – d. 1939, București), scriitoare, prozatoare și autoare dramatică
- David Judelovitch (n. 1863 - d. 1943, Rishon Letzion, Israel), pedagog și literat evreu originar din România
- Anastasie Obregia (n. 1864 - d. 1937), chimist
- Mărgărita Miller-Verghy (n. 1864 - d. 1953, București), scriitoare, autoare de manuale și cărți de educație
- Ermil A. Pangrati (n. 1864 - d. 1931, București), politician și ministru al lucrărilor publice
- Constantin Jiquidi (n. 1865 - d. 1899, București) desenator și caricaturist
- Emil Racoviță (n. 1868 - d. 1947, Cluj-Napoca), savant, explorator, speolog și biolog, considerat fondatorul biospeologiei
- Paul Anghel (n. 1869 - d. 1937), medic chirurg
- Eduard de Max (n. 1869 - d. 1924, Paris, Franța), renumit actor francez de origine română
- Nicolae Ghica-Budești (n. 1869 - d. 1943, București), arhitect
- Gheorghe Brăescu (n. 1871 - d. 1949, București), prozator și un comediograf
- Theodor Pallady (n. 1871 - d. 1956, București), pictor
- Alexandru Cazaban (n. 1872 - d. 1966, București), scriitor
- Leon Ghelerter (n. 1873 - d. 1945, București) doctor în medicină, a fost unul dintre fruntașii mișcării socialiste din România, ctitor de spitale, tribun și publicist
- Lucia Sturdza-Bulandra (n. 1873 - d. 1961, București), actriță de teatru
- George G. Mârzescu (n. 1876 - d. 1926, Iași), om politic și jurist român, primar al municipiului Iași, ministru de interne
- Mihai Codreanu (n. 1876 - d. 1957), poet, dramaturg, avocat și traducător
- Emil Gârleanu (n. 1878 - d. 1914, Câmpulung), autor, regizor
- Lascăr Vorel (n. 1879 - d. 1918, München, Germania) pictor postimpresionist
- Rudolf Suțu (n. 1880 - d. 1949, București) ziarist și publicist, scriitor, traducător și istoriograf
- Dimitrie Gusti (n. 1880 - d. 1955, București), filosof, sociolog și estetician
- Maria Cicherschi (n. 1881 - d. 1973), medic român, cadru didactic universitar, prima femeie medic legist din Europa.
- Matila Costiescu Ghyka (n. 1881 – d. 1965, Londra, UK), ofițer de marină, diplomat, scriitor, matematician, inginer și istoric
- Antonin Ciolan (n. 1883 - d. 1970, Cluj-Napoca), dirijor, membru fondator al Filarmonicii de Stat din Cluj
- Alma Gluck (n. 1884 - d. 1938, New York, SUA), cântăreață de operă soprană, evreică-americană
- Florica Musicescu (n. 1887 - d. 1969, București) pianistă
- Ion Niculi (n. 1887 - d. 1979), demnitar comunist, primar
- Lucia Mantu (n. 1888 – d. 1971), profesoară de științe, editoare de carte și scriitoare
- Jean L. Cosmovici (n. 1888 – d. 1952, București), pictor
- Jean Bobescu (n. 1890 — d. 1981, București), violonist, dirijor și profesor
- Petre Constantinescu-Iași (n. 1892 - d. 1977, București) istoric, om politic
- Dan Bădărău (n. 1893 - d. 1968, București) filozof, profesor de Filosofie a Facultății de Litere și Filozofie a Universității din Iași
- I. Ludo (n. 1894 - d. 1973, București), publicist și scriitor român de etnie evreiască
- Aurel Ghițescu (n. 1895 - d. 1972, București), actor de teatru și film, profesor de artă dramatică
- Mircea Ion Savul (n. 1895 - d. 1964) geolog, geochimist
- Horia Hulubei (n. 1896 - d. 1972, București), fizician
- Magda Lupescu (n. 1896 - d. 1977, Estoril, Portugalia), soția regelui Carol II.
- Traian Ionașcu (n. 1897 - d. 1981, București), jurist
- Ionel Teodoreanu (n. 1897 - d. 1954, București), romancier și avocat
- Miluță Gheorghiu (n. 1897 - d. 1971, București), celebru actor de teatru
- Iosif Ross (n. 1899 - d. 1976, București), grafician și caricaturist
- Gheorghe Bănciulescu (n. 1898 - d. 1935, Cairo, Egipt), pilot
- Benjamin Fondane (n. 1898 - d. 1944, lagărul nazist de exterminare Auschwitz, Polonia), critic, eseist, poet
- Gheorghe I. Brătianu  (n. 1898, Ruginoasa, jud. Iași - d. 1953, Sighetu Marmației, jud.Maramureș), istoric și om politic
- Mansi Barberis  (n. 1899 - d. 1986, București), compozitoare, soprană, violonistă și profesoară universitară de canto.
- Petre P. Panaitescu (n. 1900 - d. 1967, București), istoric, filolog
- Charlotte Sibi (n. 1901 - d. 1989), profesoară de limba franceză, una din personalitățile culturale românești de origine franceză ale orașului
- Nicolae Veniaș (n. 1902 - d. 1978, București), actor de teatru și film
- George Lesnea (n. 1902 - d. 1979), poet și traducător
- Titus Lapteș (n. 1903 - d. 1974, București), actor de teatru și film
- Alexandru Ventonic (n. 1904 - d. 1941), medic
- Emilia Saulea (n. 1904 - d. 1998, București), geolog
- Petru Comarnescu (n. 1905 - d. 1970, București), critic literar
- Mendel Haimovici (n. 1906 - d. 1973), matematician și mecanic român de origine evreiască
- Philip Herschkowitz (n. 1906 – d. 1989, Viena, Austria), compozitor și teoretician muzical
- Matei Socor (n. 1908 - d. 1980, București), compozitor și dirijor
- Ioan Zugrăvescu (n. 1910 - d. 1989, Iași), chimist, profesor universitar, membru corespondent al Academiei Romăne
- Liviu Deleanu (n. 1911 - d. 1967, Chișinău, R. Moldova), poet
- George Emil Palade (n. 1912 - d. 2008, Del Mar, California, SUA), medic și om de știință american de origine română
- Simion Bughici (n. 1914 - d. 1997, București), politician și diplomat comunist
- Viorel Doboș (n. 1917 - d. 1985, București), compozitor și dirijor
- Ion I. Inculeț (n. 1921 - d. 2011, Ontario, Canada), inginer canadian de origine română
- Adrian Marino (n. 1921 - d. 2005, Cluj-Napoca), eseist, critic, laureat al premiului Herder
- Iancu Țucărman (n. 1922 - d. 2021, București), supraviețuitor al Pogromului de la Iași, ultimul supraviețuitor al "Trenului Morții" Iași-Podu Iloaiei.
- Magda Petrovanu (n. 1923 – d. 2008), chimist, profesor universitar și inventator
- Tudorel Popa (n. 1925 - d. 1978, București), actor de teatru și film
- Bernardo Neustadt (n. 1925 - d. 2008, Martínez, Buenos Aires, Argentina), ziarist argentinian
- Anatol Vieru (n. 1926 - d. 1998, București), compozitor român de origine evreiască
- Petre Gheorghiu (n. 1929 - d. 2000, București), actor
- Octav Pancu-Iași (n. 1929 - d. 1975), scriitor, publicist și scenarist
- Magda Ianculescu (n. 1929 – d. 1995, București), soprană de notorietate internațională
- Mihail M. Cernea (n. 1931), sociolog si antropolog
- Ștefan Iureș (n. 1931 - d. 2013), poet, prozator, traducător și eseist
- Dan Hăulică (n. 1932 - d. 2014, București), eseist literar, critic de artă
- Iosif Sava (n. 1933 - d. 1998, București), muzicolog
- Eugen Segal (1933 – 2013), chimist român de origine evreiască
- Margareta Pogonat (n. 1933 - d. 2014, București), actriță de teatru și film
- Sorel Etrog (n. 1933), sculptor evreu canadian
- Dolphi Drimer (n. 1934 - d. 2014, București), inginer, profesor universitar, maestru internațional de șah
- Viorica Cortez (n. 1935), celebră mezzo-soprană
- Ilarion Ionescu-Galați (n. 1937), violonist și dirijor
- Constantin Popovici (n. 1938 — d. 1995, București), sculptor
- Dorel Șora (n. 1939), scriitor umorist, gazetar și cronicar plastic israelian de limbă română
- Jean Ancel (1940 – d. 2008, Ierusalim, Israel), istoric israelian, evreu născut în Iași
- Mircea Radu Iacoban (n. 1940), dramaturg, prozator, scenarist
- Radu Varia (n. 1940), critic și istoric de artă
- Rodica Mandache (n. 1943), actriță de teatru, film și televiziune
- Alexandru Călinescu (n. 1945), istoric literar, critic literar și publicist
- Mioara Cortez (n. 1949), soprană
- Ioan Petru Culianu (n. 1950 - d. 1991, Chicago, SUA), istoric al religiilor, scriitor și eseist
- Ovidiu Lipan (n. 1953), muzician, compozitor
- Liviu Antonesei (n. 1953, sat Vlădeni, jud. Iași), scriitor
- Liviu Cangeopol (n. 1954), scriitor și jurnalist disident român
- Radu, Principe al României (n. 1960), actor, din 1996 este soțul principesei Margareta a României
- Constantin Arhire (n. 1960), deputat
- Elena Moșuc (n. 1964), soprană
- Alina Mungiu-Pippidi (n. 1964), politolog
- Mihai Răzvan Ungureanu (n. 1968), istoric, om politic,
- Cristian Mungiu (n. 1968) regizor de film și scenarist
- Dan Doboș (n. 1970), jurnalist și scriitor
- Monica Bârlădeanu (n. 1978), actriță
- Marius Manole (n. 1978), actor
- Alina l'Ami (n. 1985), jucătoare de șah
- Roxana Condurache (m. 1987), actriță.

### Personalități marcante
- Mihai Eminescu (1850 - 1889), poet, socotit de cititorii români și de critica literară drept cel mai important scriitor romantic din literatura română[80].
- Ion Creangă (1837 - 1889), povestitor român, considerat drept unul dintre clasicii literaturii române. Recunoscut datorită basmelor, poveștilor și povestirilor sale, Ion Creangă a intrat în istoria literaturii române, în principal, datorită operei autobiografice Amintiri din copilărie. A locuit în cartierul Țicău, în așa-numita Bojdeucă[81].
- Iuri Fedkovîci (1834 - 1888), scriitor romantic de limbă germană și ucraineană, poet, folclorist, traducător, om politic și publicist din Bucovina, herald al renașterii naționale ucrainene. S-a refugiat la 14 ani, după revoluția din 1848, la Iași, unde a locuit o perioadă.
- George Emil Palade (1912 - 2008), biolog american de origine română, născut la Iași, laureat al Premiului Nobel pentru Fiziologie și Medicină (1974) pentru descoperirile sale în biologie, în special pentru funcționarea și structura celulelor (ribozom).
- Emil Racoviță (1868 - 1947), savant, biolog și explorator român, considerat întemeietorul biospeologiei, născut la Iași, primul român ajuns în Antarctica, ca membru al expediției "Belgica" (1897-1899), academician și președinte al Academiei Române. Una din insulele descoperite de expediționari a fost numită după numele profesorului lui Emil Racoviță, geologul Grigore Cobălcescu.
- Emanoil Bardasare, pictor, nepotul pictorului Gheorghe Panaiteanu Bardasare .

De Iași și-au mai legat destinul importante personalități, precum:
- autori și oameni de cultură - Antioh Dimitrievici Cantemir, Constantin Stamati, Gheorghe Asachi, Costache Negruzzi, Alexandru Hrisoverghi, Alecu Russo, Vasile Alecsandri, Anton Naum, Vasile Pogor, Ioan Ianov, Alexandru Grigore Suțu, Nicolae Gane, Teodor Burada, Vasile Burlă, Titu Maiorescu, Iacob Negruzzi, Ștefan Vârgolici, Vasile Conta, A. D. Xenopol, Dimitrie Alexandresco, Spiru Haret, I. L. Caragiale, Constantin Meissner, Elias Schwarzfeld, Nicolae Xenopol, Alexandru Philippide, Adela Xenopol, Constantin Mille, David Judelovitch, Mărgărita Miller-Verghy, Garabet Ibrăileanu, Gheorghe Brăescu, Nicolae Iorga, Alexandru Cazaban, Mihai Codreanu, Emil Gârleanu, Mihail Sadoveanu, Rudolf Suțu, Dimitrie Gusti, George Topîrceanu, Lucia Mantu, Petre Constantinescu-Iași, Alfred Hefter, Dan Bădărău, Otilia Cazimir, I. Ludo, Vasile Harea, Ionel Teodoreanu, Benjamin Fondane, Petre Panaitescu, Charlotte Sibi, George Lesnea, Petru Comarnescu, Constantin Cihodaru, Aurel Leon, Adrian Marino, Octav Pancu-Iași,  Ștefan Iureș, Dan Hăulică, Petru Aruștei, Gheorghe Buzatu, Jean Ancel
- artiști - Theodor Pallady, Călin Alupi, Corneliu Baba, Nicolae Tonitza, Octav Băncilă, Constantin Stahi, Camil Ressu, Eugeniu Voinescu, Gheorghe Popovici, Lascăr Vorel, Theodor Buiucliu, Ștefan Dimitrescu, Jean L. Cosmovici, Richard Hette, Ion Iancuț, Sabin Bălașa, Arthur Segal, Constantin Popovici
- muzicieni -George Enescu, Eduard Caudella, Alexandru Flechtenmacher, Gavriil Musicescu, Anatol Vieru, Magda Ianculescu, Jean Bobescu, Arnold Rosé, Philip Herschkowitz, Hilda Jerea, Florica Musicescu, Gheorghe Scheletti, Viorel Doboș, Antonin Ciolan, Matei Socor, Sergiu Celibidache, Mendi Rodan,
- cronicari - Grigore Ureche, Miron Costin, Nicolae Milescu Spătarul, Ion Neculce și Dimitrie Cantemir
- importanți oameni de stat - Mihail Kogălniceanu, Alexandru Ioan Cuza, Petre P. Carp, Gheorghe I. Brătianu, Lascăr Catargiu, Dimitrie A. Sturdza, Ioan Grigore Ghica, George G. Mârzescu, Vasile Balș, Alexandru Bădărău, Grigore Mithridate Buiucliu, Ermil A. Pangrati, Matila Ghyka, Mihai Răzvan Ungureanu
- mitropoliți - Varlaam, Dosoftei, Veniamin Costachi și Iosif Naniescu
- savanți celebri - Ștefan Procopiu, Ion Ionescu de la Brad, Ernest Juvara, Grigore Cobălcescu, Petru Poni, Dimitrie Ioan Mangeron, Constantin V. Gheorghiu, Alexandru C. Cuza, Mendel Haimovici, Vitalie Belousov, Horia Hulubei, Dolphi Drimer, Traian Ionașcu, Romulus Sevastos, Anastasie Obregia, Sava Dumitrescu, Petru Bogdan, Mircea Ion Savul, Emilia Saulea, Raluca Ripan, Ioan Zugrăvescu, Ion Inculeț, Eugen Segal, Andy Z. Lehrer, Magda Petrovanu
- medicii celebri - Nicolae Negură, Emil Max, Ioan Ciurea, Aristide Peride, Ludovic Russ, Leon Sculy Logothetides, George Bogdan, Alexandru Obregia, Paul Anghel, Leon Ghelerter, C.I. Parhon, Elena Densușianu-Pușcariu, Maria Cicherschi Ropală, Alexandru Tzaicu, Ion Enescu, Ioan Nubert, Gheorghe Năstase, Grigore T. Popa, Leon Ballif, Vladimir Buțureanu, Oscar Franche, Dumitru A. Cornelson, Vasile Dobrovici, Alexandru Ventonic, Gheorghe Chipail, Nicolae Oblu, Petre Brânzei, Costache Lazăr, Ion Haulică, Lorica Gavriliță, Ostin Mungiu
- cineaști și oameni de teatru - Matei Millo, Costache Bălănescu, Mihail Galino, Aglae Pruteanu, Eduard de Max, Lucia Sturdza-Bulandra, Lupu Pick, Aurel Ghițescu, Miluță Gheorghiu, René Sti, Nicolae Veniaș, Titus Lapteș, Tudorel Popa, Petre Gheorghiu, Margareta Pogonat
- scriitori, artiști și intelectuali contemporani - Constantin Ciopraga, Alexandru Timotin, Mihail Cernea, Dubi Zeltzer, Sorel Etrog, Iosif Sava, Viorica Cortez, Ilarion Ionescu-Galați, Emil Brumaru, Dorel Schor, Radu Varia, Mircea Radu Iacoban, Rodica Mandache, Nicolae Ursulescu, Florin Faifer, Alexandru Călinescu, Mioara Cortez, Ioan Petru Culianu, Cassian Maria Spiridon, Andrei Corbea Hoișie, Horia-Nicolai Teodorescu, Lelia Mossora, Ovidiu Lipan, Liviu Cangeopol, Teodor Corban, Cătălin Mihuleac, Adrian Păduraru, Gheorghe Onișoru, Alina Mungiu-Pippidi, Elena Moșuc, Cristian Mungiu, Dan Lungu, Dan Doboș, Daniela Nane, Liliana Lazăr, Anamaria Marinca, Ioana Vișan, Cristina Flutur
- patriarhii - Teoctist Arăpașu și Daniel Ciobotea
- sportivi - Dan Irimiciuc, Vasile Iordache, Anghel Iordănescu, Valentina Cozma, Florin Zalomir
- matematicieni - Neculai Culianu, Constantin C. Popovici
- geografi - Alexandru Obreja, Constantin Martiniuc
- arhitecți - Ștefan Emilian, George Sterian, Nicolae Ghica-Budești, Dan Sergiu Hanganu

## Orașe înfrățite cu Iași
Municipiul Iași este înfrățit cu:
- Poitiers, Franța din 1969
- Xī'ān, China din 1993
- Monterrey, Mexic din 1993 (relații relativ restrânse din cauza dificultăților de comunicare; reluare temporar colaborari in 2007)
- Vinița, Ucraina din 1993 (relații relativ restrânse din cauza dificultăților de comunicare; în 2005 s-a reluat contactul prin intermediul Ambasadei Romane în Ucraina)
- Padova, Italia din 1995
- Isfahan, Iran din 1999
- Sant'Oreste, Italia din 1999
- Forano, Italia din 1999
- Filacciano, Italia din 1999
- Torrita Tiberina, Italia din 1999
- Morlupo, Italia din 1999
- Nazzano, Italia din 1999
- Atlanta, Statele Unite din 2001
- Peristeri, Grecia din 2002
- Villeneuve-d'Ascq, Franța din 2003
- Ierihon, Israel din 2003
- Veliko Tarnovo, Bulgaria din 2003
- Ilioupoli, Grecia din 2007
- Chișinău, Republica Moldova din 24 ianuarie 2008
- Cernăuți, Ucraina din 2012
- Assiut, Egipt
- Irbid, Iordania
- Kozani, Grecia
- Québec, Canada

## Consulate în Iași
Atât înainte, cât și după Unirea Principatelor din anul 1859, au existat misiuni diplomatice permanente în capitala Moldovei, ca de exemplu un viceconsulat francez (deschis în 1798), consulatul Austriei sau cel al Statelor Unite ale Americii (1873).
În prezent, funcționează la Iași următoarele reprezentanțe diplomatice:
- Consulatul General al Republicii Moldova

Consulate Onorifice:
- Consulatul Onorific al Republicii Italiană
- Consulatul Onorific al Republicii Franceze
- Consulatul Onorific al Republicii Turcia

## Galerie de imagini

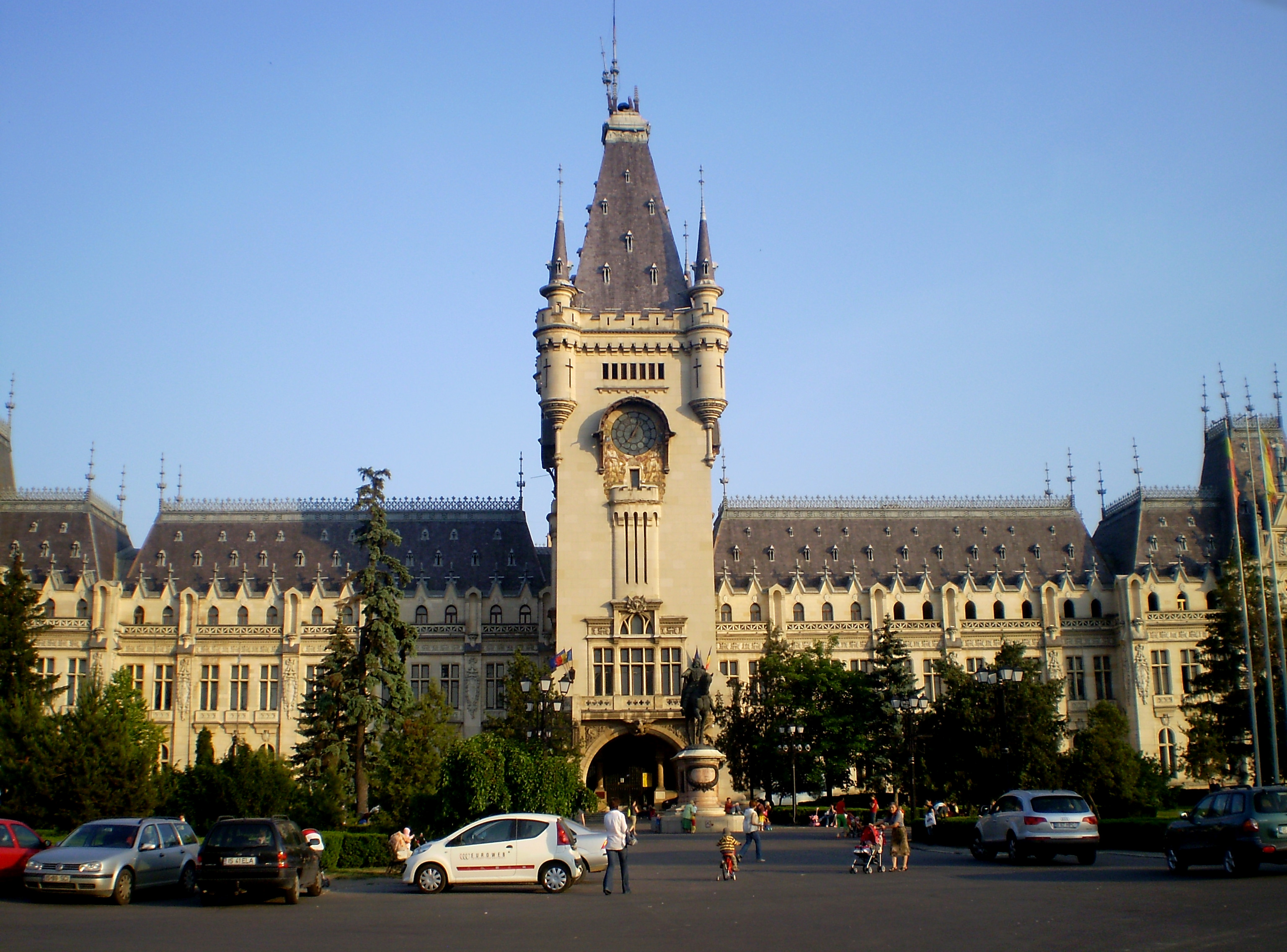
Palatul Culturii și Piața Palatului
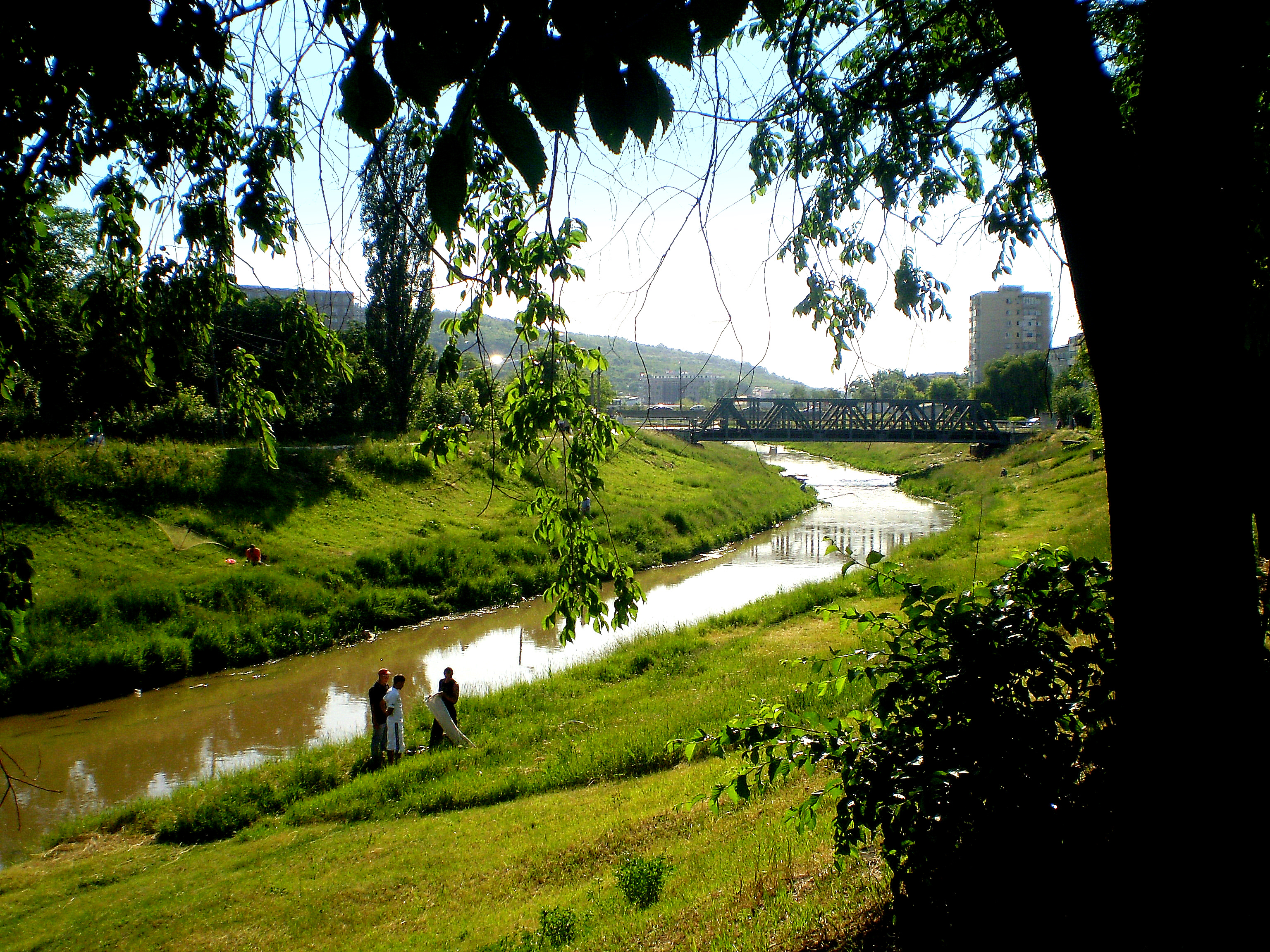
Râul Bahlui
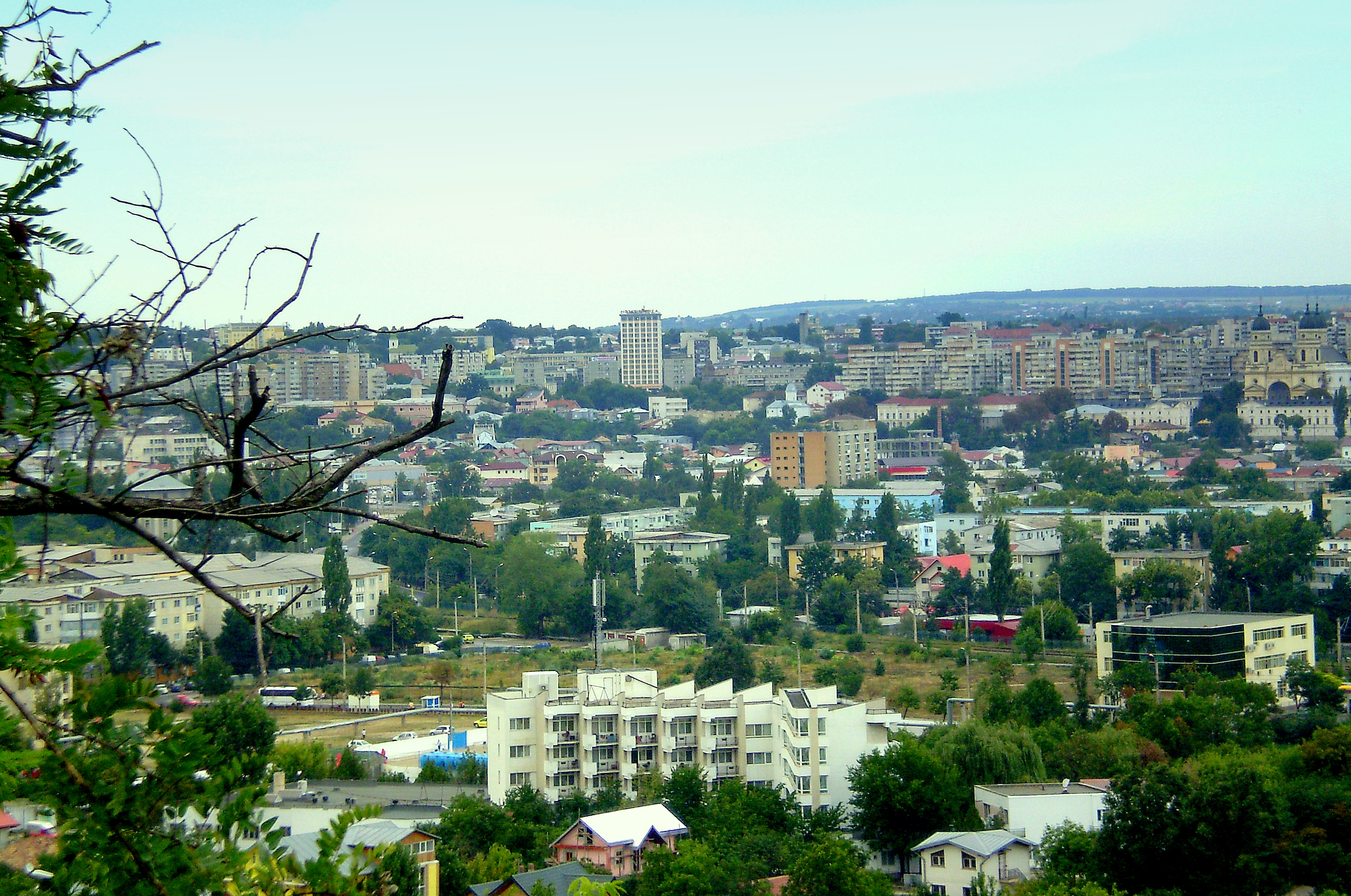
Panorama spre Centru, Piața Unirii și Hotel Unirea
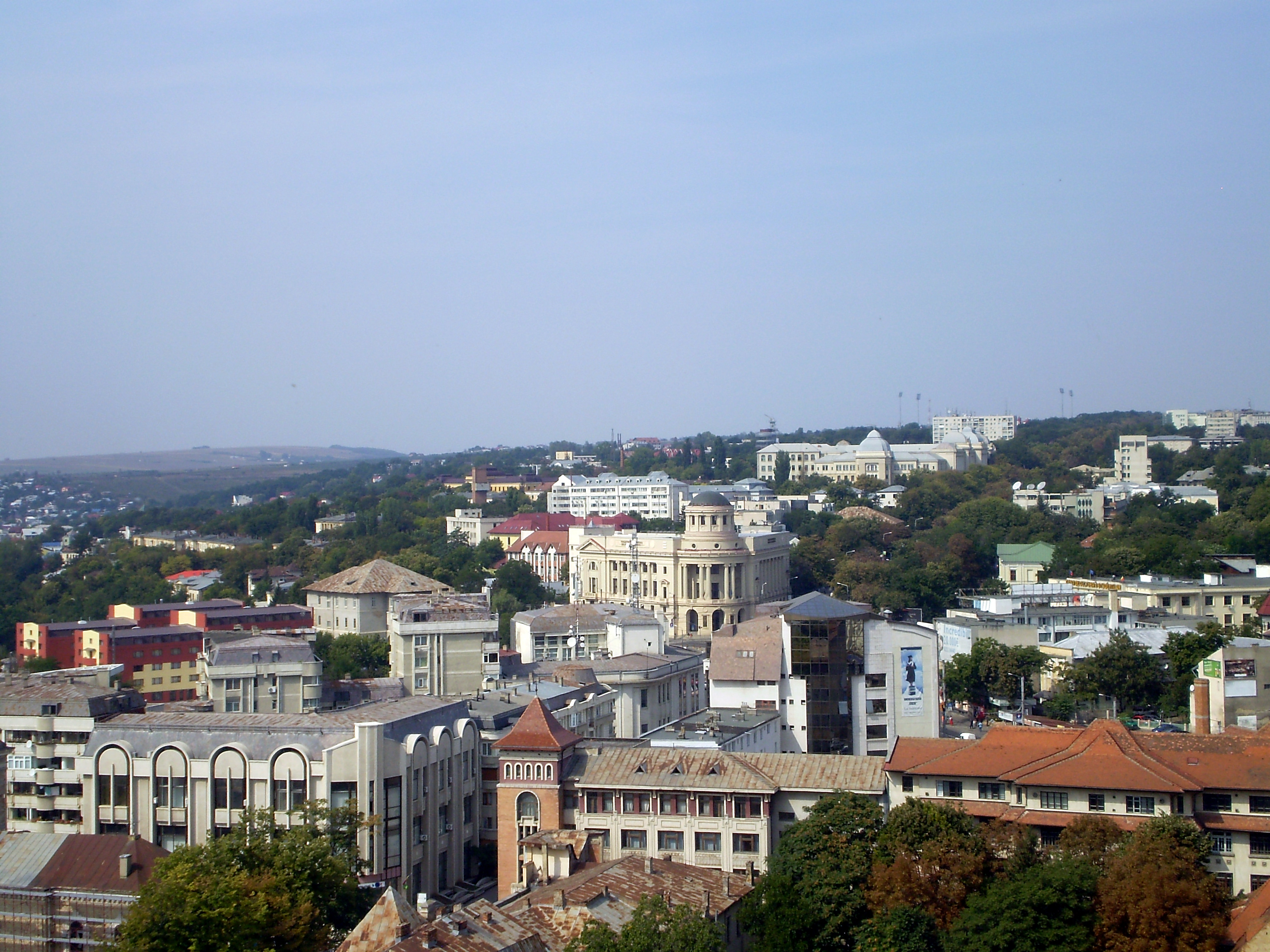
Vedere spre Copou
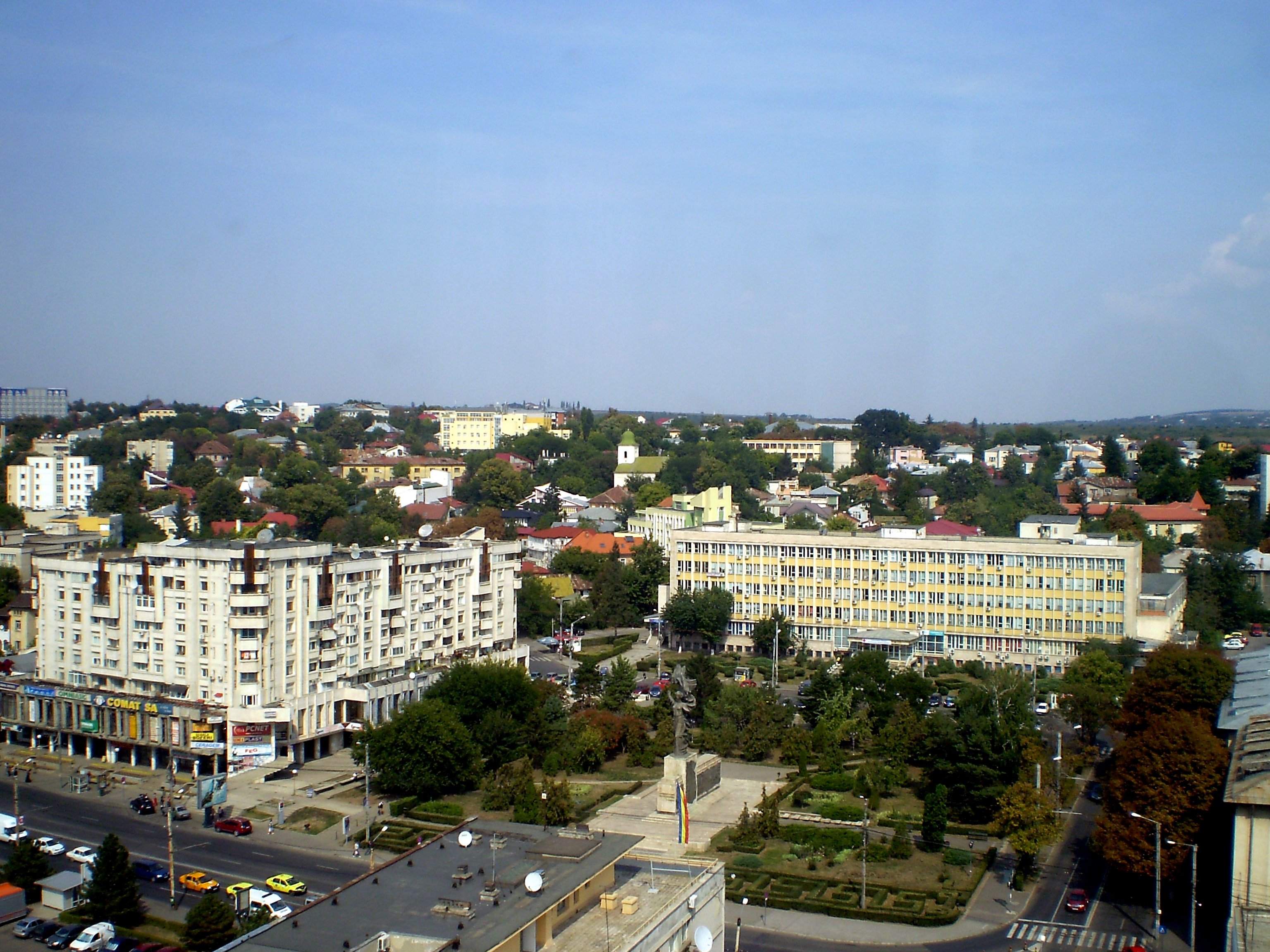
Piața Independenței
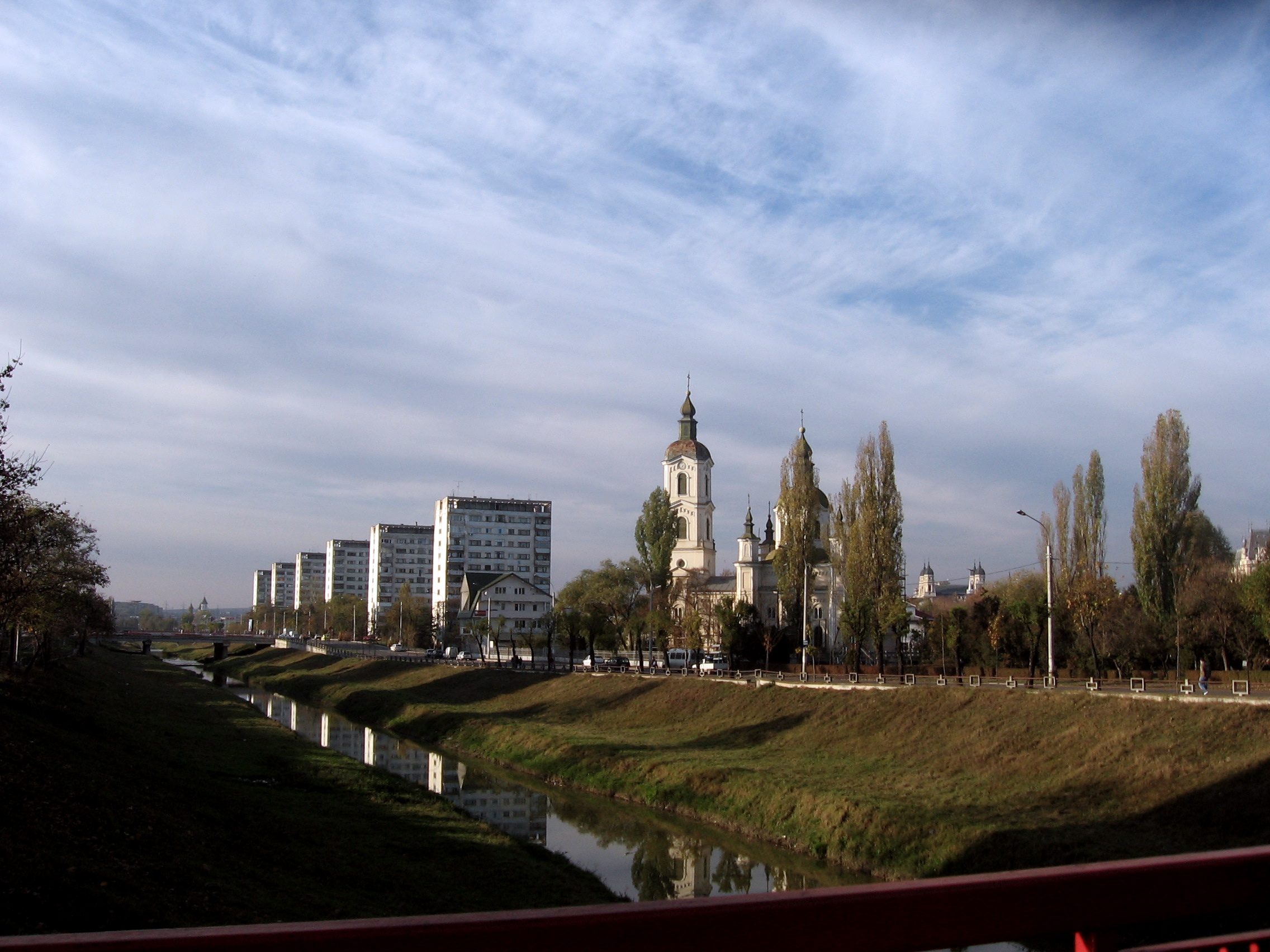
Râul Bahlui în zona Podu Roș și Biserica lipovenească din Iași
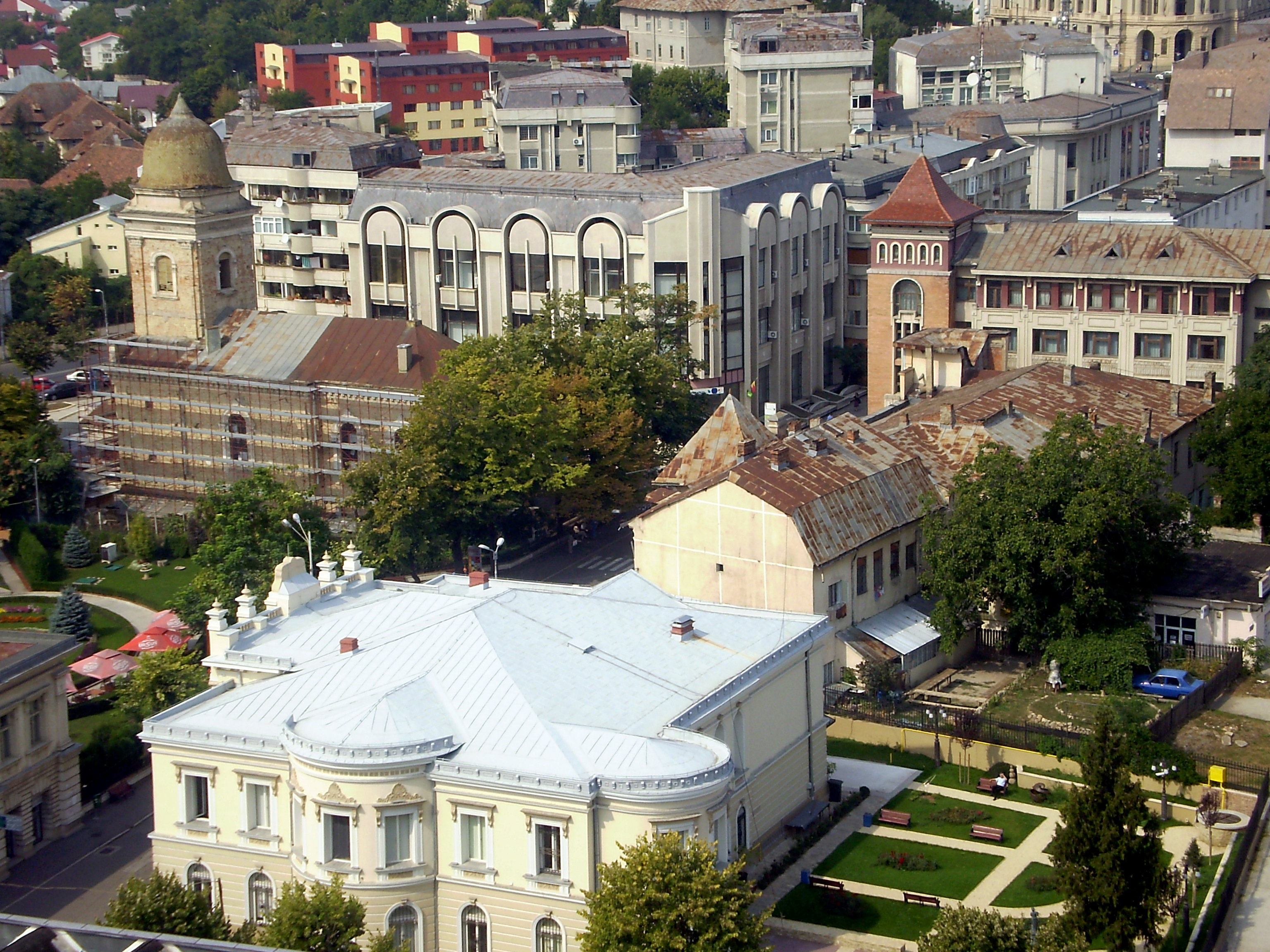
Strada Lăpușneanu, Muzeul Unirii (fostul palat Cuza) și Biserica Banu
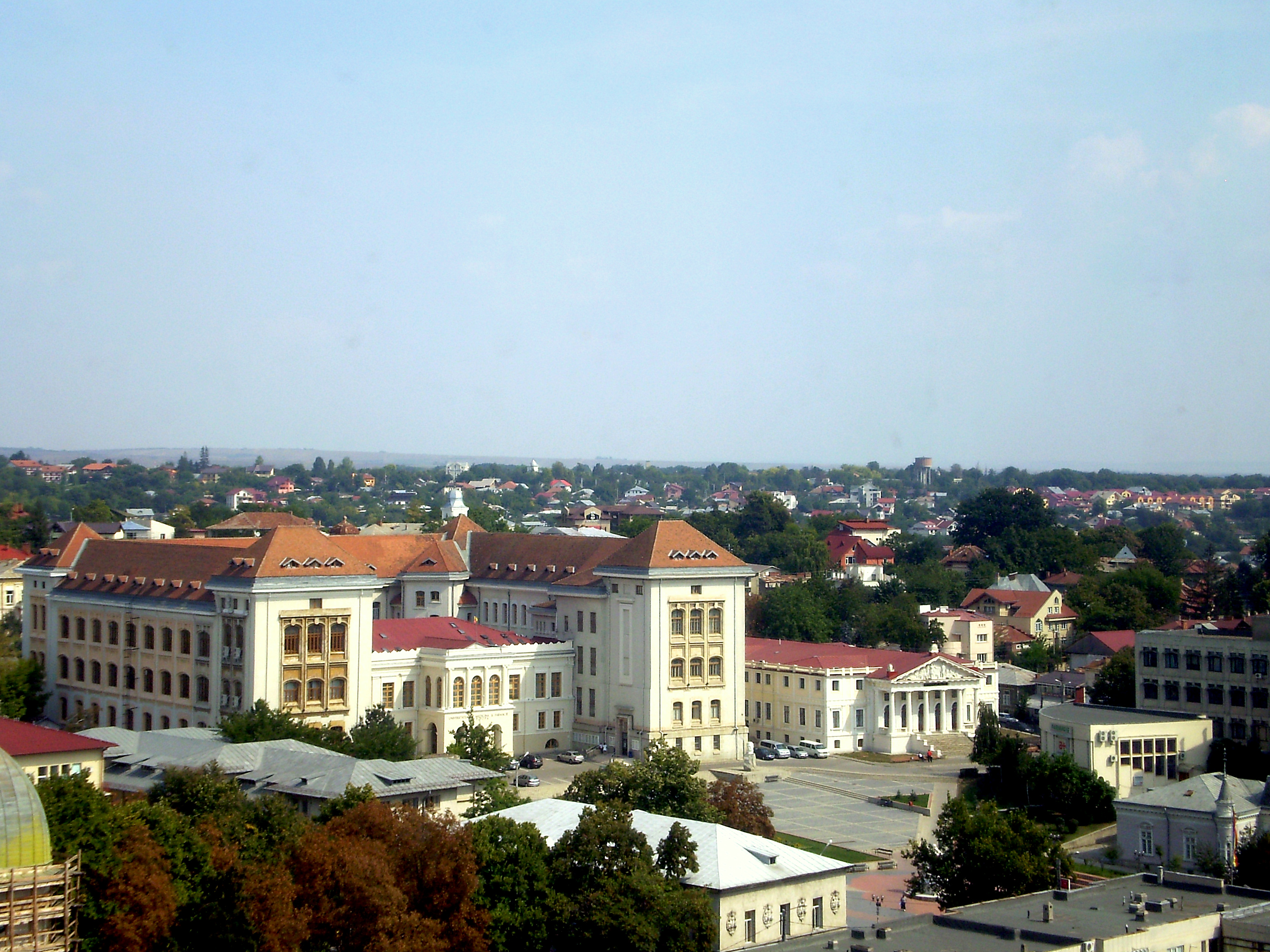
Piața Națiunii
Piața Națiunii, Universitatea de Medicină și Farmacie
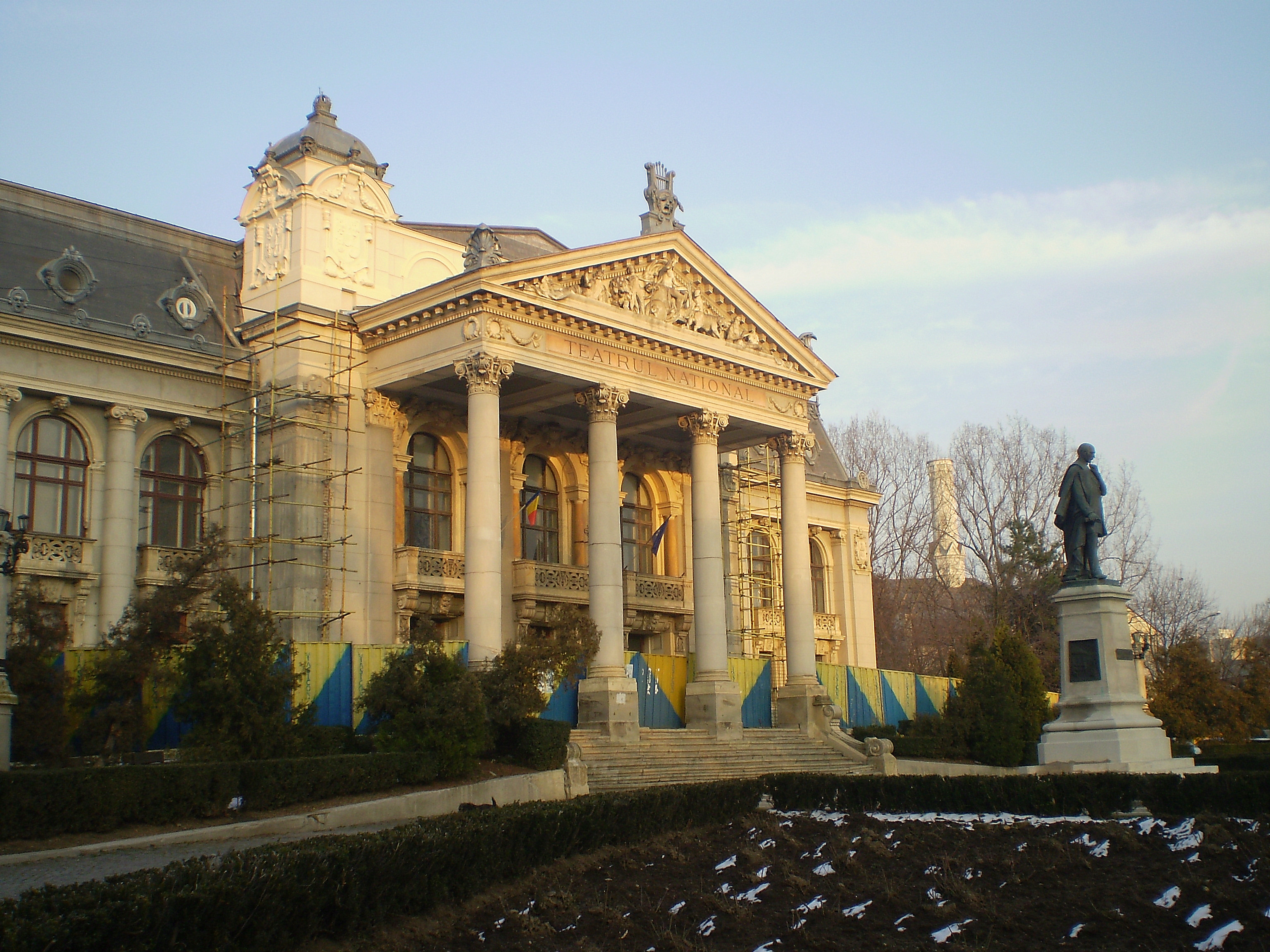
Teatrul Național
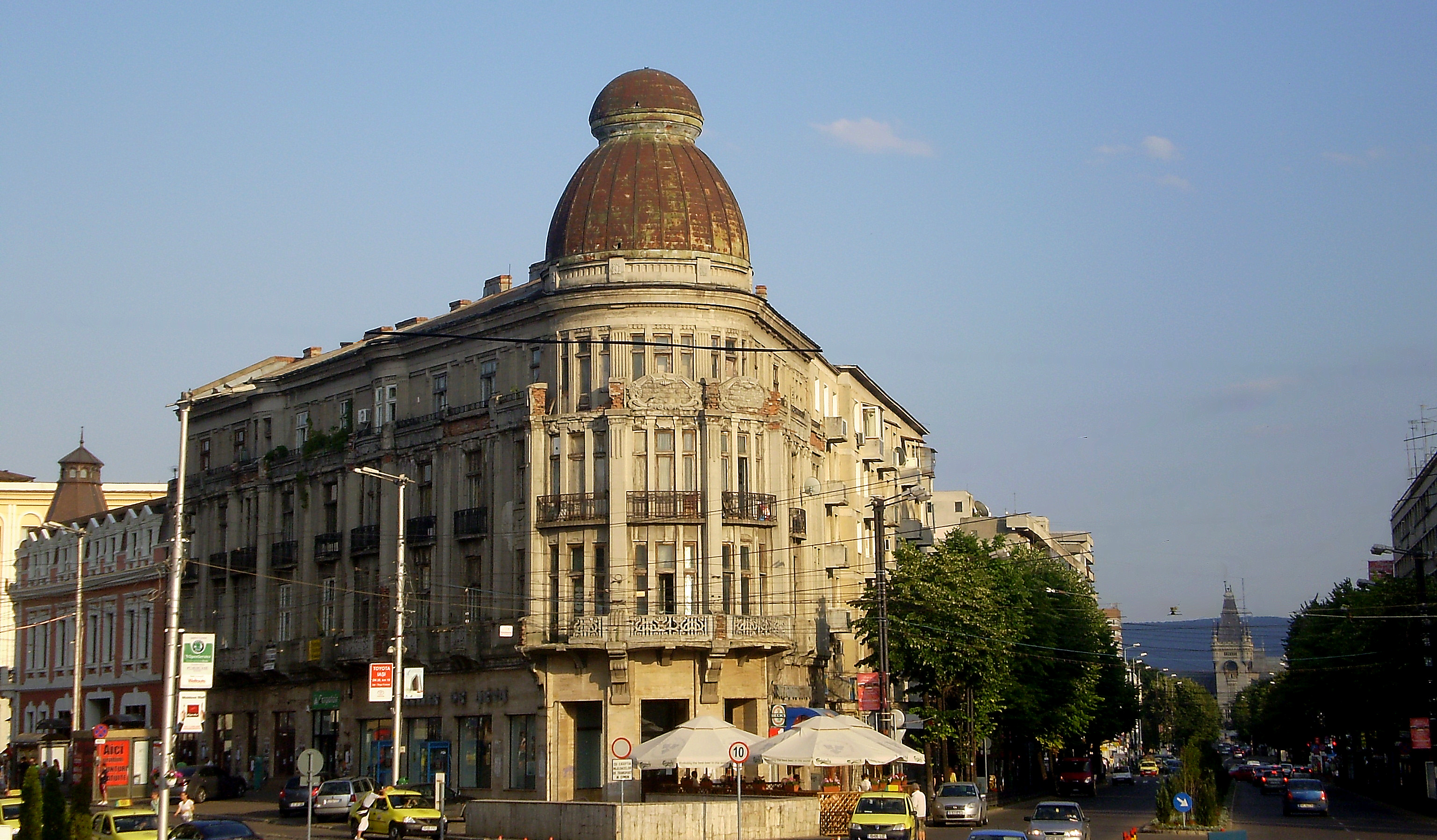
Piața Unirii, Palatul Braunstein
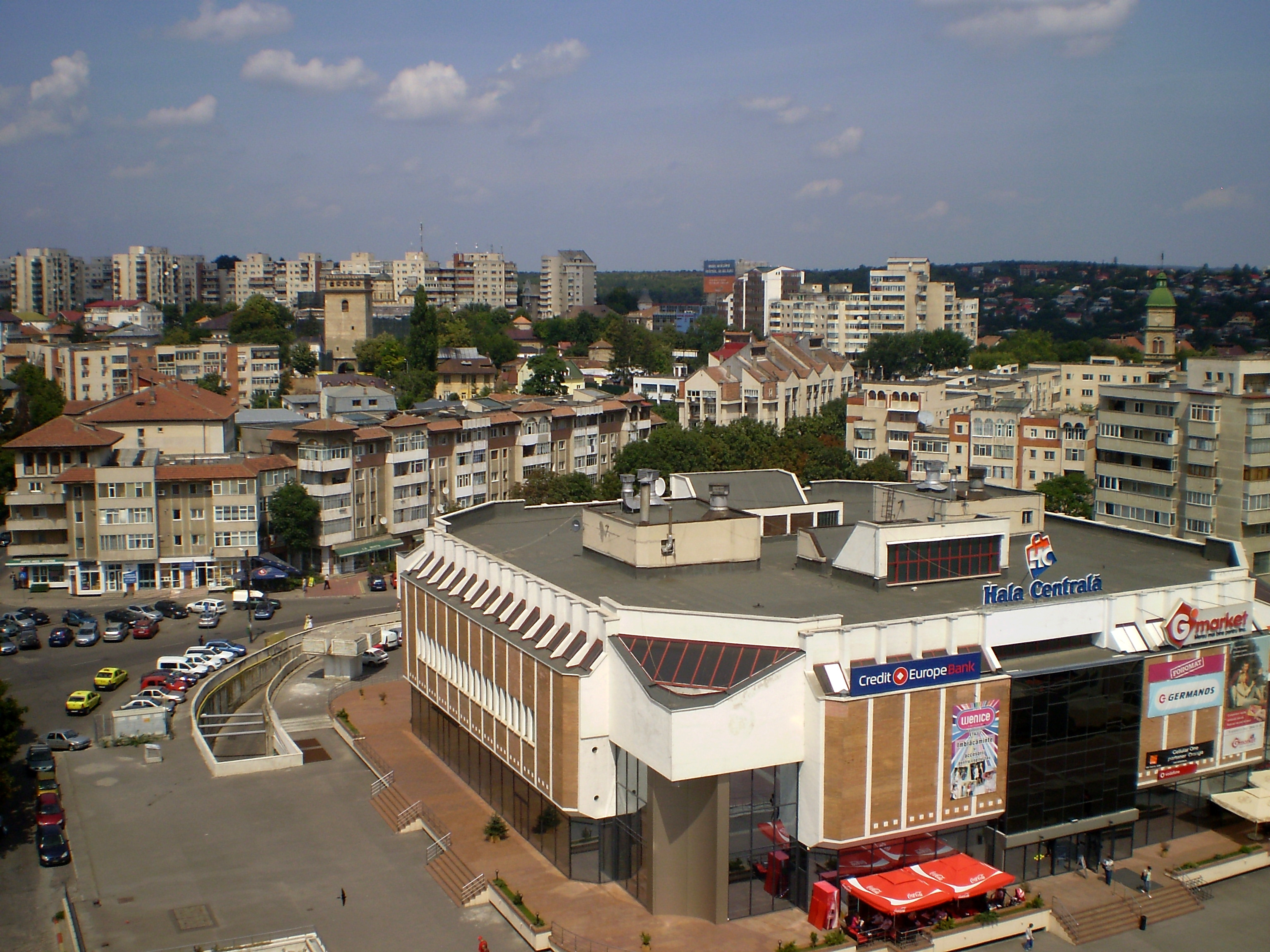
Centrul Civic, Hala Centrală (vedere spre Turnurile Golia și Bărboi)
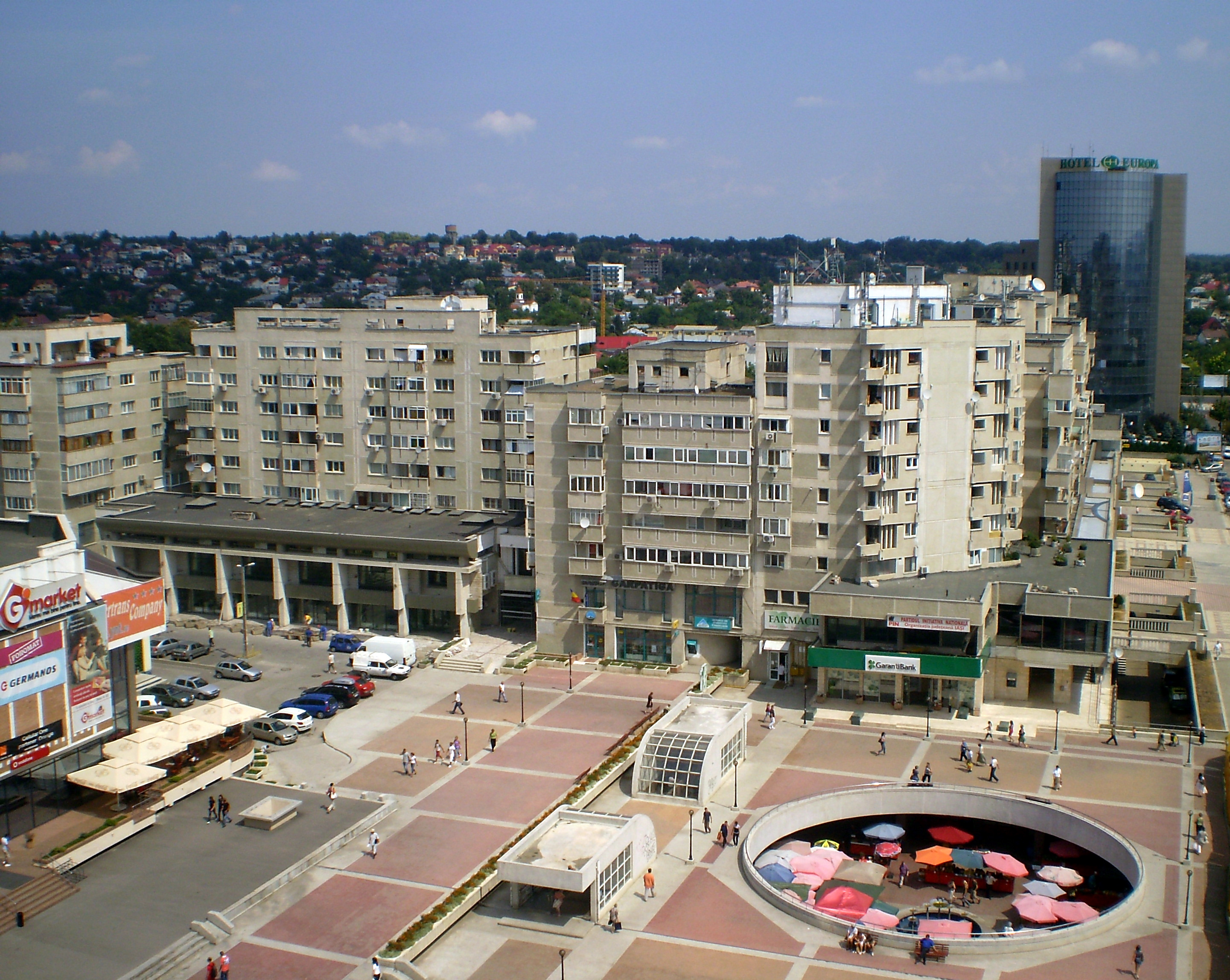
Centrul Civic, Piața Halei Centrale
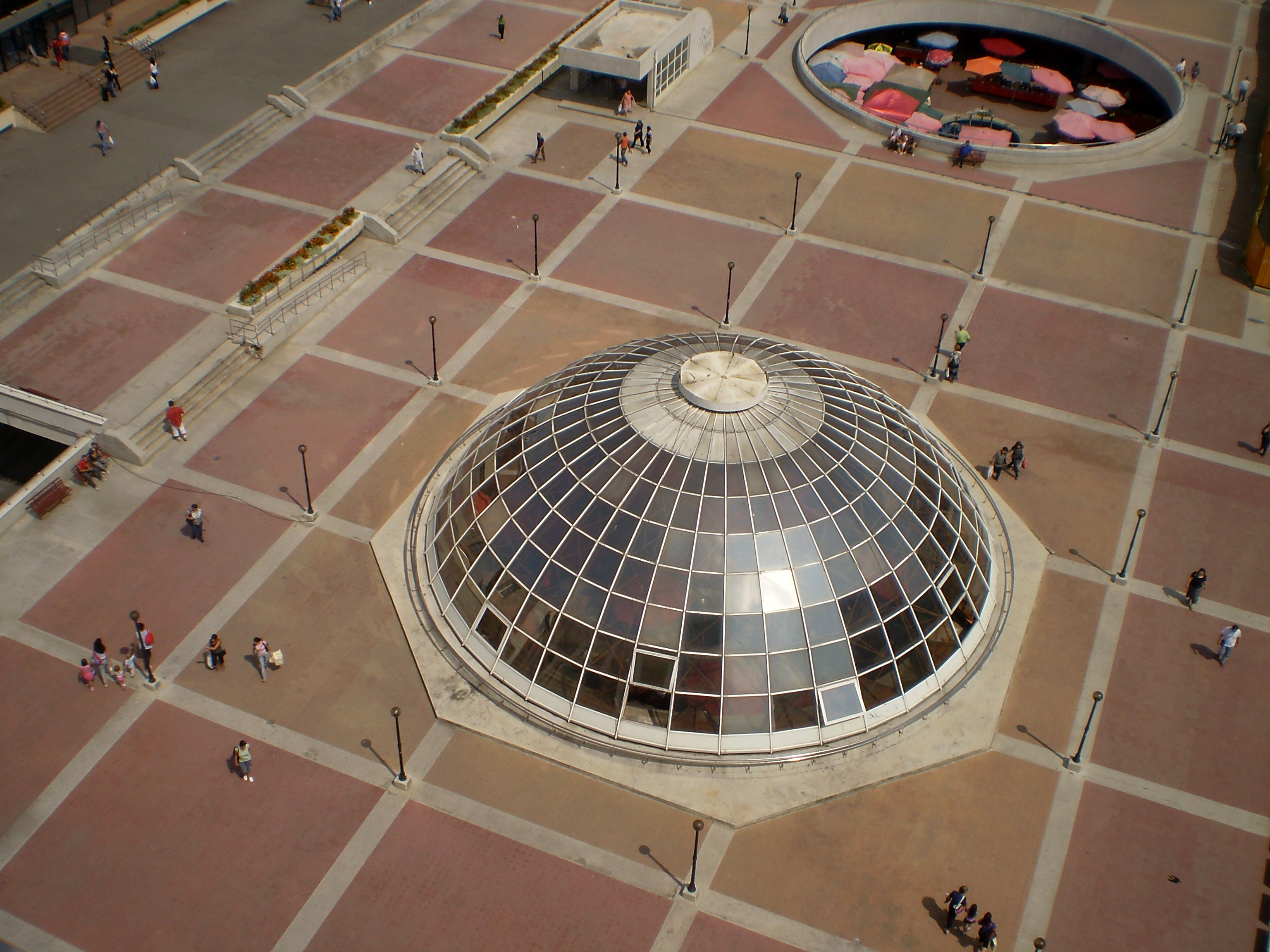
Centrul Civic, Hala Centrală, piața subterană
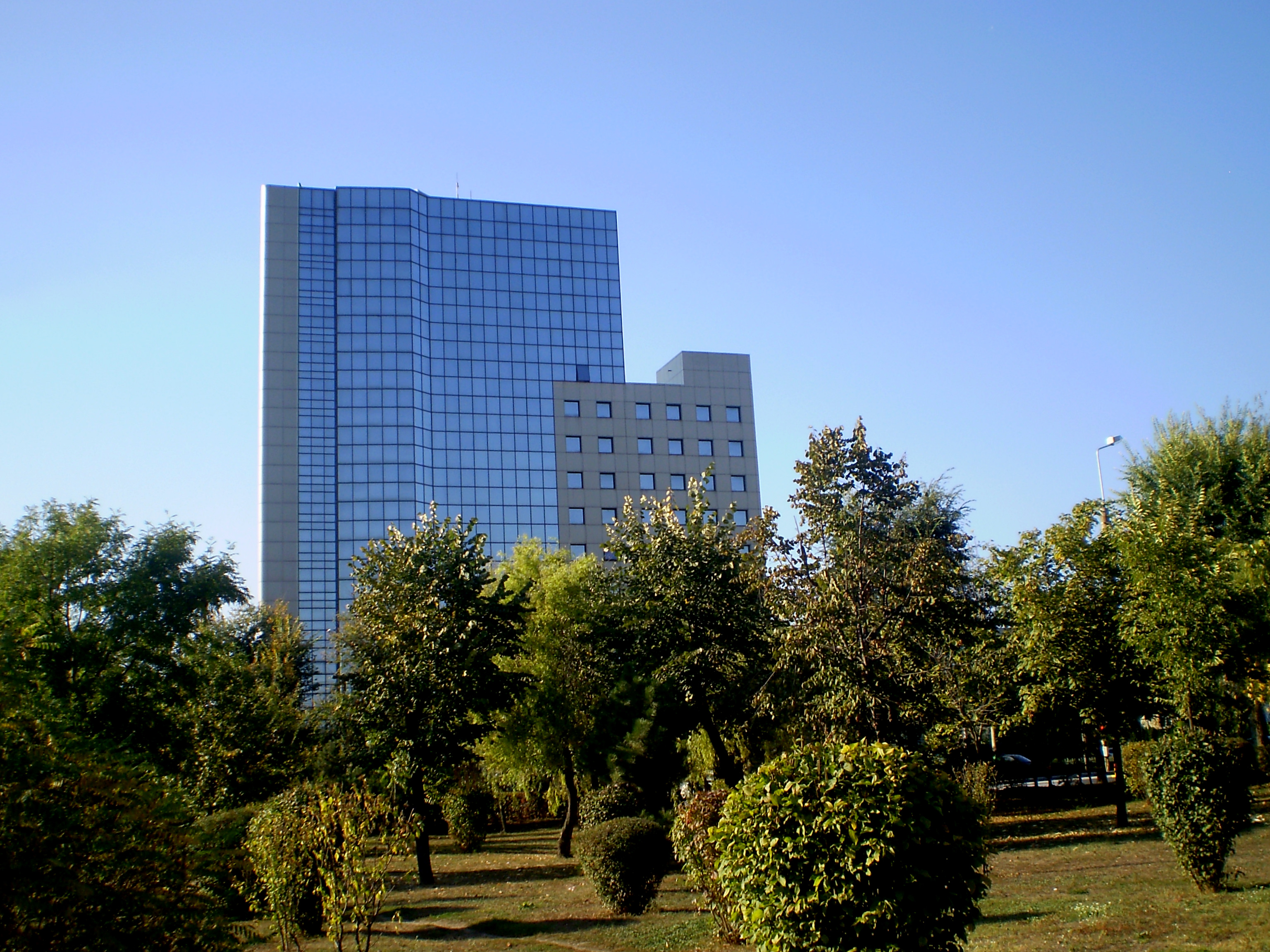
Centrul Civic, Hotel Europa
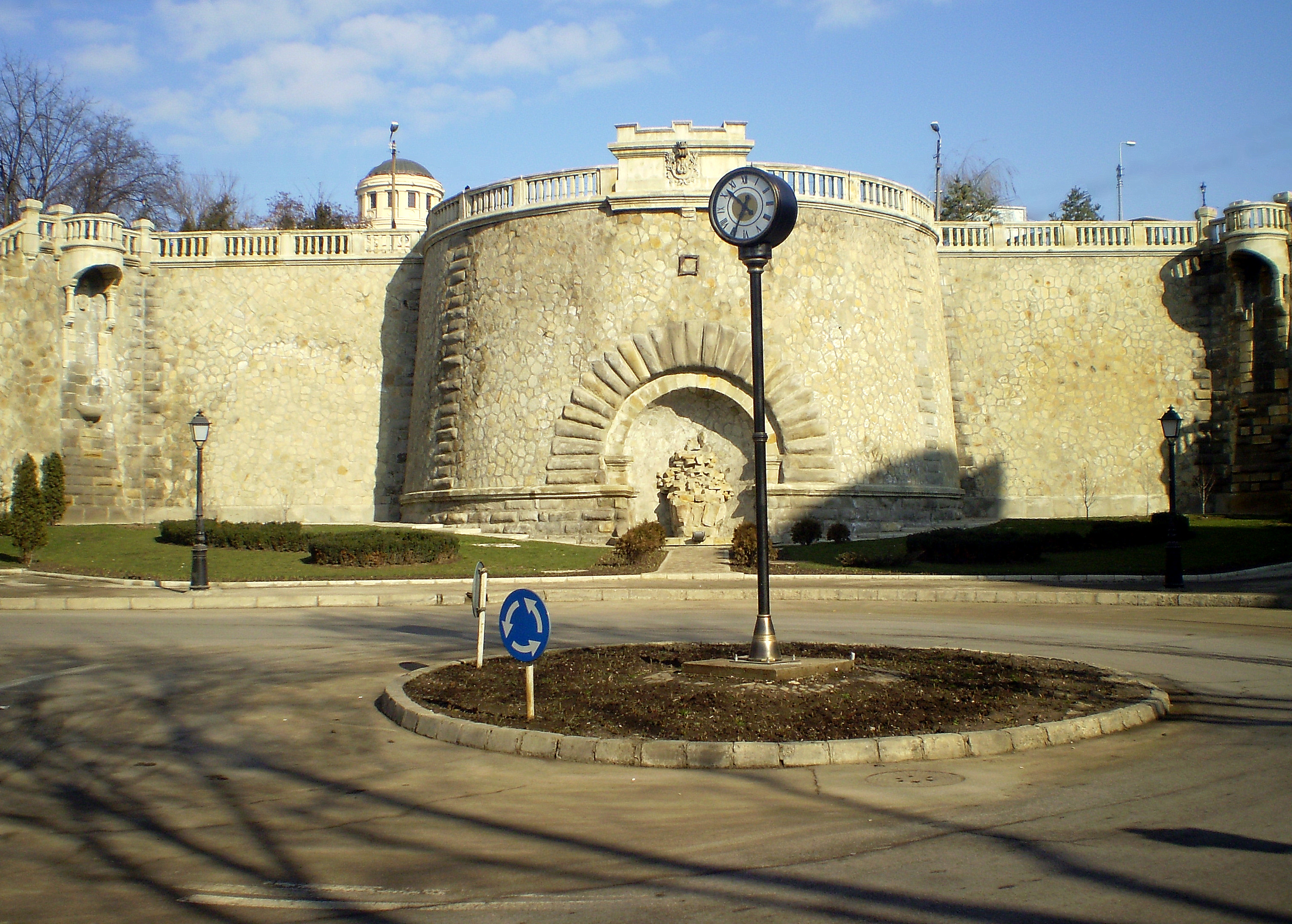
Râpa Galbenă (fosta Esplanadă Elisabeta)
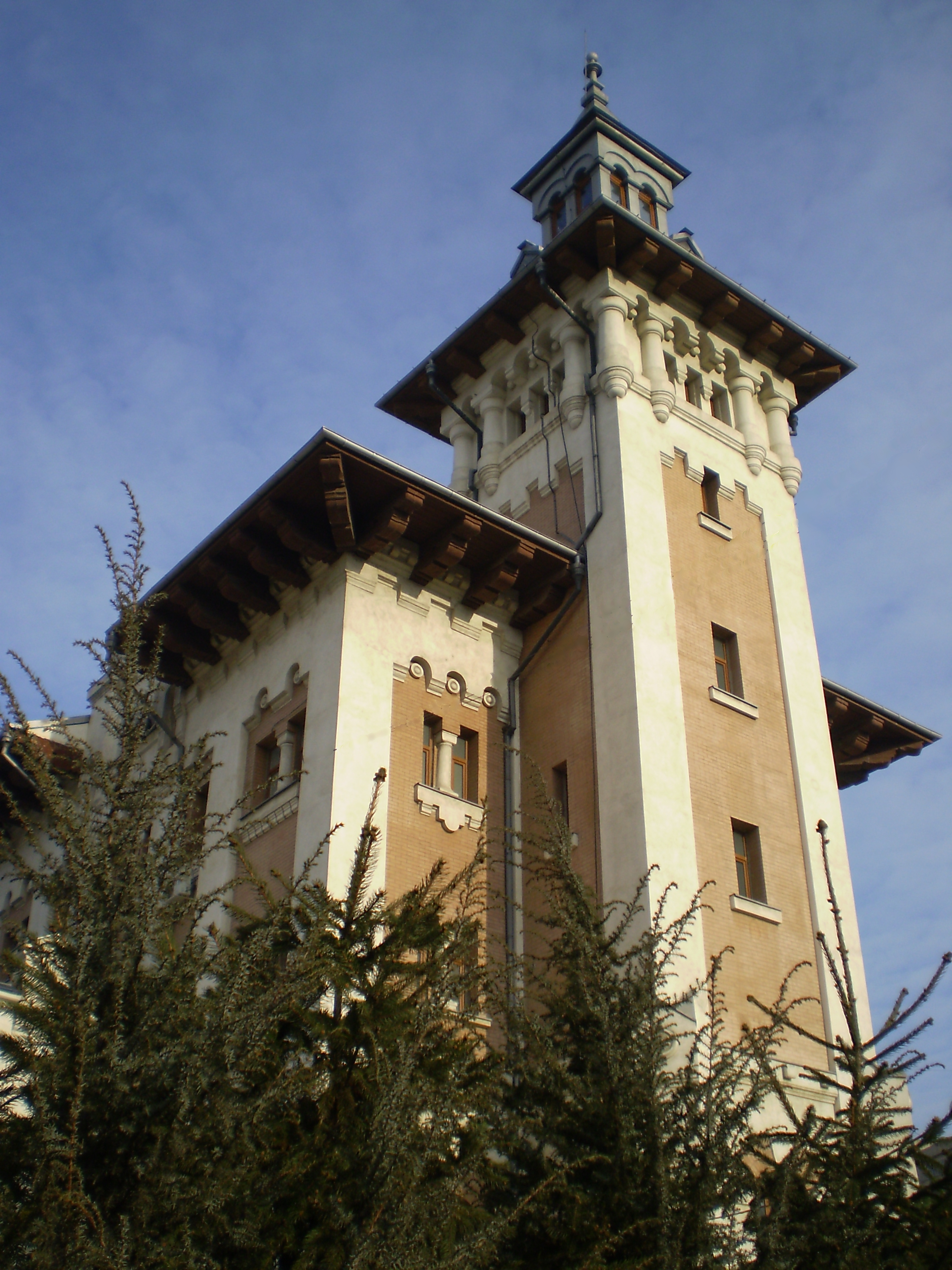
Vama Veche, Turnul
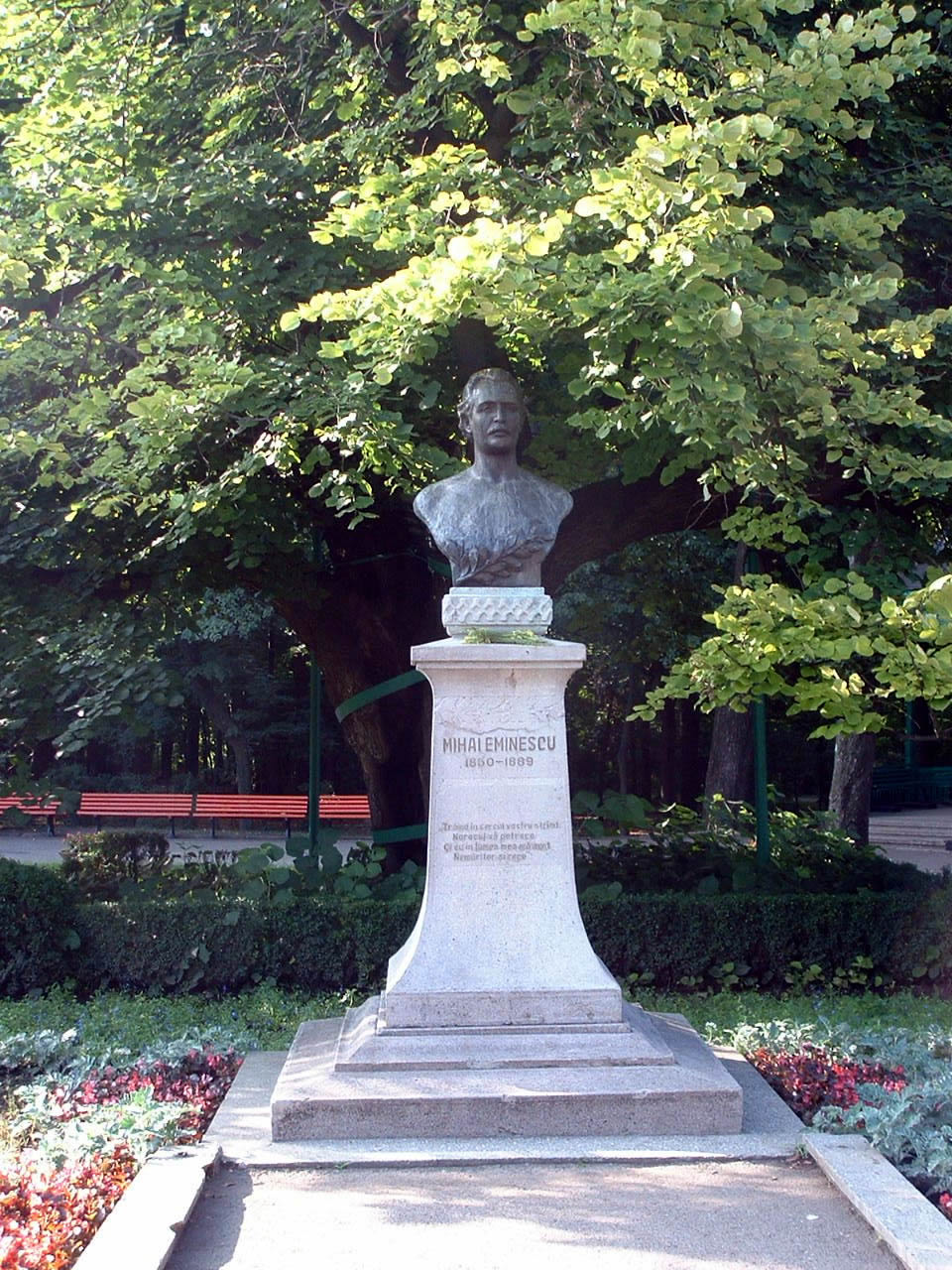
Statuia lui Eminescu din parcul Copou
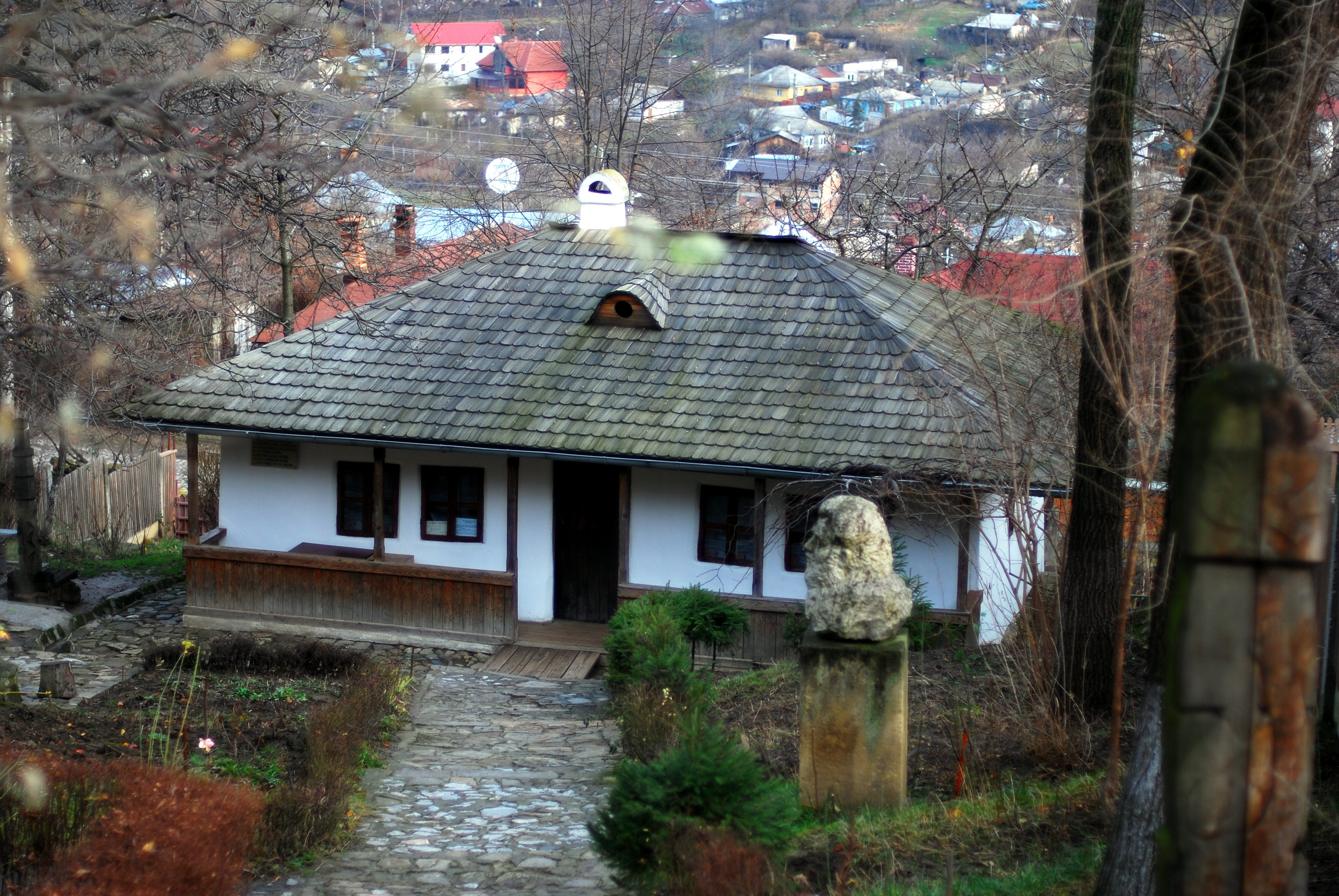
Bojdeuca lui Creangă
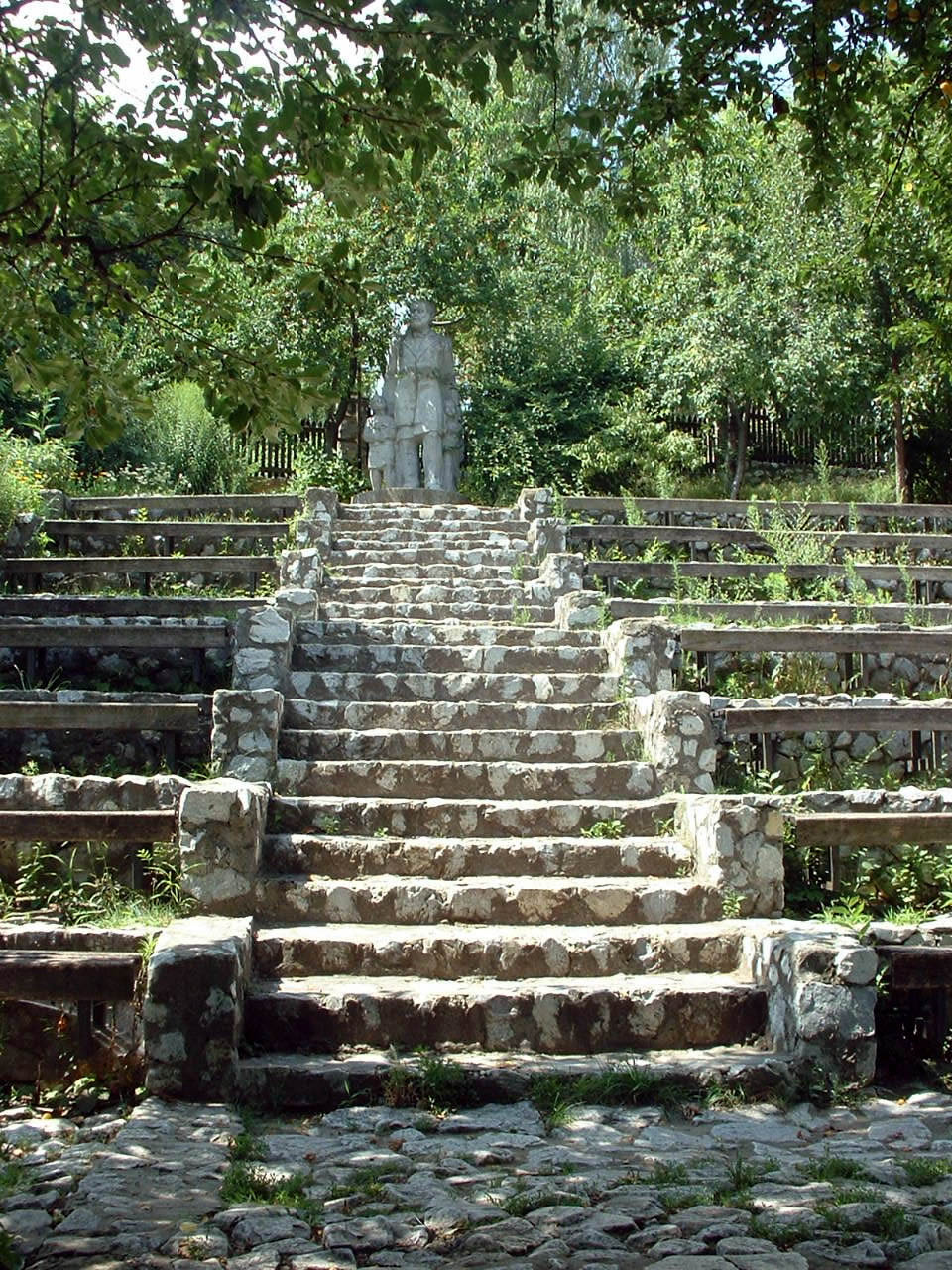
Statuia lui Ion Creangă din curtea bojdeucii
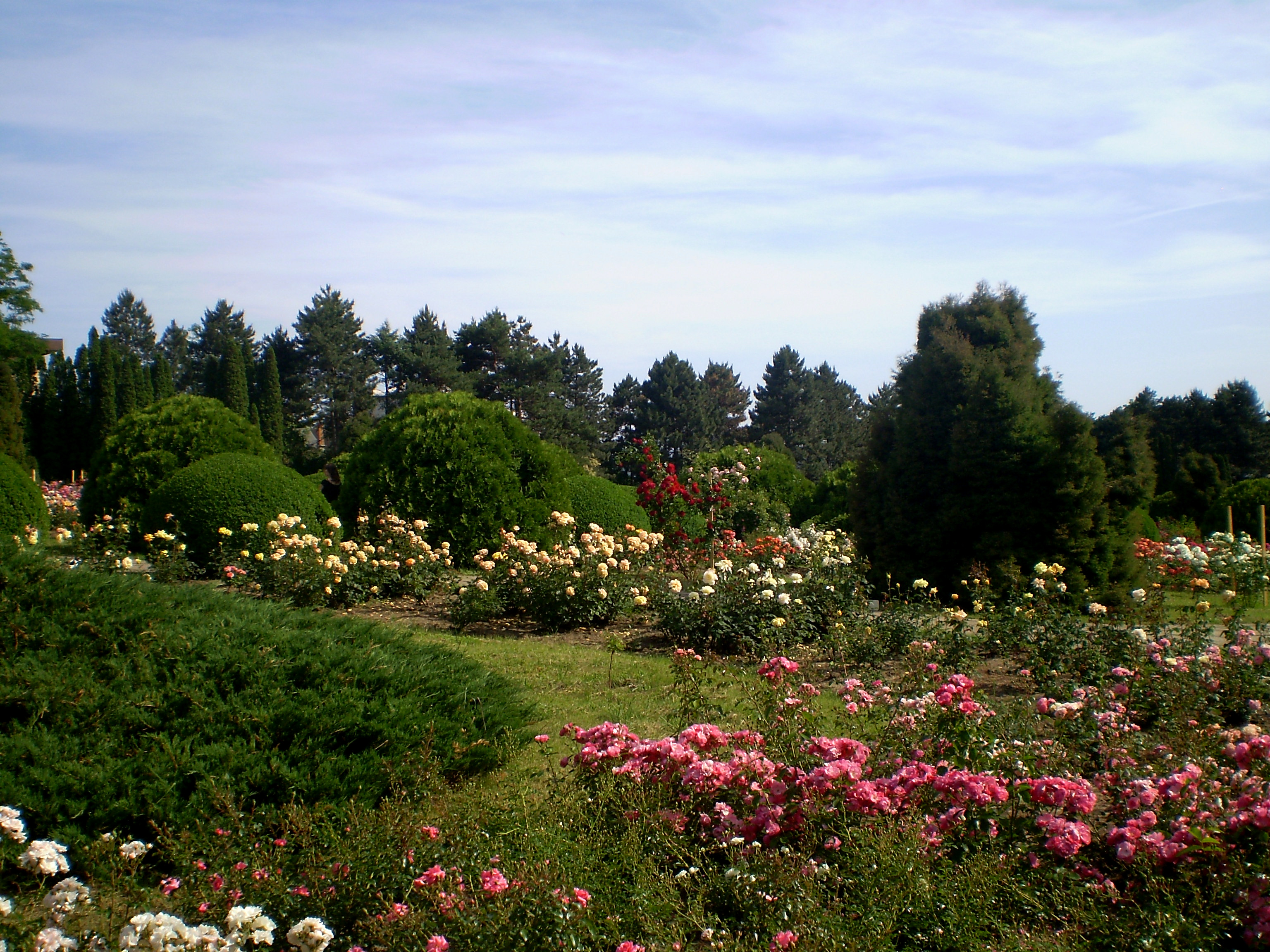
Grădina Botanică
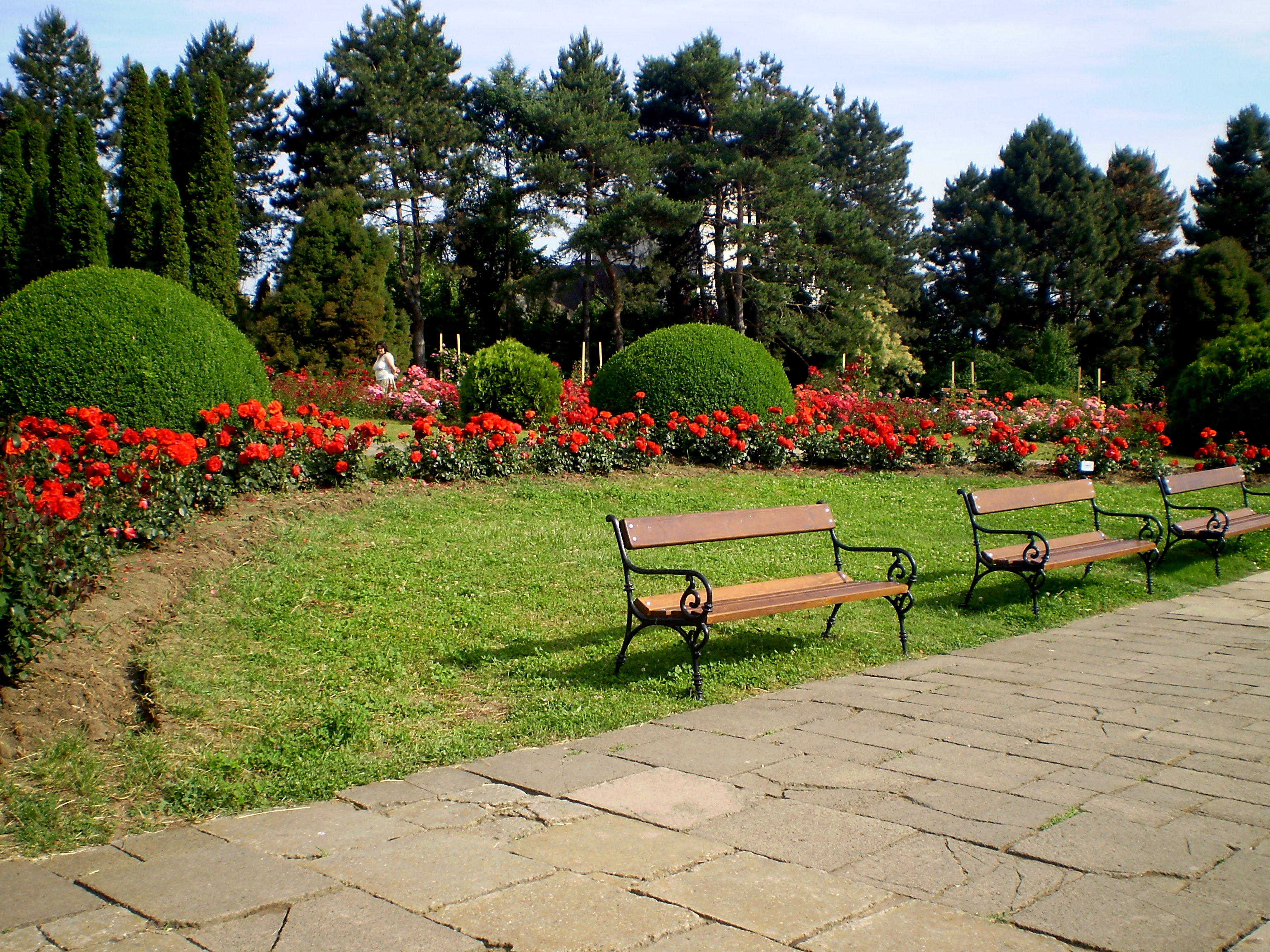
Grădina Botanică
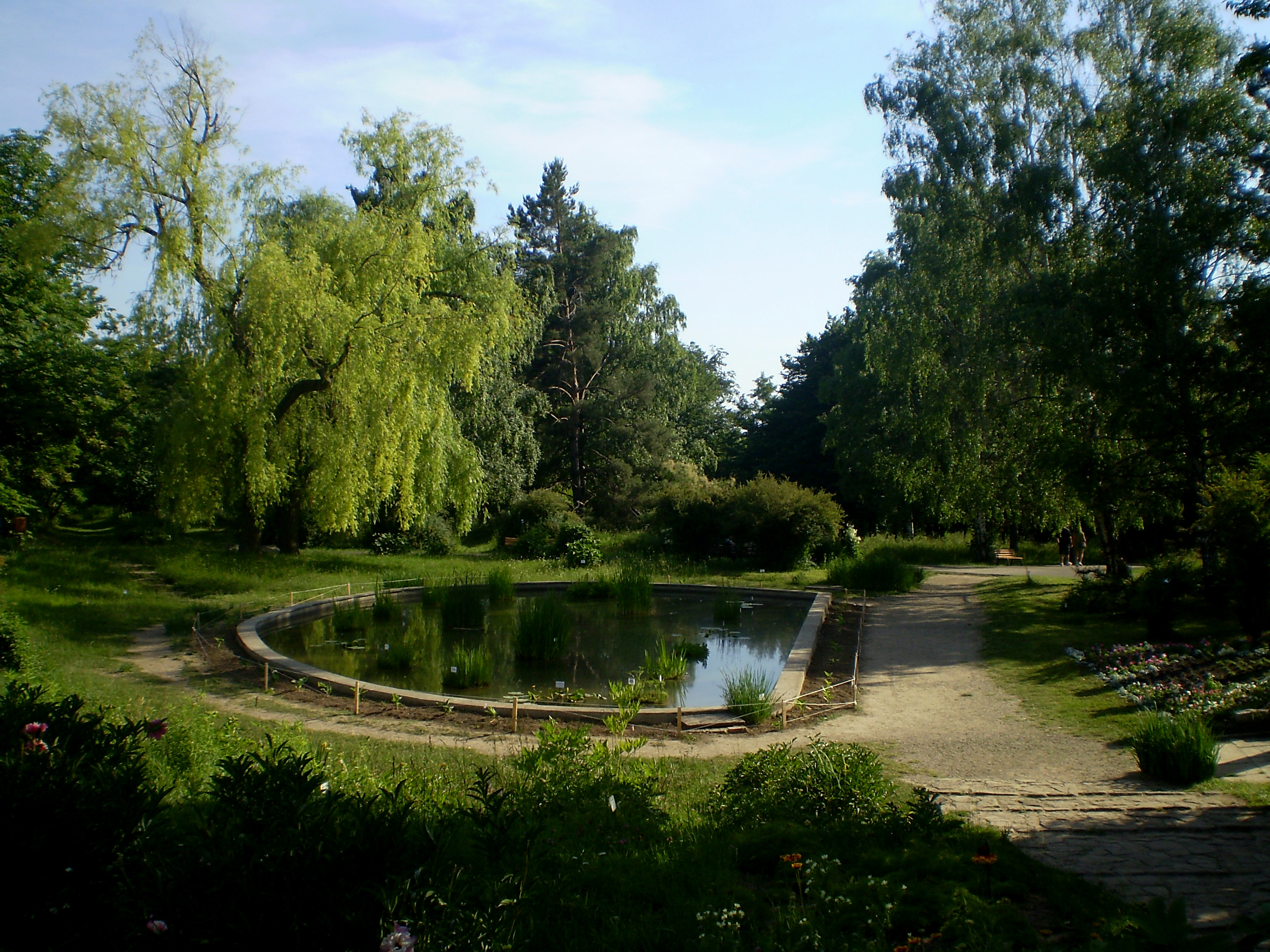
Grădina Botanică
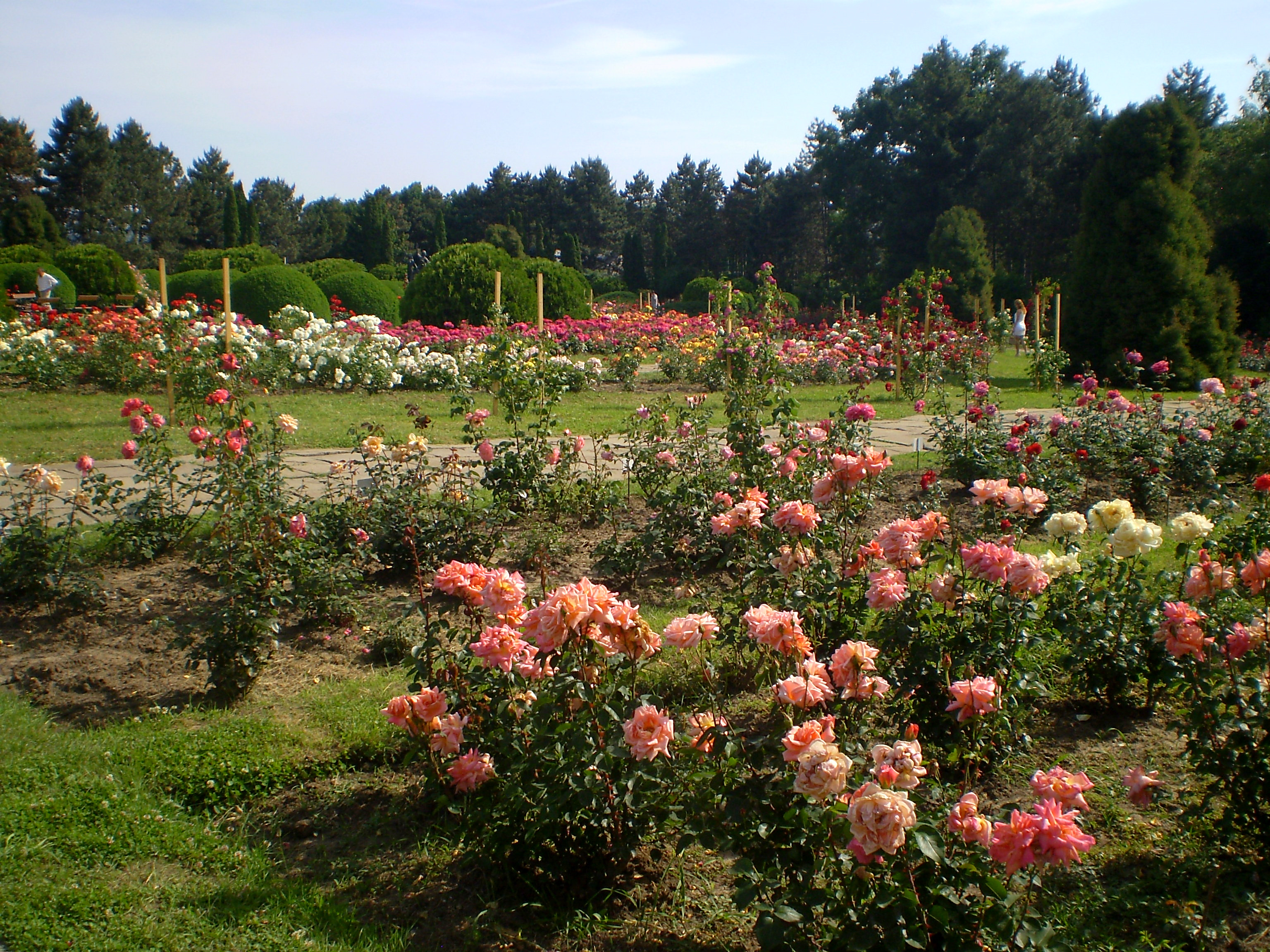
Grădina botanică

## Media și presă
- Bună Ziua Iași
- Evenimentul Cotidian Regional al Moldovei, ediția Iași
- Ziarul de Iași
- Reporter de Iași
- AltIasi.ro